# Wojna Izraela z Hamasem
Ten artykuł dotyczy trwającego wydarzenia. Informacje w nim zamieszczone mogą się zmienić lub zdezaktualizować wraz z postępem zdarzenia, a początkowe doniesienia mogą być niepewne. Ostatnie zmiany tego artykułu mogą nie odzwierciedlać najbardziej aktualnych informacji.
Wojna Izraela z Hamasem (wojna w Strefie Gazy) – konflikt zbrojny między Izraelem a dowodzonymi przez Hamas palestyńskimi ugrupowaniami militarnymi, toczący się głównie w Strefie Gazy od 7 października 2023 roku. Do walk doszło również na Zachodnim Brzegu Jordanu, a także z udziałem Hezbollahu wzdłuż granicy izraelsko-libańskiej na Wzgórzach Golan. Jest to piąta wojna między Strefą Gazy i Izraelem od 2008 roku, stanowiąca jednocześnie część szerszego konfliktu izraelsko-palestyńskiego i największy konflikt zbrojny w regionie od czasu wojny Jom Kipur 50 lat wcześniej.
Wojna wybuchła 7 października, gdy grupy bojowników Hamasu przypuściły z zaskoczenia atak na Izrael. Hamas nadał swojej operacji kryptonim „Burza Al-Aksa” (arab. ‏عَمَلِيَّة طُوفَان الأقصى‎, trl. `amaliīīať ṭūfān āl-’āqṣā). W kierunku Izraela wystrzelono ze Strefy Gazy kilka tysięcy rakiet, wycelowanych głównie w miasta i osiedla w południowym Izraelu, jak Aszkelon, Sederot i Beer Szewa. Szacuje się, że około 6000 bojowników oraz przypadkowych cywilów przedarło się przez barierę między Strefą Gazy i Izraelem, po czym zaatakowało zarówno bazy wojskowe, jak i cywilną ludność Izraela. Hamas zaatakował m.in. festiwal muzyki elektronicznej w pobliżu kibucu Re’im, gdzie zginęły 364 osoby, a 40 uprowadzono. Łącznie podczas ataku zginęło po stronie izraelskiej 1175 osób, w tym 379 mundurowych (policjantów i żołnierzy), 725 cywilów izraelskich oraz 71 cywilów z innych krajów. Ponad 3400 osób zostało rannych. Ponadto 251 Izraelczyków i obcokrajowców zostało porwanych jako zakładnicy do Strefy Gazy. Przywódcy Hamasu powiedzieli, że atak ich organizacji był odpowiedzią na izraelskie ataki na kobiety, profanację i rzekome zagrożenia dla meczetu Al-Aksa w Jerozolimie, izraelską okupację terytoriów palestyńskich, izraelską blokadę Strefy Gazy, ekspansję nielegalnych osiedli izraelskich, a także trudną sytuację palestyńskich uchodźców oraz więźniów.
Po usunięciu bojowników Hamasu ze swojego terytorium, Izrael odpowiedział jednym z najbardziej niszczycielskich bombardowań we współczesnej historii. Zapoczątkowana przez izraelskie władze operacja „Żelazne Miecze” (hebr. ‏מִבְצָע חֲרָבוֹת בַּרְזֶל‎, trb. miweca charawot barzel), polegała na nalotach na cele wojskowe i cywilne, a także placówki humanitarne w Strefie Gazy. Następnie, 27 października 2023 roku Siły Obronne Izraela zapoczątkowały lądową operację wojskową w Strefie Gazy, której deklarowanym celem było zniszczenie Hamasu i uwolnienie zakładników. Od początku izraelskiej operacji zginęło ponad 59 000 Palestyńczyków w Strefie Gazy, z których według szacunków ONZ co najmniej 56% to kobiety i dzieci. Ponadto około 10 000 osób uznaje się za zaginione i uwięzione pod gruzami. W wyniku tej wojny zginęło najwięcej Palestyńczyków w przebiegu całego konfliktu arabsko-izraelskiego. Prawie cała 2,3-milionowa populacja palestyńska została przymusowo wysiedlona, a ponad 100 tysięcy Izraelczyków pozostaje wewnętrznie przesiedlonych. Zaostrzenie blokady Strefy Gazy odcięło dostęp do artykułów pierwszej potrzeby, a ataki na infrastrukturę doprowadziły do kryzysu humanitarnego w Strefie Gazy, w tym załamania systemu opieki zdrowotnej i zagrożenia klęską głodu. Do początku 2024 roku oddziały izraelskie uszkodziły lub zniszczyły ponad połowę budynków mieszkalnych w Strefie Gazy, co najmniej jedną trzecią terenów leśnych i rolniczych, większość szkół i uniwersytetów, setki zabytków kultury i dziesiątki cmentarzy. Izraelska inwazja lądowa początkowo koncentrowała się na północnej Gazie, którą Izrael ponownie zajął przed styczniem 2024 roku. Po trwającym siedem dni zawieszeniu broni obejmującym wymianę zakładników, 3 grudnia Izrael ruszył na południe, by zaatakować Chan Junus. W dniu 24 maja Międzynarodowy Trybunał Sprawiedliwości orzekł, że Izrael musi natychmiast wstrzymać ofensywę w Rafah.
Wojna ta miała znaczące reperkusje międzynarodowe. Na całym świecie doszło do masowych protestów, głównie w obronie Palestyny. Działania Izraela zostały potępione w krajach muzułmańskich i w większości krajów Globalnego Południa. W grudniu 2023 roku Południowa Afryka wniosła sprawę do Międzynarodowego Trybunału Sprawiedliwości w Hadze, oskarżając Izrael o popełnienie ludobójstwa w Strefie Gazy. Izrael otrzymał znaczące wsparcie od swoich dotychczasowych zachodnich sojuszników, w szczególności Stanów Zjednoczonych, które przez całą wojnę udzielają Izraelowi znacznej pomocy wojskowej oraz wetowały liczne rezolucje Rady Bezpieczeństwa ONZ w sprawie zawieszenia broni. W międzyczasie Oś Oporu, sojusz między Iranem a różnymi podmiotami niepaństwowymi, zaatakowała amerykańskie bazy wojskowe na Bliskim Wschodzie, a jemeński ruch Huti rozpoczął ataki na statki handlowe, które rzekomo były powiązane z Izraelem, co wywołało odpowiedź wojskową pod przywództwem USA. Ciągła wymiana ataków między libańskim Hezbollahem a Izraelem doprowadziła 1 października 2024 do izraelskiej inwazji na Liban, a 8 grudnia do inwazji Izraela na Syrię oraz upadku rządów Baszszara al-Asada. Zapoczątkowało to obecny kryzys na Bliskim Wschodzie.

## Przebieg

### Atak Hamasu na Izrael

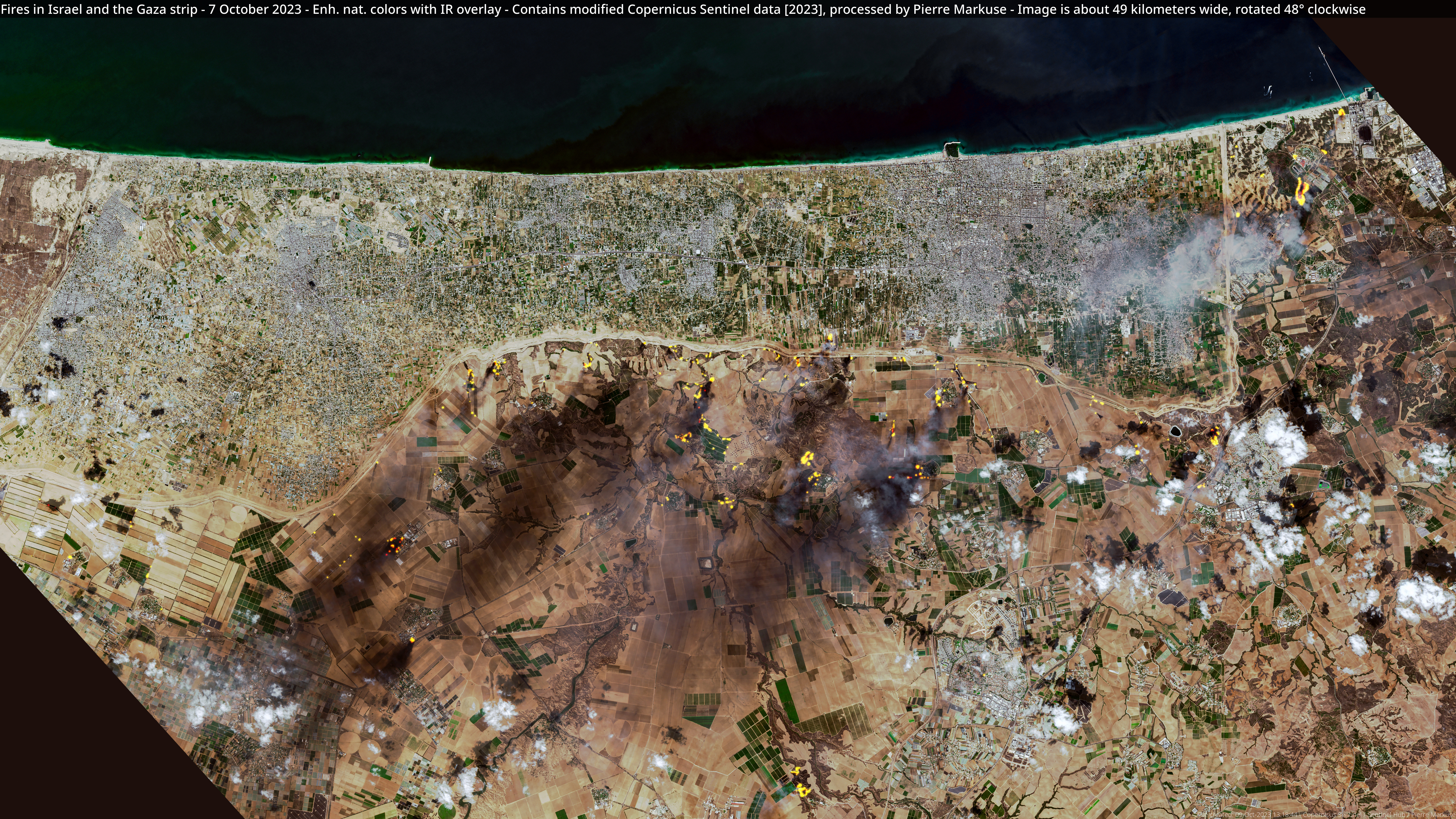
Skutki ostrzałów rakietowych na terenie Izraela i Strefy Gazy na zdjęciu satelitarnym wykonanym 7 października 2023 roku

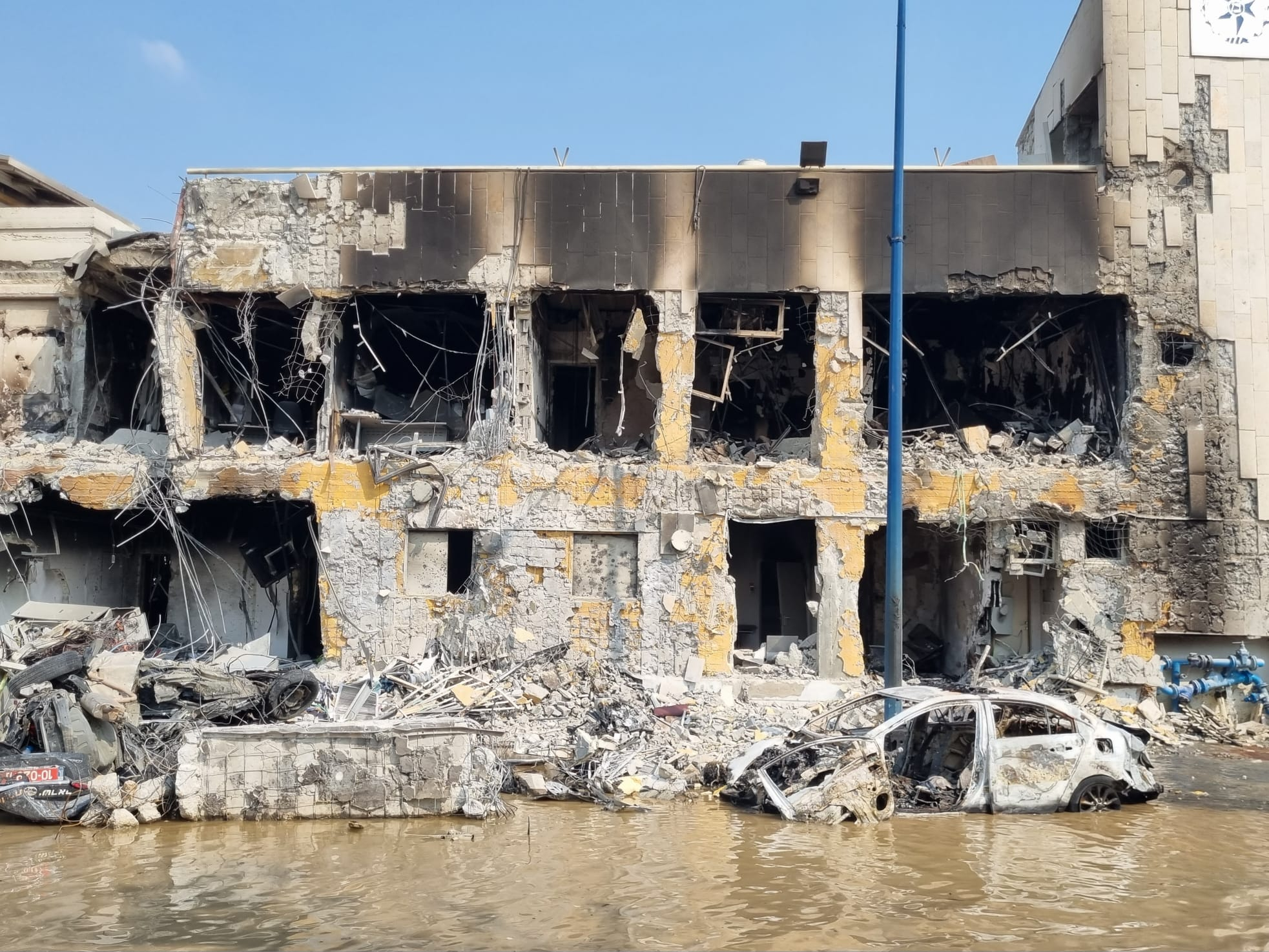
Posterunek Policji w Sederot, zniszczony wskutek walk bojowników Hamasu z izraelskimi żołnierzami 8 października 2023 roku

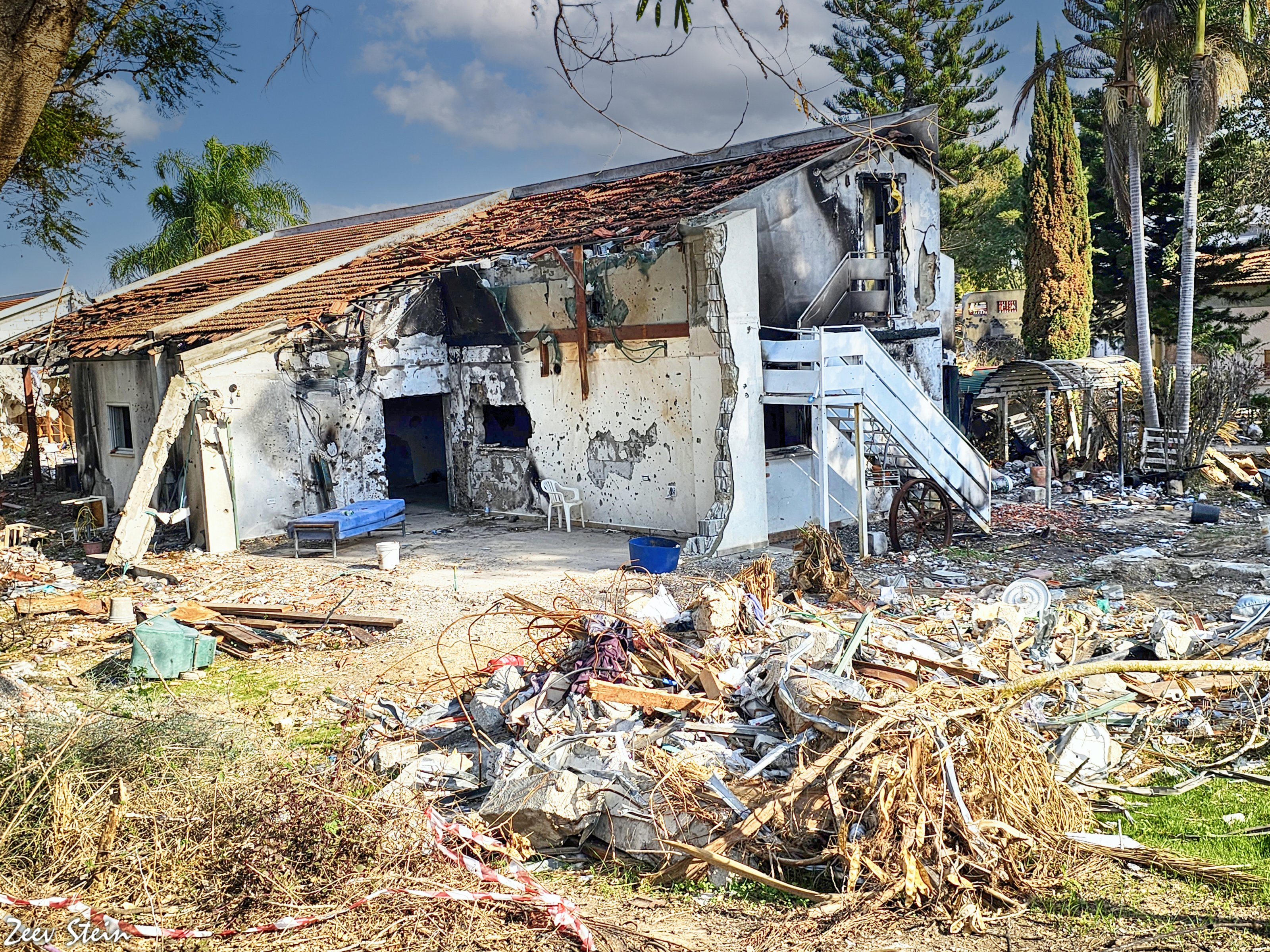
Jeden z budynków w kibucu Be’eri, zniszczony podczas ataku Hamasu 7 października 2023 roku (zdjęcie wykonano 4 grudnia 2023 roku)

Do ataku doszło podczas żydowskich świąt Simchat Tora i Szmini Aceret w szabat oraz dzień po 50. rocznicy rozpoczęcia wojny Jom Kippur, która również rozpoczęła się od ataku z zaskoczenia. 7 października 2023 roku w sobotę około 6:30 IDT (5:30 w Polsce) nad obszarem Izraela przeleciały rakiety, a na terenie Tel Awiwu rozległy się syreny alarmowe. Następnie, jak podały Siły Obronne Izraela, bojownicy Hamasu – radykalnego palestyńskiego i muzułmańskiego ugrupowania kontrolującego od 2007 roku Strefę Gazy, przedostali się na terytorium Izraela drogą lądową (według źródeł dziennika „Ha-Arec” forsując barierę na granicy Strefy Gazy z Izraelem w 29 miejscach), morską i powietrzną (wykorzystując do tego celu paralotnie).
Według Sił Obronnych Izraela bojownicy Hamasu, zanim wkroczyli na terytorium Izraela, wystrzelili w kierunku tego państwa około 2200 rakiet – Hamas podał później liczbę 5000 rakiet. Ostrzał rakietowy Hamasu był wymierzony w południowy i środkowy Izrael, w tym Tel Awiw i inne obszary metropolitalne. Atak ugrupowania nastąpił po eskalacji konfliktu izraelsko-palestyńskiego; do czasu ataku Hamasu w 2023 roku w wyniku starć izraelsko-palestyńskich zginęło co najmniej 247 Palestyńczyków i 32 Izraelczyków.
Muhammad Dajf, najwyższy dowódca brygad al-Kassam, zbrojnego skrzydła Hamasu, nazwał wymierzone w Izrael zbrojne działania operacją „Burza Al-Aksa” i do spółki z Isma’ilem Hanijją, jednym z politycznych liderów Hamasu powiedział, że atak na Państwo Izrael był odpowiedzią na izraelskie ataki na kobiety, profanację i rzekome zagrożenia dla meczetu Al-Aksa w Jerozolimie, izraelską okupację terytoriów palestyńskich, blokadę Strefy Gazy, ekspansję nielegalnych osiedli izraelskich, a także trudną sytuację palestyńskich uchodźców oraz więźniów. Według doniesień agencji prasowej Reuters Deif był architektem ataku i planował go od 2021 roku po tym, jak wiosną do meczetu Al-Aksa wkroczyły izraelskie siły bezpieczeństwa, co wywołało 11-dniowy konflikt Izraela z Hamasem i spotkało się z oburzeniem w świecie islamu.
Hamas oświadczył też, że wziął do niewoli pewną liczbę izraelskich żołnierzy, publikując na swoich kontach w mediach społecznościowych filmy pokazujące rzekomo schwytanych żołnierzy. Materiały wideo, geolokalizowane i uwierzytelnione przez CNN, sugerowały, że co najmniej jeden izraelski żołnierz został wzięty do niewoli przez ugrupowanie. Jak w wywiadzie dla mediów powiedział rzecznik Sił Obronnych Izraela, kontradmirał Dani’el Hagari, Hamas wziął zakładników i jeńców wojennych, były także przypadki śmiertelne wśród izraelskich żołnierzy. Ataki Hamasu dotknęły wiele miejsc.
Eksplozje związane z ostrzałem rakietowym prowadzonym przez Hamas zostały odnotowane m.in. w Gederze, Aszkelonie i Netiwot, a udostępniane w mediach społecznościowych filmy pokazywały strzelaniny urządzane przez bojowników Hamasu w różnych izraelskich miastach i wsiach, w tym w Aszkelonie, Ofakim i znajdującym się zaledwie 1,6 km od Strefy Gazy Sederot, w którym ponadto zajęli posterunek Policji zabijając około 30 cywilów oraz oficerów policji. W sumie bojownicy Hamasu wtargnęli aż do 22 miejsc na terenie Izraela, w tym do miast i innych jednostek osadniczych położonych do 24 kilometrów od granicy Strefy Gazy. Dodatkowo, jak podały izraelskie władze, Hamas wziął także około 150 zakładników, w tym obcokrajowców.
Jednym z pierwszych miejsc zaatakowanych przez bojowników Hamasu był dwudniowy festiwal muzyki elektronicznej Supernova, zorganizowany na pustyni Negew niedaleko kibucu Re’im, leżącego około 3 km od granicy Izraela ze Strefą Gazy. Bojownicy dokonali masakry na uczestnikach festiwalu, w której, według izraelskich mediów, zginęło co najmniej 260 osób. Innymi miejscami zaatakowanymi przez Hamas były m.in. kibuce Be’eri, gdzie zginęło ponad 130 osób, Kefar Azza, gdzie bojownicy zamordowali 46 osób i Nir Oz, w którym śmierć poniosła podobna liczba ludzi – zostali zastrzeleni lub zginęli wskutek podpalenia przez bojowników domów, w których się ukrywali. Wśród ofiar było około również 70 Arabów izraelskich, 36 dzieci i 25 osób powyżej 80. roku życia. Według izraelskich świadków niektóre ofiary zostały zgwałcone, torturowane lub spalone żywcem, a ich ciała rozczłonkowane i sprofanowane. Siły Obronne Izraela nie potwierdziły doniesień o gwałtach ze strony bojowników.
Później wyszło na jaw, że wojsko Izraela zastosowało podczas wydarzeń 7 października tzw. Dyrektywę Hannibala, tzn. zapobieżenia uprowadzeniom „za wszelką cenę”, przez co prawdopodobnie część ofiar zginęła od ostrzału z czołgów i śmigłowców IDF.
W godzinach popołudniowych trwały też walki bojowników Hamasu z izraelskimi żołnierzami m.in. na przejściach granicznych i wokół baz wojskowych, ponadto, jak poinformował dziennik „The Jerusalem Post”, bojownicy przeniknęli do jednej z baz na południu Izraela, a kontakt z żołnierzami, którzy byli na miejscu, się urwał. W sieci pojawiły się materiały filmowe dowodzące przejęcia przez Hamas izraelskiej bazy wojskowej w kibucu Nachal Oz. W bazie tej, a także w innych miejscach przy granicy ze Strefą Gazy bojownicy zdobyli liczne pojazdy wojskowe, w tym co najmniej jeden czołg Merkawa Mk 4 i ciężki transporter opancerzony Namer, a ponadto pewną liczbę transporterów opancerzonych Achzarit i M113 oraz wojskowych samochodów terenowych Humvee. Najwyższym rangą oficerem IDF zabitym 7 października był d-ca Brygady Nachal płk Jonatan Steinberg. W międzyczasie Hamas wezwał także do przyłączenia się do ataku zbrojne ugrupowania w Libanie. Wkrótce potem organizacja Palestyński Islamski Dżihad przekazała, że przyłączyła się do ataku na Izrael.

### Oświadczenie Izraela o wojnie z Hamasem

#### Wydarzenia przed operacją lądową w Strefie Gazy

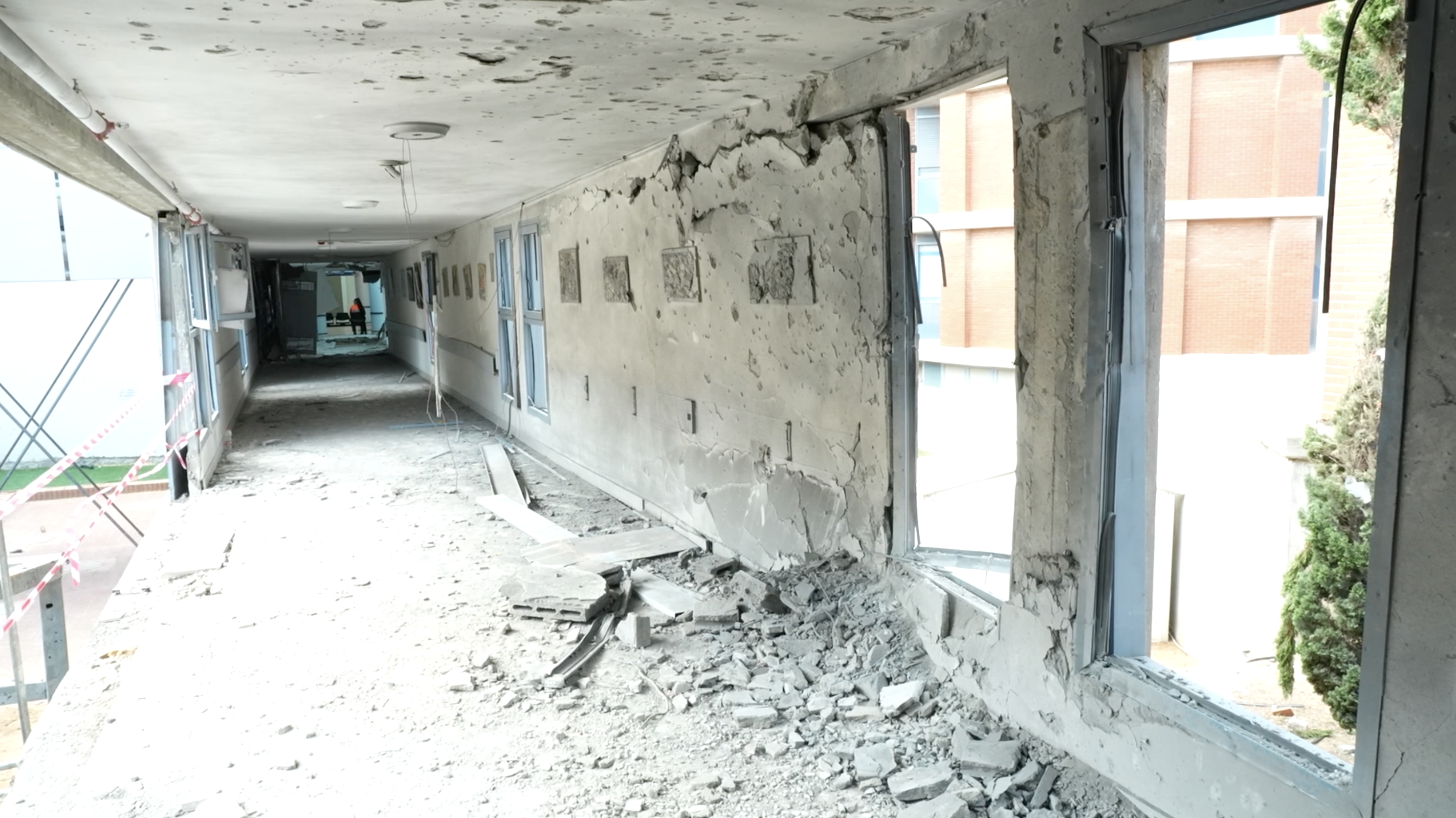
Skutki ataku rakietowego Hamasu na szpital Barzilai Medical Center w Aszkelonie z 8 października 2023 roku (zdjęcie wykonano 16 października 2023)

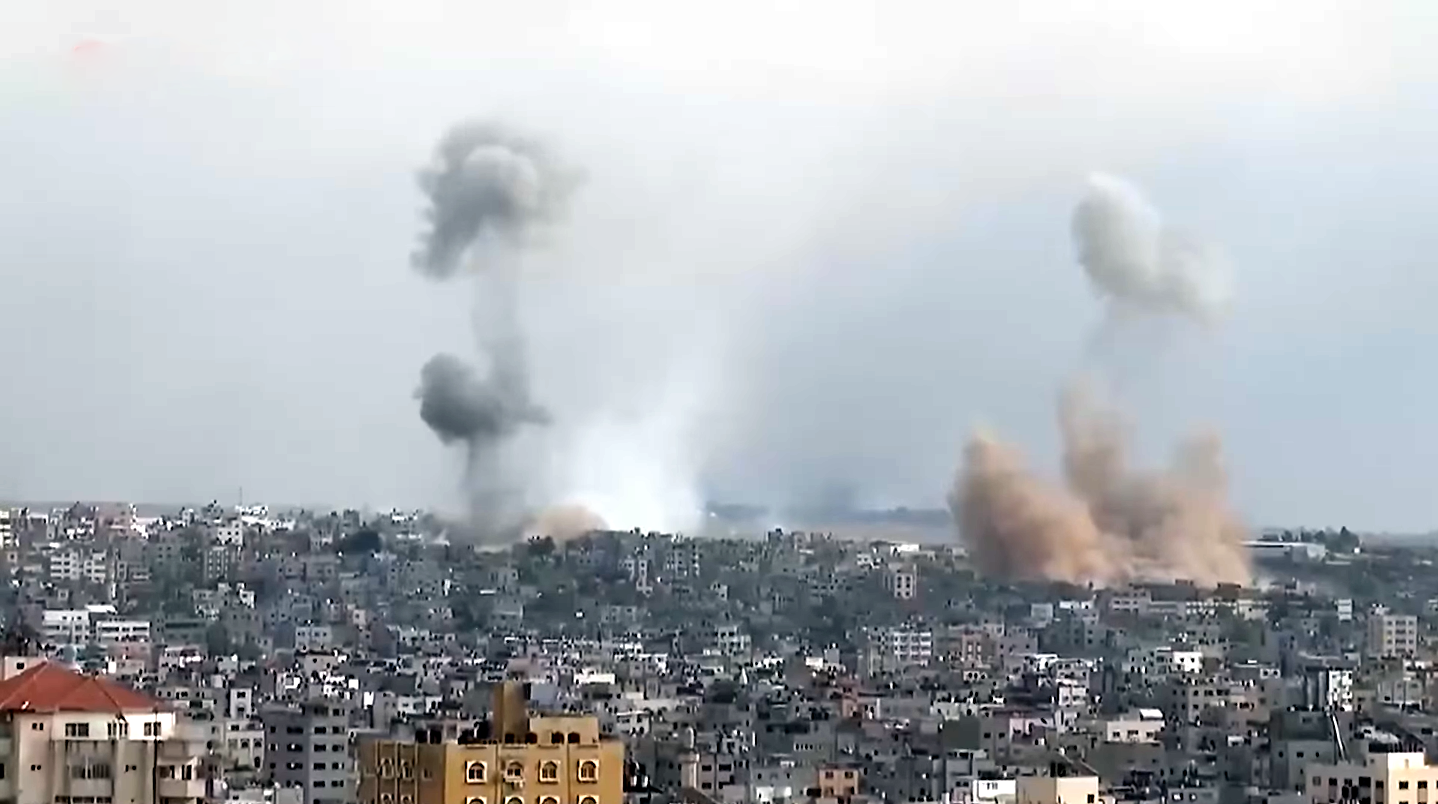
Wybuchy podczas nalotu izraelskiego lotnictwa na Strefę Gazy (9 października 2023)

Pięć godzin od rozpoczęcia ataku Hamasu premier Izraela Binjamin Netanjahu wygłosił pierwsze publiczne oświadczenie, w którym stwierdził, że Izrael jest w stanie wojny i ją wygra. Izraelski minister obrony Jo’aw Galant dodał z kolei, że Hamas popełnił „poważny błąd”, przeprowadzając niespodziewany atak rakietowy na Izrael i wydał polecenie o mobilizacji rezerwistów. Wkrótce potem Siły Powietrzne Izraela uderzyły w 17 obiektów wojskowych i cztery centra dowodzenia Hamasu w Strefie Gazy. Naloty te były częścią operacji „Żelazne Miecze” rozpoczętej przez Siły Obronne Izraela w odpowiedzi na atak Hamasu. Izraelskie wojsko podjęło także walkę z bojownikami Hamasu w różnych miejscach na południu Izraela w pobliżu granicy ze Strefą Gazy, w tym w mieście Sederot i kibucach Kefar Azza, Sufa, Nachal Oz, Magen oraz Be’eri, a także w bazie wojskowej Re’im.
W oświadczeniu wygłoszonym w niedzielę 8 października Hamas stwierdził, że jego bojownicy są nadal obecni w miastach południowego Izraela i że ugrupowanie wspiera ich ogniem rakietowym w miastach, kibucach i moszawach Ofakim, Sederot, Jad Mordechaj, Kefar Azza, Be’eri, Jated oraz Kissufim. Przed świtem tego dnia Hamas wystrzelił wiele rakiet w stronę Izraela, a jedna z nich uderzyła w szpital Barzilai Medical Center w Aszkelonie powodując uszkodzenia budynku, jednak nie było żadnych doniesień o ofiarach. Wczesnym rankiem, zgodnie z doniesieniami izraelskich mediów, izraelskie władze odzyskały kontrolę nad posterunkiem Policji w Sederot zabijając w trakcie tej operacji co najmniej 10 bojowników Hamasu. Również o poranku władze Izraela podały, że zidentyfikowały 44 żołnierzy i 30 funkcjonariuszy Policji, Straży Granicznej oraz jednostki specjalnej Jamam zabitych od poprzedniego dnia przez Hamas.
Tego samego dnia izraelski rząd zdecydował o formalnym wypowiedzeniu wojny Hamasowi. Rozpoczęto także ewakuację mieszkańców terenów położonych w pobliżu granicy z Gazą. Oprócz tego przedstawiciel izraelskich władz powiedział CNN, że w jego kraju zginęło 350 osób. Siły Obronne Izraela opublikowały także nazwiska 44 żołnierzy, którzy według nich zginęli w atakach Hamasu, a także oświadczyły, że zaatakowały 426 celów w Gazie, w tym 10 wieżowców, które miały być użytkowane przez Hamas. Na północy Izraela wspierane przez Iran i działające w Libanie ugrupowanie Hezbollah wzięło odpowiedzialność za zaatakowanie przy użyciu rakiet i artylerii trzech izraelskich obiektów na obszarze znanym jako Farmy Szeba, który Liban uważa za okupowany przez Izrael. Izrael odpowiedział ostrzałem artyleryjskim.
W poniedziałek 9 października izraelskie ataki powietrzne uderzyły w gęsto zaludniony obóz uchodźców palestyńskich Dżabalija w Strefie Gazy, a wstępne raporty wskazywały na dużą liczbę ofiar. Tego dnia Izrael ogłosił także rozpoczęcie blokady dostaw żywności, wody, prądu i paliwa do Strefy Gazy oraz, jak podał portal Al-Monitor, zgromadził 100 tysięcy żołnierzy przy granicy ze Strefą Gazy w ramach przygotowań do lądowej ofensywy przeciwko Hamasowi.

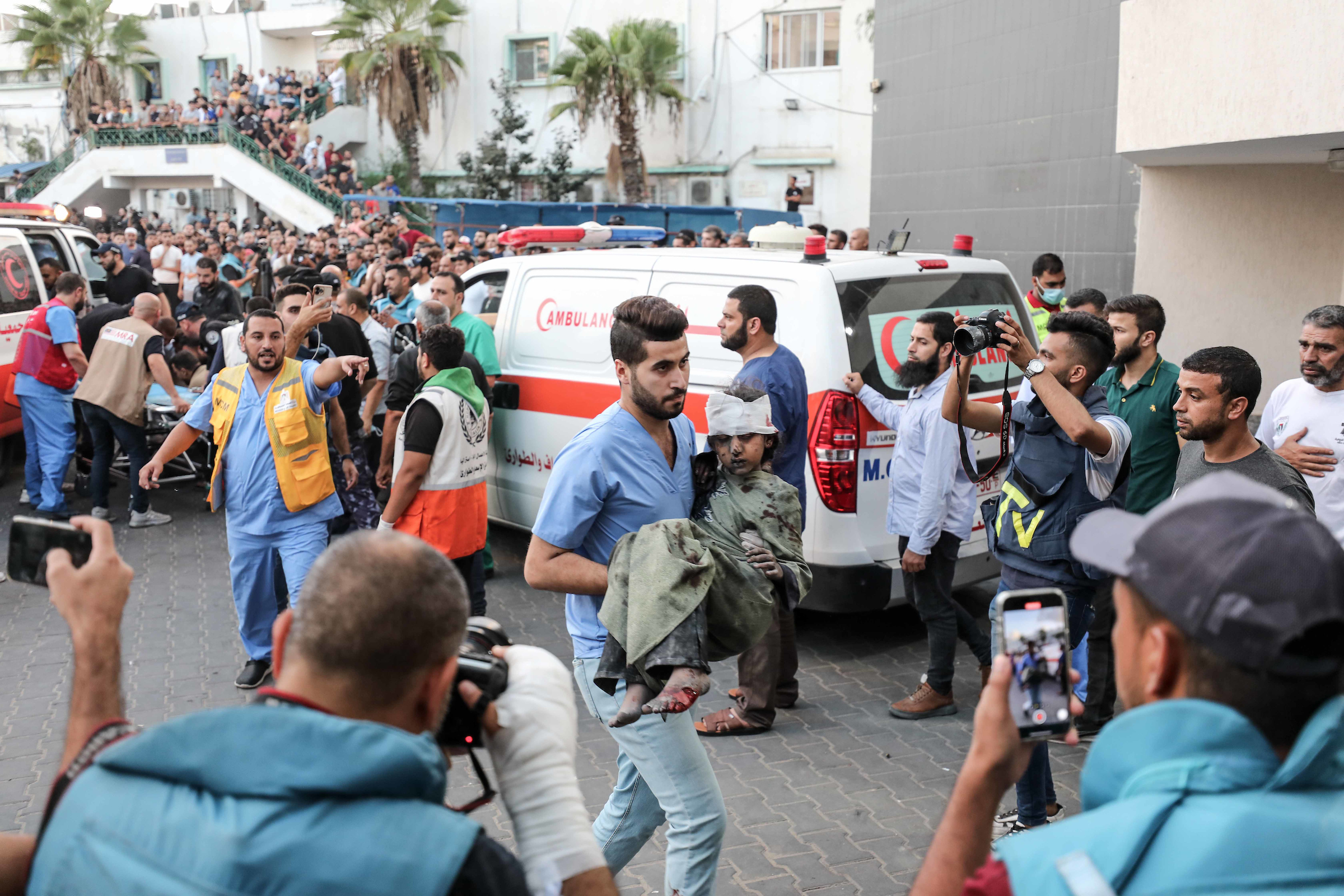
Ratownicy medyczni przewożą ranne palestyńskie dziecko do szpitala Al-Szifa w mieście Gaza po izraelskim nalocie 11 października 2023 roku.

10 października Siły Obronne Izraela wpuściły dziesiątki zagranicznych dziennikarzy do jednego z wyzwolonych miejsc, kibucu Kefar Azza, w którym odkryto liczne przypadki zbrodni Hamasu. Gdy do kibucu wtargnęli bojownicy Hamasu, m.in. podpalili kilka domów „aby zmusić ich mieszkańców do ich opuszczenia”. Na terenie Kefar Azza znaleziono zwłoki ponad 50 cywilów, a według późniejszych doniesień medialnych, niektóre z nich były pozbawione głowy, zaś jeszcze inne odkrywano ze związanymi rękami lub doszczętnie spalone. Później okazało się, że pewne doniesienia dotyczące okrucieństwa Hamasu podczas wydarzeń w Kefar Azza były fałszywe, przesadzone lub miały charakter dezinformacji. Po południu tego dnia Hamas przeprowadził ponadto atak rakietowy na Aszkelon, rozpoczęty po skierowaniu do jego mieszkańców ostrzeżenia, żeby opuścili miasto przed 17:00 czasu lokalnego.
11 października w nocy, zgodnie z przekazami źródeł wojskowych, izraelskie samoloty zbombardowały ponad 200 celów w rejonie stolicy Strefy Gazy. W późniejszym czasie Siły Obronne Izraela oświadczyły, że po czterech dniach bitew ulicznych z bojownikami Hamasu „mniej więcej” kontrolują regiony położone przy granicy ze Strefą Gazy. Także tego dnia, po kilku dniach negocjacji, premier Binjamin Netanjahu i przywódca największej partii opozycyjnej Beni Ganc poinformowali, że zgodzili się na utworzenie rządu jedności narodowej, mającego funkcjonować przez cały okres wojny Izraela z Hamasem. Oprócz Netanjahu i Ganca w jego skład weszli także minister obrony Jo’aw Galant, były szef Sztabu Generalnego Sił Obronnych Izraela, generał Gadi Eizenkot i minister spraw strategicznych Ron Dermer.
12 października Kneset ówczesnej kadencji stosunkiem głosów 66 za i 4 przeciw przegłosował dołączenie 5 opozycyjnych deputowanych do rządu Binjamina Netanjahu: 2 członków wojennego rządu jedności narodowej – Beniego Ganca i Gadiego Eizenkota, oraz Gidona Sa’ara, Jechi’ela Moszego Tropera i Jifat Szaszy-Bitton w charakterze ministrów bez teki. Podczas głosowania, przemawiając z mównicy Knesetu Netanjahu nazwał atak Hamasu, w wyniku którego na tamten moment zginęło ponad 1000 obywateli Izraela, a rannych zostało ponad 3000, „najstraszniejszym dniem dla narodu żydowskiego od czasu Holocaustu”, ponadto dodał, że trudno byłoby znaleźć osobę, która nie zostałaby dotknięta „barbarzyństwem” Hamasu. Także tego dnia izraelski minister infrastruktury Jisra’el Kac powiedział, że oblężenie Strefy Gazy nie zostanie zakończone, dopóki wzięci przez Hamas w Izraelu zakładnicy nie wrócą do domu.
13 października przed południem Hamas w krótkim oświadczeniu stwierdził, że wystrzelił 150 rakiet na Aszkelon. Później Siły Obronne Izraela wydały rozkaz mieszkańcom miasta Gaza (położonego na północy Strefy Gazy i będącego jej stolicą), by w ciągu 24 godzin ewakuowali się na południe Strefy Gazy. Wojsko poinformowało, że będzie „kontynuować znaczące operacje” w mieście, ponadto ostrzegło również, by Palestyńczycy nie zbliżali się w okolice bariery na granicy Izraela ze Strefą Gazy i uprzedziło, że będą mogli wrócić na północ dopiero po ogłoszeniu przez armię pozwolenia. W reakcji na decyzję izraelskiej armii Hamas nakazał cywilom zignorowanie izraelskich komunikatów i pozostanie w domach. Pomimo rozkazu ewakuacji na południe strefy Gazy Izrael dopuścił się tam bombardowań.
14 października Siły Obronne Izraela ogłosiły, że podczas nocnego nalotu na Strefę Gazy zabiły Murada Abu Murada, dowódcę odpowiedzialnego za operacje powietrzne Hamasu. Oprócz tego w rejonie Aszkelonu i Tel Awiwu zawyły syreny alarmowe w związku z wystrzeleniem przez Hamas w ten obszar dużej liczby rakiet.
15 października Siły Obronne Izraela poinformowały w serwisie Twitter (X), że zabiły Billala Al Kedrę, dowódcę Hamasu, który 7 października kierował atakami na kibuce Nirim i Nir Oz. Al Kedra miał zginąć w nalocie będącym wynikiem działań wywiadowczych służby bezpieczeństwa wewnętrznego Szin Bet i wywiadu wojskowego, Amanu. Tego dnia izraelskie wojsko podało także, że odpowiedziało ogniem na dokonany z terytorium Libanu przez Hezbollah ostrzał przygranicznego moszawu Szetula.
16 października w sieci ukazał się 10-minutowy materiał wideo, w którym Abu Obaida, rzecznik brygad al-Kassam, zbrojnego skrzydła Hamasu, ogłosił, że grupa jest gotowa uwolnić nieizraelskich zakładników, jeśli tylko będzie możliwe zagwarantowanie im bezpieczeństwa w obliczu trwających izraelskich nalotów na Strefę Gazy. Obaida powiedział także, że chociaż nie może podać dokładnej liczby osób schwytanych podczas ataku z 7 października, to oszacował, że łączna ich liczba wynosi „od 200 do 250 lub więcej”, a ponadto dodał, że Hamas „traktuje zakładników zgodnie z nakazami nauk jego religii. Opieka nad nimi jest wymagana ze względów moralnych i humanitarnych. Jedzą to, co my jemy, piją to, co my pijemy i żyją w takich samych warunkach, jak wszyscy mieszkańcy Gazy.”. Tego dnia Siły Obronne Izraela i resort obrony tego państwa poinformowały także, że ze względu na zagrożenie ostrzałami dokonywanymi przez Hezbollah z terytorium Libanu planują ewakuację mieszkańców 28 miejscowości położonych w odległości 2 km od granicy izraelsko-libańskiej.

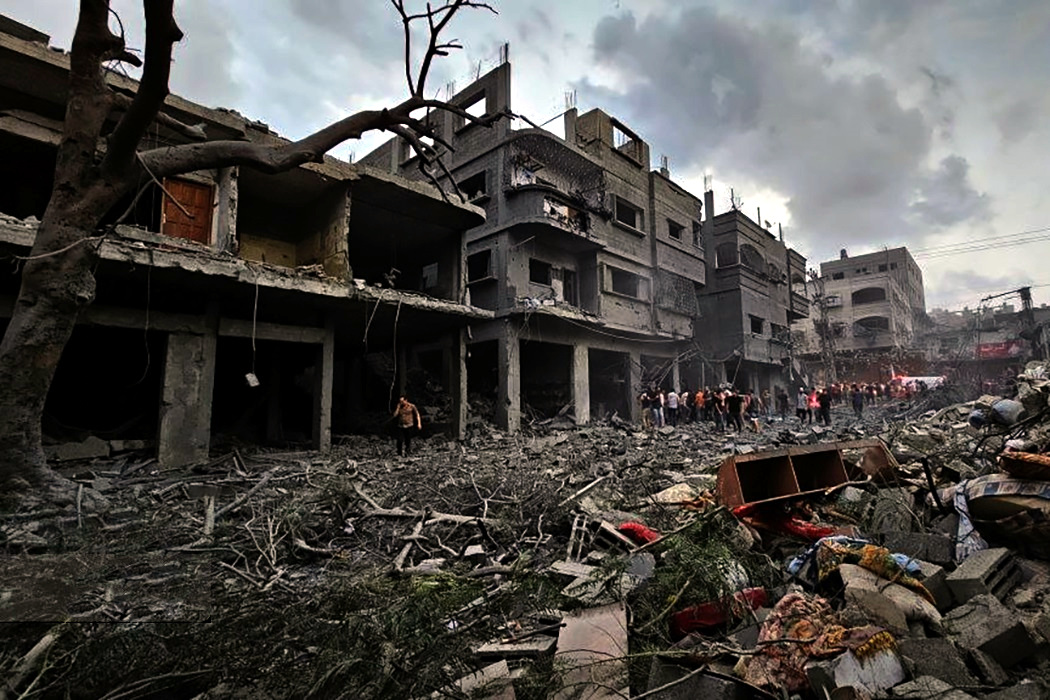
Zniszczenia w Strefie Gazy spowodowane działaniami Sił Obronnych Izraela, 17 października 2023

17 października władze Strefy Gazy poinformowały, że doszło do ataku na szpital Al-Ahli Arab, w którym zginęło około 500 osób. Minister zdrowia Strefy Gazy oświadczył, że szpital padł ofiarą izraelskiego nalotu, podczas gdy Siły Obronne Izraela o atak obwiniły współpracującą z Hamasem organizację Palestyński Islamski Dżihad twierdząc, że organizacja ta podjęła nieudaną próbę ataku na Izrael, w wyniku której jedna z wystrzelonych przez nią rakiet omyłkowo spadła na szpital – na poparcie tej tezy 18 października wojsko przedstawiło przechwyconą rozmowę między przedstawicielami Hamasu twierdzącymi, że eksplozję w szpitalu spowodował chybiony pocisk Palestyńskiego Islamskiego Dżihadu. Tego samego dnia po południu szef UNRWA przekazał, że co najmniej sześć osób zginęło a dziesiątki zostały ranne wskutek izraelskiego nalotu na prowadzoną przez UNRWA i służącą jako schronienie szkołę w Muchajjam al-Maghazi w środkowej części Strefy Gazy.
19 października Izraelczycy ostrzelali i częściowo zniszczyli starożytną cerkiew św. Porfiriusza w mieście Gaza, służącą za schronienie dla przesiedlonej ludności Strefy Gazy. Zindentyfikowano 17 palestyńskich chrześcijan zabitych w tym ataku.
20 października Abu Obaida, rzecznik brygad al-Kassam, poinformował, że Hamas uwolnił dwie pochodzące ze Stanów Zjednoczonych zakładniczki – 18-letnią Natalię Raanan i jej matkę Judith.
22 października izraelskie wojsko dokonało ataku powietrznego na meczet Al-Ansar w obozie uchodźców palestyńskich Dżanin, położonym na Zachodnim Brzegu. Palestyńskie władze poinformowały później, że w ataku zginęły co najmniej dwie osoby, a trzy inne zostały ranne, zaś przedstawiciele armii izraelskiej podali, że atak spowodował śmierć kilku członków Hamasu i Palestyńskiego Islamskiego Dżihadu, którzy wykorzystywali budynek meczetu jako centrum dowodzenia.
23 października Hamas uwolnił dwie pierwsze izraelskie zakładniczki, 79-letnią Nurit Cooper i 85-letnią Joszewed Lifszitz. Rzecznik Abu Obaida powiedział, że uwolnienie nastąpiło w następstwie mediacji ze strony Kataru i Egiptu „ze względów humanitarnych i zdrowotnych”. W kolejnym dniu na konferencji prasowej Lifszitz powiedziała, że bojownicy Hamasu umieścili ją w „pajęczynie” tuneli w Gazie, a także, że po początkowej przemocy tuż po porwaniu okazywali jej „troskę” i „łagodność”.
W nocy z 25 na 26 października Siły Obronne Izraela dokonały krótkotrwałego najazdu na północną część terytorium Strefy Gazy przy użyciu czołgów. W późniejszym komunikacie w serwisie Twitter (X) izraelska armia podała, że akcja była kolejnym etapem przygotowań do większej operacji oraz że „czołgi i piechota uderzyły w liczne komórki terrorystyczne, infrastrukturę oraz stanowiska wyrzutni pocisków przeciwpancernych. Żołnierze opuścili już ten obszar i powrócili na terytorium Izraela.”.
27 października w następstwie silnych izraelskich bombardowań doszło do niemal całkowitego odcięcia Strefy Gazy od dostępu do internetu i telefonii komórkowej.

#### Operacja lądowa w Strefie Gazy

##### Początek i dalsze wydarzenia
W sobotę 28 października Siły Obronne Izraela wysłały czołgi i inne formacje lądowe do Strefy Gazy, kontynuując jednocześnie intensywne ataki artyleryjskie i bombardowania z powietrza, według przedstawicieli armii wymierzone głównie w podziemne tunele Hamasu i inną infrastrukturę. Do mediów nie trafiło zbyt wiele szczegółów na temat izraelskiego lądowego ataku wojskowego na Strefę Gazy, jednak filmy opublikowane przez izraelską armię i geolokalizowane przez dziennik „The Times” wskazywały co najmniej trzy różne miejsca, w których wojska izraelskie przekroczyły granicę z północną częścią Strefy Gazy w ciągu ostatnich kilku dni. 

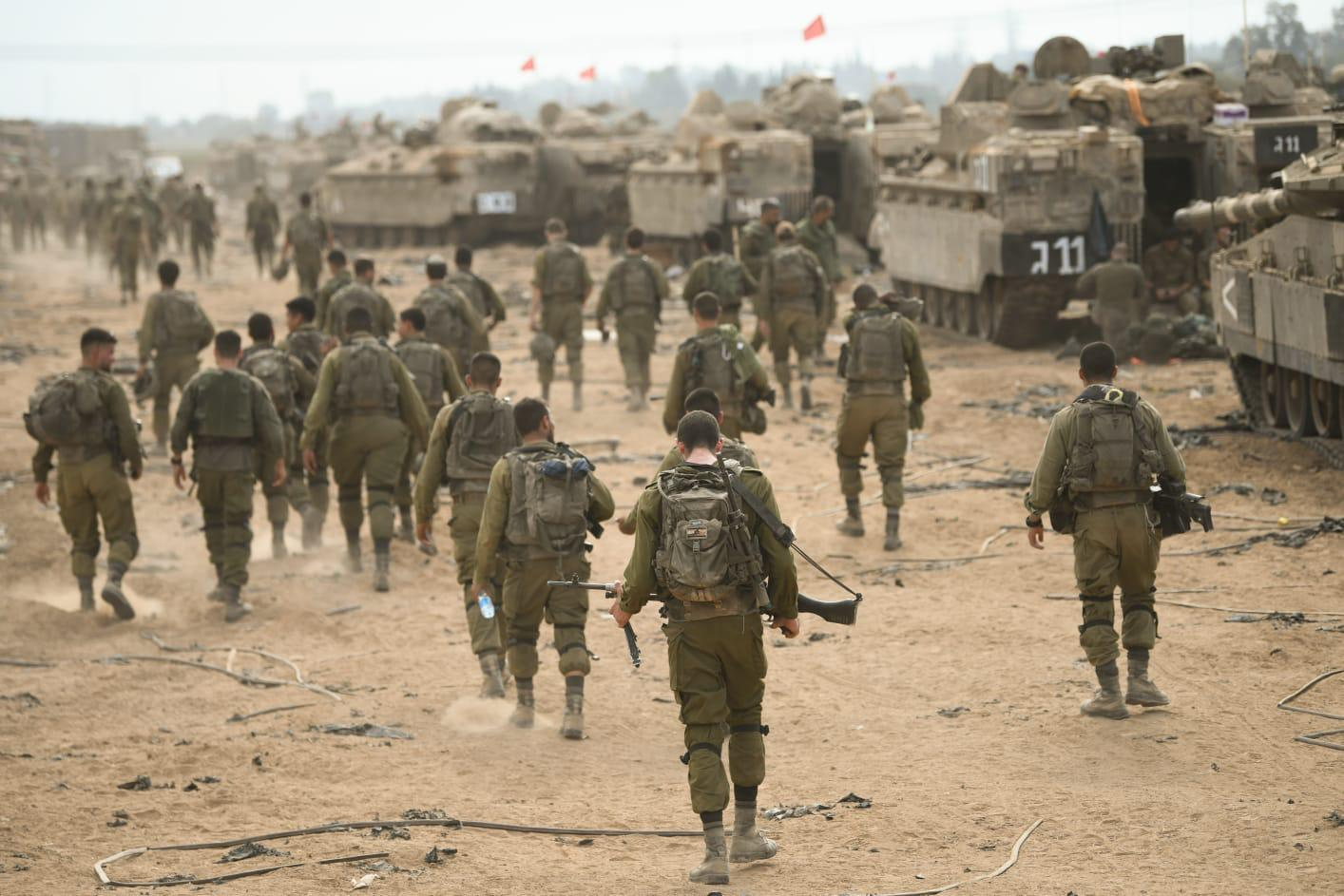
Żołnierze Sił Obronnych Izraela podczas przygotowań do operacji lądowej w Strefie Gazy, 29 października 2023

28 października armia podała także, że w wyniku nocnych uderzeń trafionych zostało około 150 celów Hamasu, które znajdowały się w tunelach. W atakach tych miał także zginąć Abu Rukbeh, dowódca sił powietrznych i morskich Hamasu. W odpowiedzi Hamas wystrzelił serię rakiet w kierunku Tel Awiwu i innych miast w środkowym Izraelu, jednak większość została przechwycona przez izraelski system obrony powietrznej Żelazna Kopuła. Izraelski minister obrony Joaw Galant działania armii określił jako wejście przez Izrael w „nową fazę wojny” przeciwko Hamasowi w Gazie. Zgodnie z informacjami dziennika „The Jerusalem Post” rano Hamas poinformował, że jego siły napotkały wojska izraelskie w północnej Gazie i że są gotowe przeciwstawić się ofensywie lądowej Izraela. Według doniesień strony palestyńskiej między miastem Bajt Hanun a obozem uchodźców palestyńskich al-Burajdż toczyły się walki pomiędzy żołnierzami Sił Obronnych Izraela i bojownikami Hamasu. Ali Baraka, jeden z przywódców Hamasu, wydał oświadczenie, w którym stwierdził, że Izrael poniósł ciężkie straty w wyniku ataku na Gazę.
30 października w mediach znalazły się zdjęcia, filmy i obrazy satelitarne pokazujące linie pojazdów opancerzonych, zbliżających się od północnej granicy Strefy Gazy z co najmniej trzech stron i zajmujących pozycje w pobliżu głównej drogi dalej na południe. Wśród ograniczonych szczegółów, podanych przez Izrael od czasu rozpoczęcia działań lądowych, znalazła się wypowiedź izraelskiego urzędnika, który działania te określił jako „rozszerzoną operację naziemną”. Zdjęcia zweryfikowane przez „The Times” wskazywały, że duże grupy czołgów i innych pojazdów opancerzonych przedostawały się w głąb Strefy Gazy, podczas gdy izraelska armia kontynuowała ataki z powietrza na pobliskie budynki. Także tego dnia Siły Obronne Izraela poinformowały, że odbiły z rąk Hamasu jedną z zakładniczek, izraelską żołnierkę, pułkownik Ori Megidish.

31 października doszło do ataku lotniczego na obóz uchodźców palestyńskich Dżabalija w północnej części Strefy Gazy, który spowodował duże zniszczenia i w którym lokalne władze potwierdziły ponad 50 ofiar śmiertelnych oraz 250 rannych. Siły Obronne Izraela potwierdziły, że ich myśliwce zaatakowały obóz w celu wyeliminowania mającego przebywać na jego terenie Ibrahima Biariego, opisanego jako jednego z dowódców Hamasu odpowiedzialnych za atak z 7 października. Zgodnie z późniejszym oświadczeniem służby prasowej armii izraelskiej, cytowanej przez portal Jerusalem Post, Ibrahim Biari zginął w ataku, natomiast rzecznik Hamasu Hazem Qassem stanowczo zaprzeczył obecności jednego przywódców w obozie. Przedstawiciele izraelskiego wojska twierdzili także, że oprócz Biariego w mieście Dżabalija zlikwidowano 50 innych bojowników Hamasu, a oddziały izraelskie przejęły tam kontrolę nad „twierdzą Hamasu”. Hamas z kolei w swoim komunikacie dodał, że atak spowodował śmierć siedmiu zakładników, w tym trzech cudzoziemców. Riyad Mansour, stały obserwator Palestyny przy ONZ stwierdził, że izraelski atak na obóz w Dżabalii był przestępstwem i wezwał Międzynarodowy Trybunał Karny do podjęcia działań w tej sprawie. 

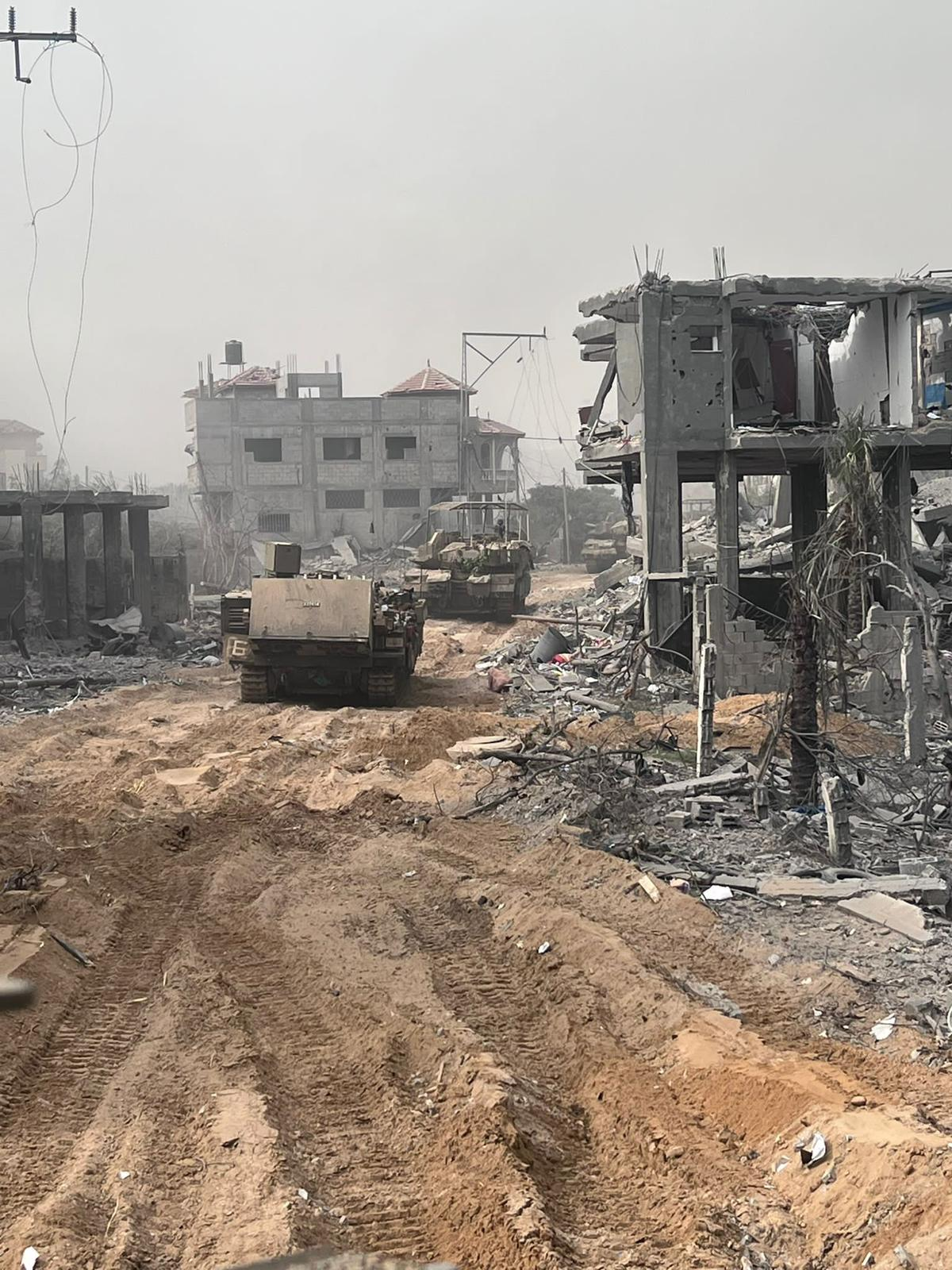
Jednostki Sił Obronnych Izraela podczas operacji lądowej w Strefie Gazy 1 listopada 2023 roku

1 listopada miał miejsce incydent w obozie w Dżabalii, który, według komunikatu powiązanego z Hamasem ministerstwa zdrowia Strefy Gazy, był kolejnym atakiem Sił Obronnych Izraela i w którym zginąć miało kilkadziesiąt osób. Internetowa gazeta „The Times of Israel” podała, powołując się na informacje pochodzące od izraelskiej armii, że nie doszło do drugiego ataku Dżabaliję, a zniszczenia i straty spowodowane były zawaleniem się budynku, którego fundamenty osłabiło przeprowadzone poprzedniego dnia zbombardowanie podziemnych tuneli. Także tego dnia izraelski generał Icik Kohen, cytowany przez „The Times of Israel”, oświadczył że izraelscy żołnierze są „u bram miasta Gaza”, by „ostatecznie skończyć z Hamasem”, ponadto działający w Jemenie ruch Huti oficjalnie włączył się w wojnę Izraela z Hamasem po tym, jak wojskowy rzecznik ruchu Jahja Sari powiedział w telewizyjnym oświadczeniu, że jego ugrupowanie wystrzeliło w stronę Izraela „dużą liczbę” rakiet balistycznych i dronów oraz że będzie więcej takich ataków, „aby pomóc Palestyńczykom w zwycięstwie”. Najbardziej dotkliwym przejawem włączenia się ruchu Huti w wojnę było atakowanie statków przepływających przez cieśninę Bab al-Mandab na przełomie 2023 i 2024 roku, co doprowadziło do tzw. kryzysu na Morzu Czerwonym. Oprócz tego pierwsza grupa cywilów ewakuowanych ze Strefy Gazy przedostała się do Egiptu przez przejście graniczne w Rafah na mocy porozumienia zawartego pomiędzy Egiptem, Izraelem i Hamasem za pośrednictwem Kataru. Porozumienie zakładało, że pewna liczba cudzoziemców i osób ciężko rannych będzie mogła opuścić oblężone terytorium Strefy Gazy.
2 listopada wojska izraelskie kontynuowały natarcie lądowe na ośrodki miejskie w północnej części Strefy Gazy, przede wszystkim w kierunku miasta Gaza, największego skupiska ludności enklawy, jednak w walce o miasto napotkały ostry opór ze strony bojowników zarówno Hamasu, jak i Palestyńskiego Islamskiego Dżihadu, którzy podjęli z Izraelczykami walkę w stylu partyzanckim z wykorzystaniem tuneli. Jak jednak na konferencji prasowej powiedział szef Sztabu Generalnego Sił Obronnych Izraela Herci Halewi izraelscy żołnierze „otoczyli” miasto Gaza „z wielu różnych punktów widzenia”.
3 listopada Ministerstwo Zdrowia Strefy Gazy podało, że w izraelskim nalocie na karetkę pogotowia używaną do ewakuacji rannych z oblężonej północnej części Strefy Gazy zginęło 15 osób, a 60 innych zostało rannych. Izraelskie wojsko oświadczyło, że zidentyfikowało i uderzyło w karetkę „używaną przez komórkę terrorystyczną Hamasu”. Stwierdzono również, że bojownicy Hamasu zginęli w ataku, a także oskarżono Hamas o transportowanie bojowników i broni karetkami.
6 listopada rzecznik Sił Obronnych Izraela, kontradmirał Dani’el Hagari powiedział, że izraelska armia dotarła do wybrzeża, a co za tym idzie, całkowicie okrążyła miasto Gaza i podzieliła Strefę Gazy na dwie części. Hagari dodał także, że izraelscy żołnierze będą pozwalać cywilom na przemieszczanie się z północy na południe, a także oskarżył Hamas o wykorzystywanie szpitali do celów militarnych popierając to przykładami odkrytych pod szpitalami w północnej Gazie i w ich sąsiedztwie sieci tuneli, centrów dowodzenia oraz wyrzutni rakiet Hamasu.
7 listopada Ministerstwo Zdrowia Strefy Gazy podało, że liczba ofiar izraelskich ataków na Strefę Gazy przekroczyła 10 000 osób.

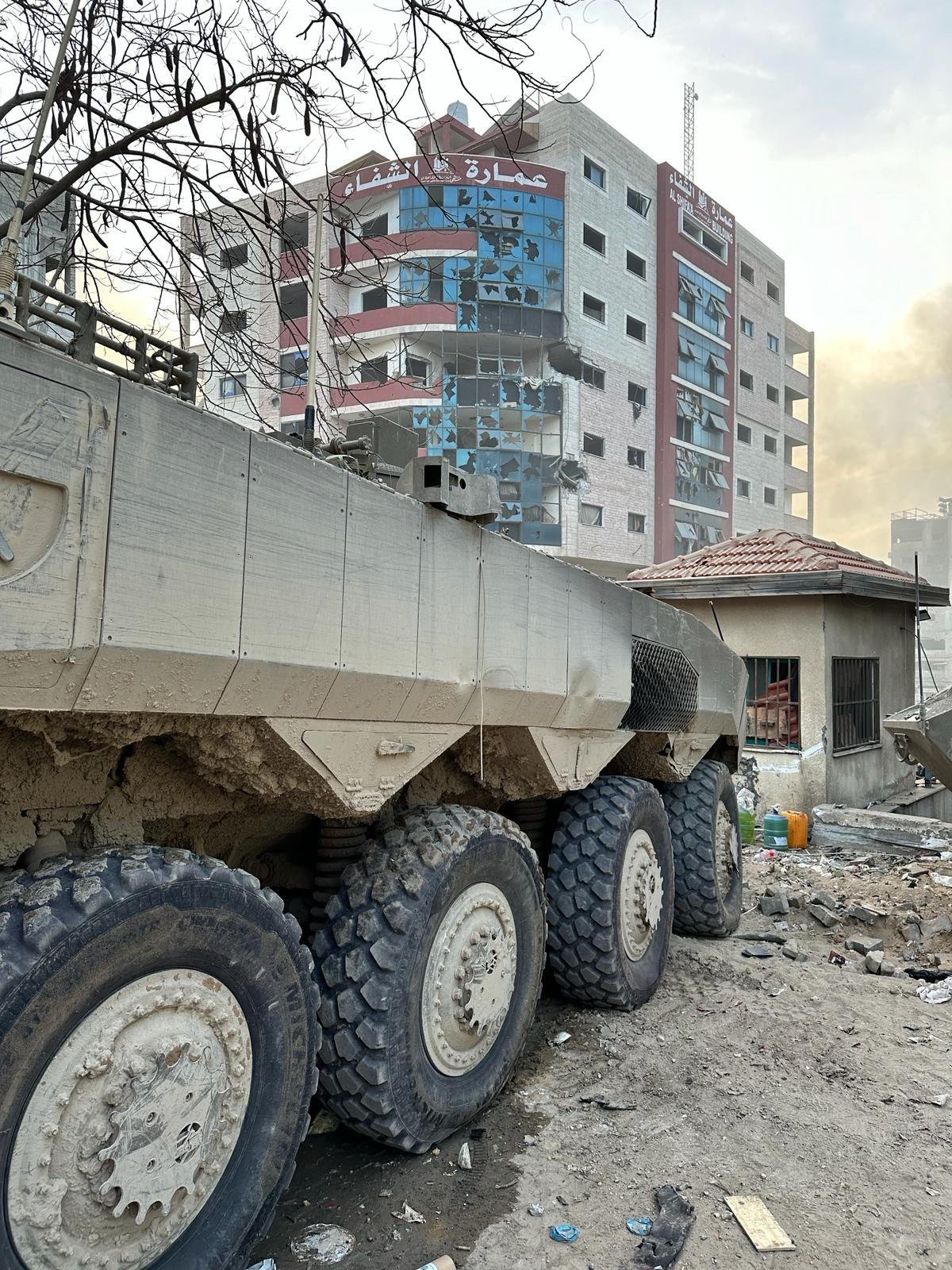
Nalot Sił Obronnych Izraela na szpital Al-Szifa, w wyniku którego zginęło 200 osób, a 500 zostało aresztowanych.

11 listopada siły izraelskie ponownie zbombardowały szpital Al-Szifa w mieście Gaza, tym razem celując w oddział intensywnej terapii (OIOM), raniąc kilku pracowników na służbie i narażając niektóre małe dzieci na ryzyko śmierci z powodu braku tlenu po przerwie w dostawie prądu. Siły izraelskie zbombardowały oddział intensywnej terapii, a szpital był „intensywnie atakowany” – brytyjska organizacja pozarządowa Medical Aid opublikowała oświadczenie wydane przez dr Marwana Abu Sadę, ordynatora oddziału chirurgii szpitala Al-Szifa w Gazie, w mediach społecznościowych na X. Doktor Sada zgłosił kilka obrażeń u pracowników dyżurujących na OIOM-ie i w szpitalu Al-Szifa. Personel przemieszczający się między budynkami został postrzelony i ciężko ranny. Ci, którzy próbowali uciec, znaleźli się pod ostrzałem i obecnie są martwi lub ranni na ulicach, ponieważ ratunek jest niemożliwy. Dodał również, że przy zamkniętej kostnicy piętrzą się setki ciał, których nie można pochować. „Nie było prądu, personel musi ręcznie wentylować pacjentów, a dzieci na oddziałach noworodkowych zaczynają umierać z powodu braku tlenu” – dodała dr Sada. „Wojna Izraela ze szpitalami musi się zakończyć” – podkreślił.
14 listopada Siły Obronne Izraela poinformowały, że przejęły szereg budynków administracyjnych Hamasu w stolicy Strefy Gazy, w tym siedzibę rządu Hamasu, lokalny parlament i kwaterę główną policji. Wojsko izraelskie stwierdziło również, że zajęło „dom gubernatora”, w którym mieściły się biura zbrojnego skrzydła Hamasu, policji i bojowej jednostki wywiadowczej oraz inne obiekty wykorzystywane w przygotowaniach do ataku z 7 października, budynek wydziału inżynierii Islamskiego Uniwersytetu Gazy, który miał służyć jako „instytut produkcji i rozwoju broni”, a także kompleks szkoleniowy Hamasu, pokoje przesłuchań oraz ośrodki zatrzymań.
15 listopada wojska izraelskie wkroczyły do szpitala Al-Szifa po wielodniowym oblężeniu, które wywołało ogólnoświatowy alarm w związku z losem tysięcy uwięzionych w nim cywilów. Szpital Al-Szifa stał się głównym celem izraelskiej operacji naziemnej, gdyż Izraelczycy twierdzili że w tunelach pod szpitalem znajduje się główna siedziba Hamasu, czemu Hamas zaprzeczał. Siły Obronne Izraela oświadczyły, że odkryły nieokreśloną broń i „infrastrukturę terrorystyczną” na terenie szpitala po zabiciu bojowników Hamasu w starciu poza budynkiem.
18 listopada w wyniku kolejnych izraelskich nalotów w obozie uchodźców Muchajjam Dżabalija zginęło ponad 80 osób.
20 listopada, zgodnie z komunikatem Ministerstwa Zdrowia Strefy Gazy, czołgi Sił Obronnych Izraela całkowicie otoczyły szpital Indonezyjski w Bajt Lahija po ostrzale z użyciem broni artyleryjskiej, w którym zginęło około 12 Palestyńczyków. W momencie otoczenia budynku przez izraelskie wojsko znajdowało się w nim około 700 osób, w tym personel medyczny i ranni. Ostatecznie ze szpitala ewakuowano około 200 pacjentów.

##### I zawieszenie broni w Strefie Gazy
22 listopada ogłoszono zawarcie negocjowanego za pośrednictwem Kataru i przy udziale Stanów Zjednoczonych porozumienia między Izraelem a Hamasem dotyczącego warunkowej przerwy w działaniach wojennych. Na mocy potwierdzonego zarówno przez izraelski rząd, jak i przez Hamas porozumienia w ciągu 24 godzin od jego ogłoszenia miało zostać zarządzone czterodniowe zawieszenie broni, a następnie do skutku miała dojść wymiana 50 kobiet i dzieci przetrzymywanych przez Hamas jako zakładnicy od czasu ataku na Izrael z 7 października na 150 palestyńskich kobiet i dzieci przebywających w izraelskich więzieniach. Porozumienie zakładało ponadto wpuszczenie do Strefy Gazy setek ciężarówek przewożących pomoc humanitarną, medyczną i paliwową. Izrael zgodził się na przedłużanie zawieszenia broni o jeden dzień w zamian za każdych dodatkowych 10 zakładników uwolnionych przez Hamas.
Zawieszenie broni formalnie rozpoczęło się 24 listopada o godzinie 7:00 czasu lokalnego (6:00 w Polsce). Tego dnia po południu doszło także do wymiany pierwszych przetrzymywanych osób między Hamasem a Izraelem: Hamas uwolnił 13 izraelskich zakładników, zaś Izrael 39 palestyńskich więźniów. 27 listopada Ministerstwo Spraw Zagranicznych Kataru oświadczyło, że zawieszenie broni, które miało wygasnąć we wtorek 28 listopada o godzinie 7:00 czasu lokalnego (6:00 w Polsce), zostało przedłużone o dwa dni, co potwierdził Hamas oraz doradca premiera Izraela Mark Regew. 30 listopada, kiedy to wygasło pierwsze przedłużenie zawieszenia broni, Izrael i Hamas porozumiały się w sprawie kolejnego jego przedłużenia, tym razem o jeden dzień. 1 grudnia o 7:00 czasu lokalnego drugie przedłużenie dobiegło końca, a jako że strony konfliktu nie uzgodniły kolejnego, to całe zawieszenie broni wygasło. Zgodnie z oświadczeniem izraelskiej armii z godzin porannych 1 grudnia, na godzinę przed końcem zawieszenia broni Hamas złamał je wystrzeliwując w kierunku Izraela rakiety, w związku z czym zdecydowano o wznowieniu działań wojennych – media powiązane z Hamasem doniosły o odgłosach eksplozji i strzelaninach na północy Strefy Gazy. Podczas trwania zawieszenia broni Hamas uwolnił 105 zakładników, w tym około 60 Izraelczyków, głównie kobiet i dzieci, zaś Izrael wypuścił około 240 więźniów pochodzenia palestyńskiego, ponadto dostarczył do Strefy Gazy niezbędną pomoc humanitarną.

##### Kontynuacja działań wojennych

###### Wydarzenia przed wycofaniem się Izraela z północnej Strefy Gazy
5 grudnia Siły Obronne Izraela oświadczyły, że dotarły do centrum Chan Junus, największego miasta w południowej części Strefy Gazy, kilka dni po tym, jak Izrael rozszerzył swoją operację lądową poza północ Strefy Gazy. Generał major Jaron Finkelman, szef Dowództwa Południowego stwierdził, że izraelscy żołnierze brali udział w najcięższych walkach od rozpoczęcia operacji lądowej pod koniec października. Zgodnie z jego słowami: „Jesteśmy w sercu Dżabalii, w sercu Szudżaiji i od dzisiejszego wieczoru także w sercu Chan Junus”. Armia podała także, że żołnierzom udało się dokonać nalotu na szereg placówek Hamasu w Dżabalii i Szudżaiji, podczas których zlikwidowano składy broni i „infrastrukturę terrorystyczną zarówno naziemną, jak i podziemną”. Natomiast z opublikowanego w tym samym dniu oświadczenia brygad al-Kassam, zbrojnego skrzydła Hamasu wynikało, że od rana jej bojownicy zaangażowali się w walkę z armią izraelską we wszystkich obszarach Strefy Gazy. Dodatkowo, w komunikacie na kanale ugrupowania w komunikatorze Telegram podano, że całkowicie lub częściowo zniszczyło ono 24 izraelskie pojazdy wojskowe w Chan Junus oraz że jego snajperzy zabili i ranili ośmiu izraelskich żołnierzy.
7 grudnia ponad 150 bojowników Hamasu poddało się Siłom Obronnym Izraela w Chan Junus – materiał filmowy z tego wydarzenia szybko obiegł platformy mediów społecznościowych dając ogląd jego skali. Po kapitulacji bojownicy Hamasu przeszli przez dokładne rewizje osobiste przeprowadzone przez izraelskich żołnierzy, a następnie zostali przeniesieni na wstępne przesłuchanie przez siły bezpieczeństwa.
8 grudnia Siły Obronne Izraela opublikowały materiał filmowy przedstawiający, jak twierdziły, żołnierzy walczących z bojownikami Hamasu w pobliżu i wewnątrz dwóch szkół w Szudżaiji. Armia podała także, że żołnierze odkryli również tunel prowadzący z jednej ze szkół do pobliskiego meczetu. Następnego dnia armia opublikowała także materiał filmowy przedstawiający uzbrojenie, które według niej znaleziono na terenie kampusu Uniwersytetu Al-Azhar w mieście Gaza, a także szyb tunelu prowadzący do szkoły oddalonej o 1 km.
15 grudnia armia izraelska oświadczyła, że omyłkowo zabiła trzech zakładników Hamasu w wyniku tzw. bratobójczego ognia. Do zdarzenia doszło w trakcie intensywnych walk w Szudżaiji, gęsto zabudowanej dzielnicy miasta Gaza. Zgodnie z dalszą częścią oświadczenia, żołnierze otworzyli ogień, gdyż „błędnie zidentyfikowali trzech izraelskich zakładników jako zagrożenie”. Uczestniczący w walkach bojownicy Hamasu mieli mieć na sobie ubrania określone jako cywilne (m.in. tenisówki i dżinsy), ponadto miało tam dochodzić do „wielu zasadzek” i „wielu oszustw”. Jeden z przedstawicieli armii dodał, że zakładnicy pojawili się „dziesiątki metrów od jednej z pozycji naszych sił”. Nie mieli na sobie koszulek i wymachiwali białą flagą na patyku, a dwóch z nich zginęło natychmiast. Trzeci uciekł „wzywając pomocy po hebrajsku”. Chociaż dowódca batalionu wydał rozkaz o wstrzymaniu ognia, doszło do „kolejnego otwarcia ognia” w kierunku trzeciego zakładnika, w wyniku którego zginął. Niejasne było to, jak wszyscy trzej znaleźli się na wolności: czy zostali porzuceni, czy też uciekli swoim porywaczom. Całe zdarzenie zostało określone jako „sprzeczne z zasadami działania armii” i „bardzo tragiczne”. Izraelskie wojsko jeszcze tego samego dnia wysłało ciała zakładników do Izraela, gdzie potwierdzono ich tożsamość – byli to 26-letni Alon Szamriz i 28-letni Jotam Haim, pochodzący z kibucu Kefar Azza oraz 22-letni Samer Talalka, pochodzący z kibucu Nir Am.
22 grudnia, według urzędników Ministerstwa Zdrowia Strefy Gazy, liczba palestyńskich ofiar wojny przekroczyła 20 000 osób, co stanowiło około 1% przedwojennej populacji terytorium Strefy Gazy.

###### Wycofanie się Izraela z północnej Strefy Gazy i działania m.in. w mieście Gaza

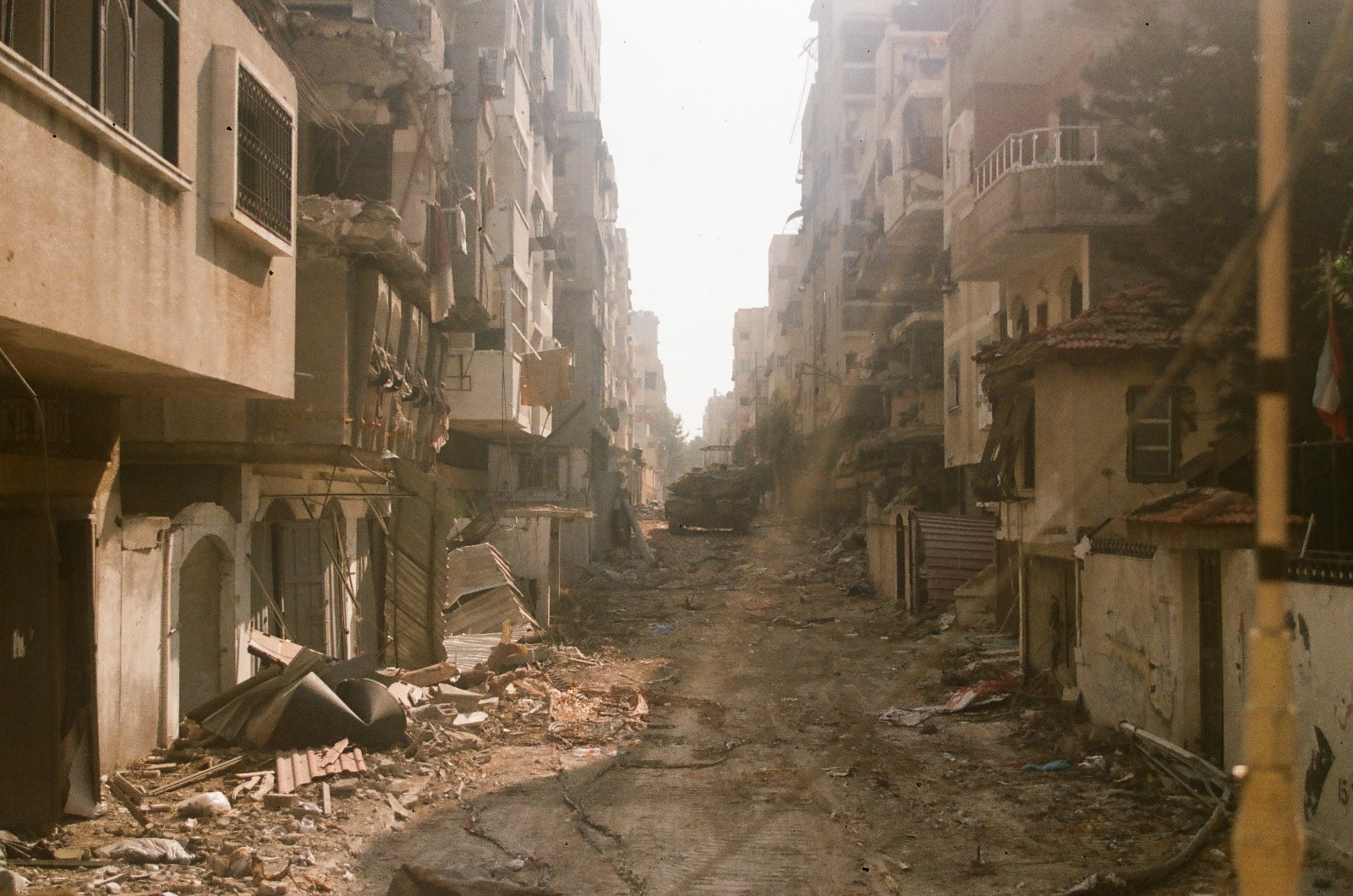
Izraelski czołg Merkawa Mk IV na jednej z ulic miasta Gaza 4 stycznia 2024 roku

1 stycznia 2024 roku Siły Obronne Izraela wydały oświadczenie o rozpoczęciu wycofywania tysięcy żołnierzy z północnej części Strefy Gazy w ramach przygotowań do nowej fazy konfliktu. Zgodnie z treścią oświadczenia, wycofanie wielu jednostek wojskowych miało „znacznie zmniejszyć obciążenie gospodarki”, ponadto pozwolić żołnierzom „zebrać siły na nadchodzące działania wojenne w nadchodzącym roku”. 2 stycznia Izraelczycy przeprowadzili atak powietrzny na Bejrut, w którym zginął wyższy rangą przedstawiciel Hamasu i jeden z jego przywódców Saleh al-Aruri. 6 stycznia izraelskie wojsko podało natomiast, że „zakończyło demontaż” struktury dowodzenia Hamasu w północnej części Strefy Gazy. 15 stycznia minister obrony Izraela Jo’aw Galant oświadczył na konferencji prasowej, że „intensywna faza” izraelskiej ofensywy lądowej w północnej części Strefy Gazy dobiegła końca, a wkrótce zakończy się ona także w rejonie Chan Junus na południu Strefy Gazy.
16 stycznia w godzinach porannych Hamas wystrzelił ponad 50 pocisków rakietowych z obszaru Strefy Gazy w kierunku izraelskiego miasta Netiwot. Zgodnie z doniesieniami internetowego dziennika „The Times of Israel” w ataku nie było ofiar śmiertelnych – poinformowano, że w Netiwot doszło do eksplozji, lecz żaden z mieszkańców nie ucierpiał. Inne relacje mówiły z kolei o zniszczonym obiekcie magazynowym w pobliskim moszawie Giwolim. Zamieszczone w sieci materiały filmowe wskazywały, że system obrony powietrznej Żelazna Kopuła zdołał zniszczyć około 20 rakiet w pobliżu Netiwot.
18 stycznia dziennik „Ha-Arec” podał, że armia izraelska monitoruje podejmowane przez Hamas próby odbudowy batalionów bojowych na północy Strefy Gazy, które Izraelczycy uznali za pozbawione zdolności wojskowych, a niektóre bataliony zostały w znacznym stopniu odtworzone.
22 stycznia w południowej części Strefy Gazy zginęło 21 izraelskich żołnierzy, co wówczas stanowiło największą jednorazową stratę Sił Obronnych Izraela od początku wojny Państwa Izrael z Hamasem. Szczegóły śmierci żołnierzy nie były do końca jasne. Rzecznik izraelskich sił zbrojnych, kontradmirał Dani’el Hagari podał, że armia przygotowywała ładunki wybuchowe do wysadzenia w powietrze dwóch budynków. Wówczas bojownik Hamasu miał wystrzelić z granatnika w kierunku stojącego w pobliżu czołgu, co prawdopodobnie wywołało serię eksplozji podłożonych wcześniej ładunków. Izraelscy żołnierze mieli zginąć w ruinach walących się budynków.
12 lutego w nocy izraelskie lotnictwo przeprowadziło intensywne naloty i ostrzały ze śmigłowców w wielu miejscach miasta Rafah leżącego na południowym krańcu Strefy Gazy i będącego miejscem schronienia 1,4 miliona Palestyńczyków, którzy uciekli z innych objętych walkami obszarów Strefy Gazy. Zarówno Palestyńskie Towarzystwo Czerwonego Półksiężyca, jak i Ministerstwo Zdrowia Strefy Gazy podały, że liczba ofiar tych ataków wyniosła około 100 osób. Izraelskie wojsko potwierdziło, że przeprowadziło „serię ataków” na cele w rejonie Szabura w Rafah oraz że dwóch izraelskich zakładników zostało uratowanych podczas „operacji specjalnej”. Według oświadczenia izraelskich służb, zakładnicy zostali zidentyfikowani jako Fernando Simon Marman (60 lat) i Louis Har (70 lat), obaj porwani przez Hamas z kibucu Nir Jicchak.
29 lutego w godzinach porannych w południowo-zachodniej części miasta Gaza doszło do tzw. „mącznej masakry”, kiedy izraelscy żołnierze otworzyli ogień do setek palestyńskich cywilów gromadzących się wokół konwoju ciężarówek z żywnością dostarczaną w ramach pomocy humanitarnej. Według późniejszego komunikatu Ministerstwa Zdrowia Strefy Gazy, w zdarzeniu tym zginęło 118 osób, zaś 760 zostało rannych. Zgodnie z relacjami naocznych świadków po rozlegnięciu się strzałów wielu ludzi w wyniku paniki uciekało i wpadało pod koła odjeżdżających ciężarówek. Z kolei rzecznik Sił Obronnych Izraela Dani’el Hagari podał, że ludzie zginęli lub zostali ranni w wyniku stratowania podczas bójki o zabranie produktów żywnościowych z ciężarówek. Tego samego dnia Ministerstwo Zdrowia Strefy Gazy poinformowało, że liczba palestyńskich ofiar wojny w Strefie Gazy przekroczyła 30 tysięcy.
23 marca co najmniej 19 osób zginęło a 23 zostały ranne wskutek izraelskiego ostrzału grupy ludzi czekającej na pomoc humanitarną przy rondzie kuwejckim w mieście Gaza. Siły Obronne Izraela uznały później doniesienia na temat zaatakowania przez nie oczekujących na pomoc mieszkańców Gazy za „niepoprawne” i stwierdziły, że trwa analiza incydentu.
Przez ostatnie dwa tygodnie marca Siły Obronne Izraela toczyły ciężkie walki z bojownikami Hamasu o szpital Al-Szifa w mieście Gaza, który siły izraelskie po raz pierwszy zajęły w listopadzie 2023 roku. 1 kwietnia rano izraelskie wojsko wycofało się z doszczętnie zniszczonego szpitala określając rezultat walk o szpital i okoliczne dzielnice jako główne zwycięstwo na polu bitwy podczas wojny z Hamasem i oświadczyło, że żołnierze Sił Obronnych Izraela zabili podczas operacji 200 bojowników, chociaż nie potwierdzono, czy wszyscy ci zabici Palestyńczycy faktycznie byli bojownikami.
26 marca rzecznik wojsk izraelskich Dani’el Hagari oficjalnie potwierdził na konferencji prasowej, że zastępca dowódcy zbrojnego skrzydła Hamasu Marwan Issa zginął 10 marca w nalocie na obóz uchodźców palestyńskich an-Nusajrat. Wraz z nim zabity został także Ghazi Abu Tama’a, starszy dowódca Hamasu.
1 kwietnia w nocy doszło do izraelskiego ataku rakietowego na składający się z trzech samochodów konwój z zespołem wolontariuszy pomocowej organizacji pozarządowej World Central Kitchen (WCK) tuż po tym, gdy opuścił magazyn w mieście Dajr al-Balah, do którego dostarczył ponad 100 ton pomocy żywnościowej, przysłanej drogą morską. Atak miał miejsce w bezkonfliktowej części Strefy Gazy pomimo skoordynowania ruchów WCK z Siłami Obronnymi Izraela. Powiązane z izraelskim wojskiem źródła poinformowały później dziennik „Ha-Arec”, że konwój został zaatakowany z powodu błędnych podejrzeń, że podróżował z nim terrorysta. Zgodnie z oświadczeniem WCK, w zdarzeniu zginęło siedmioro jej pracowników: trzech Brytyjczyków, Palestyńczyk, Polak, Australijka i posiadacz podwójnego amerykańsko-kanadyjskiego obywatelstwa. W następstwie zdarzenia World Central Kitchen zawiesiła wszystkie swoje operacje pomocowe w regionie.
4 kwietnia rząd Izraela pod naciskiem władz Stanów Zjednoczonych zdecydował się otworzyć zamknięte od czasu ataku Hamasu z 7 października przejście graniczne Erez na granicy ze Strefą Gazy, by umożliwić napływ pomocy humanitarnej do tego terytorium.
7 kwietnia Siły Obronne Izraela wycofały wszystkie swoje oddziały lądowe z południowej części Strefy Gazy, aby, zgodnie z oficjalnym komunikatem, „zregenerować się i przygotować do przyszłych operacji”. Na miejscu pozostawiono tylko jedną brygadę, jednostkę piechoty Nahal, w celu zabezpieczenia Korytarza Netzarim, szlaku drogowego dzielącego Strefę Gazy na część północną i południową, umożliwiającego izraelskiemu wojsku kontrolowanie ruchów w Strefie Gazy. Po wycofaniu się armii Izraela setki Palestyńczyków wcześniej przesiedlonych do Rafah wróciło do swoich domów na dotychczas zajmowanych przez Izraelczyków terenach Strefy Gazy.
12 kwietnia libański sojusznik Hamasu, Hezbollah, przeprowadził przy użyciu dronów (z których przechwycono 2) i około 40 rakiet (z których część została przechwycona przy użyciu Żelaznej Kopuły i baterii Patriot) atak na północny Izrael. Atak Hezbollahu to część tzw. „wojny w cieniu” Izraela z Iranem. Według wczesnych hipotez Iran miał zaatakować Izrael jeszcze tego samego dnia, co potwierdził irański parlamentarzysta Dżawad Karimi Kuddusi, lecz lot dronów (w ilości, szacunkowo, od 50 do kilkuset) rozpoczął się dopiero następnego dnia. Z tego powodu Jordania, a kilka godzin później również Irak zamknęły swą przestrzeń powietrzną. Wcześniej, w związku zagrożeniem owym atakiem, USA skierowały na Morze Czerwone lotniskowiec USS Dwight D. Eisenhower, zdolny do przechwytywania irańskich dronów i rakiet. Zarówno atak Hezbolllahu, jak i Iranu, są odwetem za mający miejsce 1 kwietnia atak rakietowy Izraela na irański konsulat w Damaszku, w wyniku którego zginęło 7 członków Korpusu Strażników Rewolucji Islamskiej (w tym Mohammad Reza Zahedi, jeden z dowódców Sił Ghods) i 9 innych osób.

###### Ofensywa w Rafah i działania towarzyszące
W nocy z 25 na 26 kwietnia Izrael zintensyfikował ataki powietrzne na Rafah po tym, jak jego władze oznajmiły, że ewakuują ludność cywilną z Rafah i rozpoczną pełnoskalową operację wojskową w tym mieście, zapowiadaną i przygotowywaną od wielu miesięcy.
5 maja Siły Obronne Izraela podały, że Hamas wystrzelił z Rafah 10 pocisków w kierunku przejścia granicznego Kerem Szalom między Izraelem a Strefą Gazy. W potwierdzonym później przez Hamas ataku, który miał być wymierzony w izraelską bazę wojskową w pobliżu przejścia granicznego, zginęło trzech izraelskich żołnierzy, a wskutek tego zdarzenia przejście Kerem Szalom zostało zamknięte dla ciężarówek z pomocą humanitarną dla cywilów w Strefie Gazy. Izrael odpowiedział na atak nalotem na jeden z domów w Rafah, w którym zginęły trzy osoby a kilka innych zostało rannych, zaś na krótko przed północą dokonał jeszcze jednego nalotu na Rafah, w którym zgodnie z danymi strony palestyńskiej zginąć miało dziewięciu Palestyńczyków.

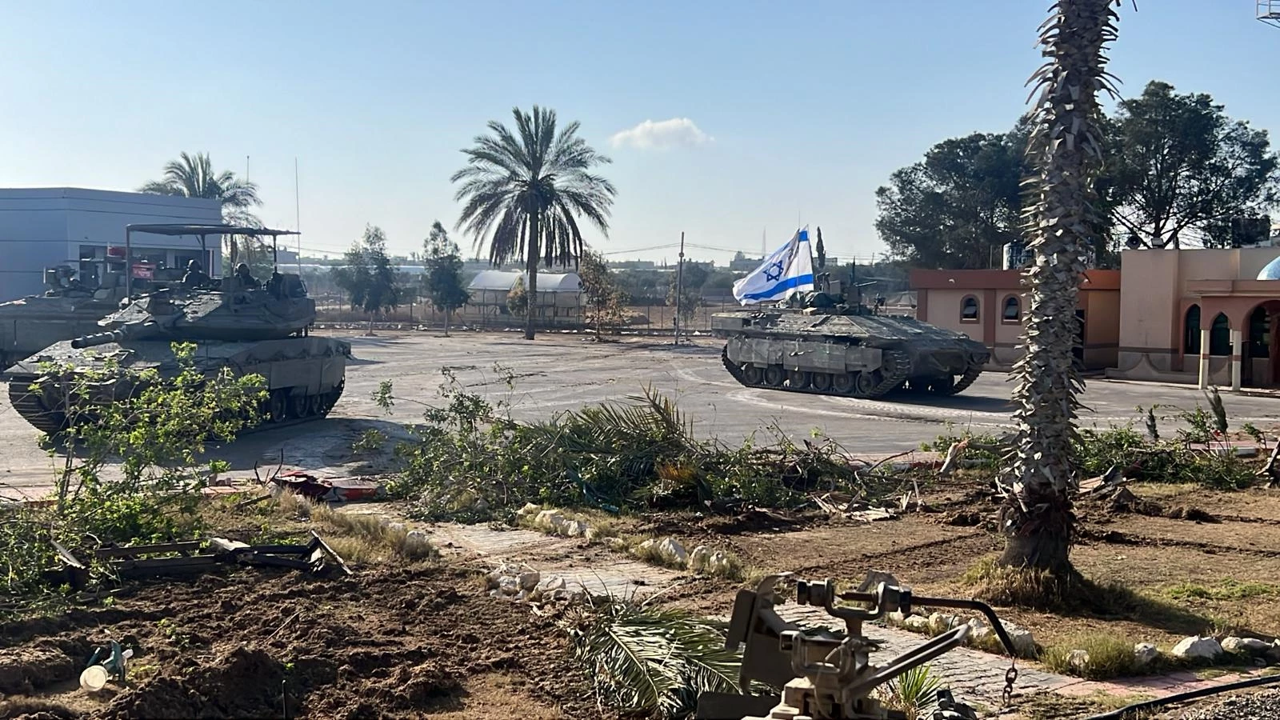
Izraelskie czołgi Merkawa na przejściu granicznym Rafah, 7 maja 2024

6 maja izraelska armia poinformowała w mediach społecznościowych, że „zachęca” m.in. za pomocą zrzucanych ulotek i wiadomości SMS mieszkańców wschodniego Rafah do przeniesienia się na teren obozu dla uchodźców w miejscowości Al-Mawasi na wybrzeżu Morza Śródziemnego. Według rzecznika armii Izraela, w ten sposób udało się ewakuować około 100 tysięcy ludzi. Tego samego dnia Hamas zaakceptował porozumienie o zawieszeniu broni wypracowane przy udziale Egiptu i Kataru, jednak kilka godzin później rząd Izraela stwierdził, że proponowane porozumienie nie spełnia jego wymagań i rozpoczął uderzanie na cele we wschodnim Rafah, jako że, zgodnie z oświadczeniem biura premiera Izraela Binjamina Netanjahu, „gabinet wojenny jednomyślnie zdecydował, że Izrael będzie kontynuował swoje działania w Rafah, aby wywrzeć presję militarną na Hamas, przyspieszyć uwolnienie naszych zakładników i osiągnąć inne cele wojny”. Izraelski rząd dodał także, że wyśle delegację w celu negocjacji „porozumienia na warunkach akceptowalnych przez Izrael”.

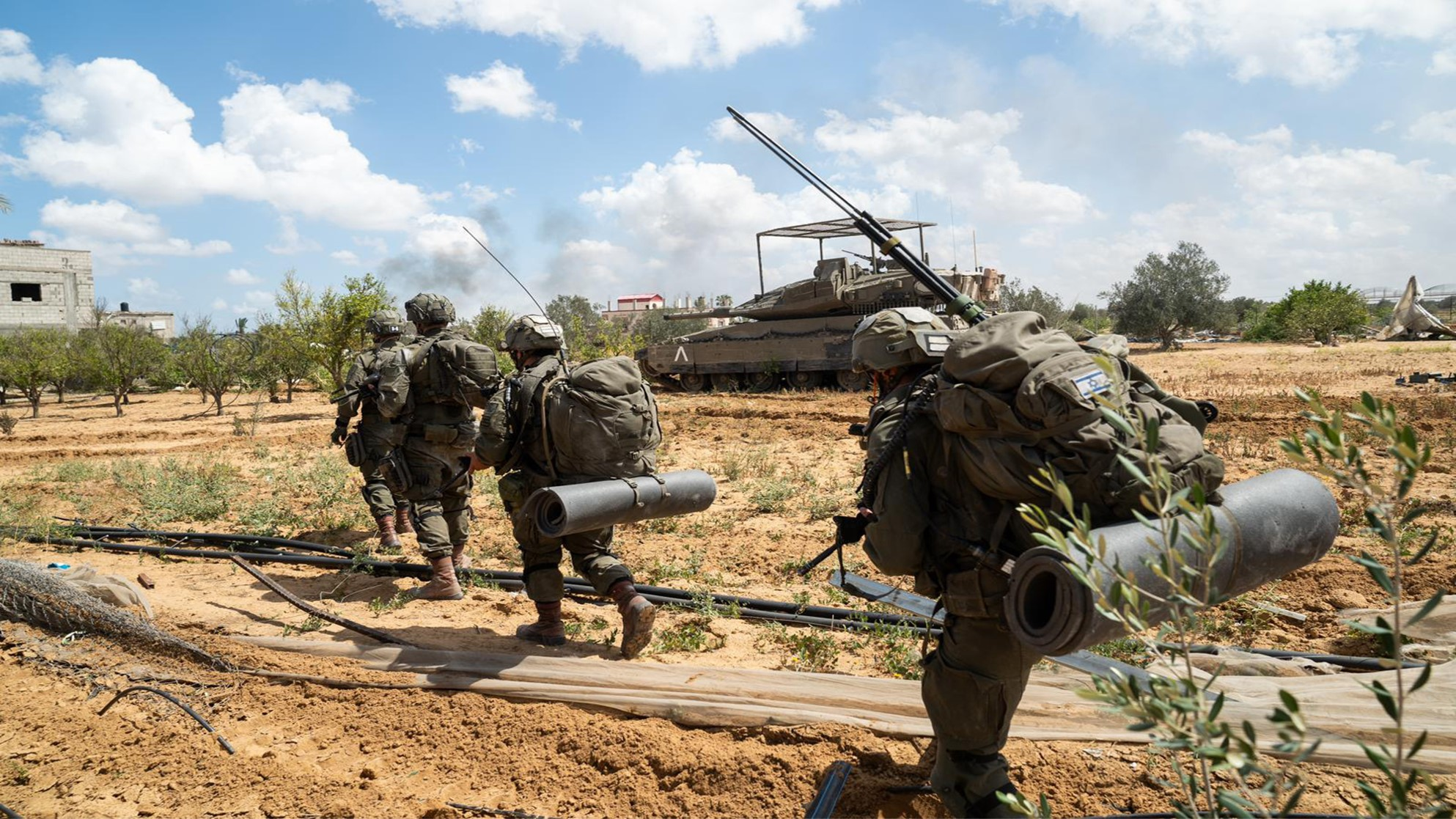
Izraelscy Żołnierze w Rafah, 10 maja 2024

W nocy z 6 na 7 maja Izrael kontynuował ataki na Rafah, a doniesienia wskazywały na ciężkie bombardowanie miasta. Nazajutrz Izrael zajął przejście graniczne między Strefą Gazy i Egiptem w Rafah od strony Strefy Gazy. Odbyło się to prawie bez walki, przy wykorzystaniu zaledwie dwóch brygad, chociaż na nagraniu z natarcia na przejście transmitowanym przez egipską telewizję Al-Qahera słychać było ciężkie strzały i eksplozje. Później 7 maja izraelska armia poinformowała o wkroczeniu jej żołnierzy do niektórych części Rafah. Według niej po wcześniejszych wezwaniach do ewakuacji większość cywilnych mieszkańców i przedstawicieli międzynarodowych organizacji humanitarnych opuściła ten obszar. Nakręcone przez wojsko filmy pokazywały czołgi wjeżdżające na obrzeża Rafah. Wojskowi podali również, że podczas jednej z operacji zabito 20 terrorystów i wykryto trzy wejścia do tuneli. Zniszczono także samochód, który jechał w kierunku żołnierzy z ładunkiem materiałów wybuchowych.
11 maja izraelska armia nakazała ewakuację mieszkańców większej liczby wschodnich i centralnych obszarów Rafah. Według podanych tego dnia szacunków Agencji Narodów Zjednoczonych dla Pomocy Uchodźcom Palestyńskim na Bliskim Wschodzie (UNRWA), z Rafah uciekło około 150 tysięcy Palestyńczyków, w tym wielu wielokrotnie przesiedlonych. Izrael z kolei oszacował tę liczbę na około 300 tysięcy. 15 maja rzecznik Organizacji Narodów Zjednoczonych podał, że od początku poprzedniego tygodnia Rafah opuściło około 600 tysięcy Palestyńczyków, z kolei północne rejony Strefy Gazy co najmniej 100 tysięcy.
26 maja Hamas po raz pierwszy od czterech miesięcy dokonał ataku powietrznego na Izrael, wystrzeliwując z Rafah w kierunku Tel Awiwu rakiety, co, zgodnie z oświadczeniem Hamasu na kanale w komunikatorze Telegram, miało być odpowiedzią na „syjonistyczne masakry ludności cywilnej”. Izraelska armia podała, że niektóre z wystrzelonych co najmniej ośmiu rakiet zostały przechwycone przez obronę przeciwlotniczą, z kolei media donosiły o rozbrzmiewających w wielu miastach środkowego Izraela syrenach alarmowych. Atak nie spowodował dużych zniszczeń, ponadto nie było doniesień o ofiarach. Kilka godzin później Izrael przeprowadził atak powietrzny na położony niedaleko Rafah obóz uchodźców palestyńskich Tall as-Sultan, w którym według strony palestyńskiej zginęło 35–45 osób, głównie kobiet i dzieci, zaś dziesiątki zostały ranne. Według Sił Obronnych Izraela atak był precyzyjnym uderzeniem w pozycje starszych bojowników Hamasu i śmierć poniosło w nim dwóch „starszych terrorystów Hamasu”, a oprócz tego „badane są okoliczności śmierci cywilów w okolicy”.
3 czerwca izraelska armia poinformowała, że potwierdziła śmierć czterech kolejnych zakładników przebywających w niewoli Hamasu od 7 października poprzedniego roku – 79-letniego Chaima Periego, 84-letniego Amirama Coopera i 80-letniego Jorama Metzgera z kibucu Nir Oz oraz 51-letniego Nadawa Popplewella z kibucu Nirim. Na tamten moment Siły Obronne Izraela miały w sumie potwierdzony od początku wojny zgon 41 osób spośród 120 przetrzymywanych i nieuwolnionych przez Hamas.
6 czerwca Siły Obronne Izraela dokonały ataku rakietowego na prowadzoną przez ONZ szkołę Al-Sardi, leżącą w obozie uchodźców palestyńskich an-Nusajrat w środkowej Strefie Gazy. Według lokalnych służb medycznych w ataku zginęło około 33 Palestyńczyków, w tym dziewięcioro dzieci i trzy kobiety. Zgodnie z późniejszym komunikatem izraelskiego wojska, zbombardowana szkoła miała służyć bojownikom Hamasu do prowadzenia operacji militarnych. Analizy znalezionych na miejscu ataku fragmentów pocisków, przeprowadzone przez telewizję Al-Dżazira wykazały, że broń wykorzystana do ataku została wyprodukowana w Stanach Zjednoczonych.
8 czerwca Siły Obronne Izraela we współpracy ze służbą kontrwywiadu Szin Bet i policyjną jednostką antyterrorystyczną Jamam przeprowadziły atak na obóz uchodźców palestyńskich an-Nusajrat, którego rezultatem było uwolnienie czterech zakładników Hamasu. Podczas operacji izraelskich służb, nazwanej „Nasiona Lata”, wolność odzyskali 26-letnia Noa Argamani, 27-letni Andriej Kozłow, 40-letni Szlomi Ziw i 21-letni Almog Me’ir Jan, posiadający podwójne izraelsko-polskie obywatelstwo – wszyscy porwani 7 października poprzedniego roku z terenu festiwalu Supernova niedaleko kibucu Re’im. Według izraelskiej armii cała czwórka była przetrzymywana w środkowej części gęsto zaludnionego obozu, w dwóch mieszkaniach w dwóch oddzielnych cywilnych budynkach oddalonych od siebie o około 200 m (Argamani w jednym mieszkaniu, pozostali trzej mężczyźni w drugim). Jak podały później media, zakładników znaleziono w dobrym stanie zdrowia i przewieziono do szpitala w Izraelu, gdzie spotkali się z rodzinami. Według reportera Al-Dżaziry, siły izraelskie dostały się do obozu Muchajjam an-Nusajrat w ciężarówkach ucharakteryzowanych na pojazdy z pomocą humanitarną. Niektóre doniesienia twierdziły także, że w naziemnej operacji brały udział siły amerykańskie, jednak niezależne zweryfikowanie tych doniesień nie było możliwe. Jak później poinformowały władze Strefy Gazy, w wyniku izraelskiej operacji zginęło co najmniej 274 Palestyńczyków (bez rozróżnienia ofiar cywilnych i wojskowych), a setki zostało rannych. Operacja kosztowała także życie jednego funkcjonariusza jednostki Jamam.
21 czerwca siły izraelskie uderzyły w obóz przesiedleńców w Al-Mawasi w muhafazie Rafah, w wyniku czego, według Palestyńskiego Towarzystwa Czerwonego Półksiężyca, zginęło co najmniej 25 osób, a 50 odniosło obrażenia.
22 czerwca w izraelskim ataku na obóz uchodźców palestyńskich asz-Szati i dzielnicę Tuffah w mieście Gaza zginęło, zgodnie z komunikatem biura prasowego rządu Strefy Gazy, co najmniej 42 Palestyńczyków.
23 czerwca premier Izraela Binjamin Netanjahu w wywiadzie dla krajowej telewizji Channel 14 powiedział, że „intensywna faza wojny z Hamasem (w Strefie Gazy) dobiega końca” i że w związku z tym uwaga armii może przesunąć się na granicę Izraela z Libanem, gdzie w minionych tygodniach nasiliły się walki ze wspieraną przez Iran organizacją Hezbollah. Netanjahu obiecał jednak także, że Izrael będzie kontynuował działania w Strefie Gazy, dopóki bojownicy Hamasu nie zostaną wyeliminowani.
6 lipca doszło do izraelskiego ataku na prowadzoną przez ONZ szkołę w obozie uchodźców palestyńskich Muchajjam an-Nusajrat, która była miejscem schronienia ludzi przesiedlonych z innych części Strefy Gazy. W ataku, według lokalnych władz medycznych, życie straciło 16 osób, a 50 zostało rannych. Jak podała później izraelska armia, szkoła w Muchajjam an-Nusajrat miała służyć jako kryjówka i centrum operacyjne Hamasu. Tego samego dnia w bombardowaniach prowadzonych przez Izrael na całym obszarze Strefy Gazy zginęło co najmniej pięciu dziennikarzy.
9 lipca Siły Powietrzne Izraela zbombardowały szkołę i schrony uchodźców w Abasan al-Kabira, przez co zginęło 31 Palestyńczyków
13 lipca w dokonanym przez izraelskie wojsko ataku lotniczym na Al-Mawasi zginęło, według Ministerstwa Zdrowia Strefy Gazy, co najmniej 90 Palestyńczyków, zaś 300 zostało rannych. Armia Izraela twierdziła później w oświadczeniu, że opierała się na „precyzyjnych informacjach wywiadowczych”, aby uderzyć w opisany jako „otwarty teren otoczony drzewami, kilkoma budynkami i szopami” obszar, na którym „dwóch wysokich rangą terrorystów Hamasu” i inni bojownicy ukryli się wśród cywilów. Następnie na konferencji prasowej premier Binjamin Netanjahu powiedział, że „dwoma wysokimi rangą terrorystami Hamasu”, z powodu których doszło do ataku, byli Muhammad Dajf, dowódca brygad al-Kassam, zbrojnego skrzydła Hamasu, oraz Rafa Salama, dowódca brygady Chan Junus, przy czym dodał, że nie jest jasne, czy którykolwiek z nich został zabity.
14 lipca siły izraelskie zbombardowały prowadzoną przez ONZ i służącą za miejsce schronienia dla przesiedlonych Palestyńczyków szkołę Abu Urajban w obozie an-Nusajrat, co spowodowało śmierć 17 osób i obrażenia ponad 80 kolejnych.
16 lipca w izraelskich nalotach na południową i środkową część Strefy Gazy zginęło ponad 60 Palestyńczyków. Jeden z ataków uderzył w ogłoszoną przez Izrael „strefę bezpieczeństwa” mieszczącą tysiące przesiedleńców. Izraelskie wojsko stwierdziło w późniejszym oświadczeniu, że celem ataku był dowódca działającej na zachód od Chan Junus jednostki morskiej Palestyńskiego Islamskiego Dżihadu.
22 lipca Siły Obronne Izraela, a także Ambasador Izraela w Polsce i polskie Ministerstwo Spraw Zagranicznych potwierdziły wiadomość o śmierci w niewoli Hamasu Alexa Dancyga – historyka, edukatora, obywatela Polski oraz Izraela. Także tego dnia izraelskie wojsko rozpoczęło nową ofensywę lądową w Chan Junus w następstwie danych wywiadowczych o aktywności bojowników Hamasu oraz infrastrukturze tej organizacji na rzeczonym obszarze. W związku z tym Izraelczycy wezwali cywilów do ewakuacji z obszaru Chan Junus – według dwóch ONZ-owskich agencji do 23 lipca objęty ewakuacją obszar opuściło ponad 150 000 ludzi. Według Ministerstwa Zdrowia Strefy Gazy podczas pierwszego dnia izraelskiej ofensywy życie straciło co najmniej 80 Palestyńczyków.
27 lipca, zgodnie z informacjami ze strony palestyńskich urzędników, co najmniej 30 osób zginęło, a ponad 100 zostało rannych w izraelskim ataku lotniczym na szkołę w Dajr al-Balah w centralnej części Strefy Gazy, która służyła za miejsce schronienia dla tysięcy osób. Izraelskie wojsko podało później, że atak miał na celu zniszczenie „centrum dowodzenia i kontroli Hamasu” w obrębie kompleksu szkolnego. Tego samego dnia, kilka godzin później doszło do przeprowadzonego z terytorium Libanu ataku rakietowego na obszar okupowanych przez Izrael Wzgórz Golan, a jedna z rakiet uderzyła w boisko w samorządzie lokalnym Madżdal Szams (izraelska obrona powietrzna zestrzeliła większość z w sumie 40 wystrzelonych rakiet, a część trafiła w niezaludnione obszary). W wyniku ataku na boisko zginęło 12 osób w wieku 10–20 lat a co najmniej 34 osoby zostały ranne. Izrael o zbombardowanie Wzgórz Golan obwinił działającą w Libanie organizację Hezbollah, jednak jej kierownictwo stanowczo zaprzeczyło jakiemukolwiek zaangażowaniu w atak. W godzinach porannych 28 lipca Siły Obronne Izraela poinformowały, że przeprowadziły naloty na siedem celów Hezbollahu „głęboko na terytorium Libanu”. Nie było przy tym jasne, czy spowodowały one jakieś ofiary.
30 lipca armia izraelska zakończyła rozpoczętą osiem dni wcześniej ofensywę w Chan Junus, dzięki czemu tysiące ewakuowanych Palestyńczyków mogły wrócić do swoich domów.

###### Zabicie politycznego przywódcy Hamasu i dalsze wydarzenia
31 lipca polityczny przywódca Hamasu Isma’il Hanijja i jeden z jego ochroniarzy zostali zabici w wyniku ataku rakietowego na rezydencję Hanijji w Teheranie. Hamas w opublikowanym niedługo później oświadczeniu stwierdził, że Hanijja „zginął w wyniku zdradzieckiego ataku syjonistów na swoją rezydencję w Teheranie, po uczestnictwie w ceremonii inauguracyjnej nowego prezydenta Iranu”. Izraelskie wojsko z kolei po informacjach irańskich mediów oznajmiło w telewizji CNN, że „nie odpowiada na doniesienia zagranicznych mediów”.
1 sierpnia Siły Obronne Izraela ogłosiły śmierć wojskowego przywódcy Hamasu Muhammada Dajfa w ataku powietrznym przeprowadzonym przez Izraelczyków w południowej części Strefy Gazy 13 lipca. Potwierdzenia śmierci Dajfa przez wiele miesięcy nie było jednak ze strony Hamasu (nastąpiło dopiero 30 stycznia 2025 roku). Tego samego dnia, zgodnie z doniesieniami palestyńskiej agencji informacyjnej WAFA, co najmniej 15 Palestyńczyków zginęło w izraelskim bombardowaniu służącej jako miejsce schronienia dla przesiedlonych ludzi szkoły w Szudżaiji, jednej z dzielnic Gazy.
2 sierpnia źródła Hamasu podały zacytowaną później przez bazujący w Londynie dziennik „Asharq Al-Awsat” informację o zabiciu przez Izraelczyków przebywających w tunelach pod miastem Gaza dwóch członków Biura Politycznego Hamasu i trzech dowódców zbrojnego skrzydła organizacji.
3 sierpnia agencja WAFA poinformowała o ataku Izraela na mieszczącą przesiedleńców szkołę w Szejch Radwan, jednej z dzielnic Gazy. W zdarzeniu zginęło co najmniej 17 osób, w tym dzieci, a onad 60 innych odniosło różne obrażenia.
4 sierpnia miał miejsce izraelski atak na obóz namiotowy dla przesiedlonych Palestyńczyków na dziedzińcu szpitala Szuhada Al-Aksa w Dajr al-Balah, w którym, jak podało Ministerstwo Zdrowia Strefy Gazy, zginęły cztery osoby, w tym jedna kobieta. Izraelskie wojsko poinformowało, że atak był skierowany przeciwko palestyńskiemu bojownikowi, co spowodowało wtórne eksplozje „wskazujące na obecność uzbrojenia na tym obszarze”. Także tego dnia Izraelczycy zbombardowali dwie służące za miejsce zakwaterowania przesiedleńców szkoły w Gazie, co kosztowało życie co najmniej 30 osób. Izraelska armia później poinformowała, że celem ataku były centra dowodzenia Hamasu.
7 sierpnia, zgodnie z doniesieniami palestyńskiej Agencji Obrony Cywilnej, co najmniej siedmiu Palestyńczyków zginęło w izraelskim ostrzale artyleryjskim obozu namiotowego dla przesiedleńców w Chan Junus. Agencja w oświadczeniu dodała, że atak był wymierzony w namioty w Abasan al-Kabira leżącym na wschód od Chan Junus.
8 sierpnia doszło do izraelskich ataków powietrznych na dwie szkoły w dwóch dzielnicach Gazy: Al-Daraj i Tuffah, w których, według palestyńskich mediów, łącznie zginęło około 12 osób. Siły Obronne Izraela później podały, że zaatakowane szkoły były używane przez Hamas jako centra dowodzenia i kontroli, z których bojownicy przeprowadzali ataki przeciwko izraelskim żołnierzom w Gazie i przeciwko Izraelowi.
10 sierpnia Izrael zbombardował zamienioną na miejsce schronienia dla przesiedlonych Palestyńczyków szkołę Al-Tabaeen w centralnej części miasta Gaza, w wyniku czego, według palestyńskich urzędników, zginęło co najmniej 80 osób a prawie 50 zostało rannych. Atak miał miejsce, gdy mieszkający w szkole ludzie uczestniczyli w porannej modlitwie w znajdującym się na terenie placówki meczecie. Izraelskie wojsko później stwierdziło, że jego siły powietrzne uderzyły w rzekomo znajdujące się na terenie szkoły Al-Tabaeen „centrum dowodzenia i kontroli”, które „służyło jako kryjówka dla terrorystów i dowódców Hamasu”. W osobnym oświadczeniu izraelskie wojsko podało, bez przedstawienia dowodów, że posiadało informacje wywiadowcze wskazujące na to, że 20 bojowników Hamasu i Palestyńskiego Islamskiego Dżihadu, w tym wyżsi rangą dowódcy, operowali z terenu szkoły. Jeden z czołowych przedstawicieli Hamasu w swoim oświadczeniu zaprzeczył obecności bojowników na terenie placówki.
17 sierpnia co najmniej 15 osób zginęło w nocnym izraelskim ataku na obóz przesiedleńców w Az-Zawajda w centralnej części Strefy Gazy. Także tego dnia Izrael zarządził masowe ewakuacje w północnej i południowej części Strefy Gazy, w tym na obszarach na południu, uprzednio oznaczone jako „strefy bezpieczne”.
20 sierpnia w izraelskim nalocie na szkołę dającą schronienie przesiedlonym Palestyńczykom w mieście Gaza, zginęło co najmniej 12 osób.
27 sierpnia Siły Obronne Izraela podały, że żołnierze podległej Izraelskiemu Korpusowi Morskiemu jednostki specjalnej Szajetet 13 uwolnili z tunelu w południowej części Strefy Gazy jednego z zakładników Hamasu, Kaida Farhana Alkadiego, 52-letniego izraelskiego Beduina pochodzącego ze społeczności beduińskiej niedaleko miasta Rahat i porwanego przez Hamas z moszawu Miwtachim.
29 sierpnia przedstawiciel Światowej Organizacji Zdrowia (WHO) podał, że Siły Obronne Izraela i Hamas porozumieli się w sprawie wprowadzenia trzech oddzielnych, trzydniowych przerw strefowych w walkach, aby umożliwić zaszczepienie około 640 000 dzieci ze Strefy Gazy przeciwko polio (17 sierpnia Ministerstwo Zdrowia Strefy Gazy doniosło o zachorowaniu na polio przez dziesięciomiesięczne dziecko, co było pierwszym przypadkiem wystąpienia tej choroby w Strefie Gazy od 25 lat). Kampania szczepień miała rozpocząć się w niedzielę 1 września w środkowej części Strefy Gazy trzydniową przerwą w walkach, potem to samo miało nastąpić w części południowej, zaś na końcu w części północnej. Podczas każdego z dni każdego z trzydniowych okresów szczepień wstrzymanie działań wojennych miało trwać od godziny 6:00 do 15:00. 4 września WHO poinformowała, że pierwsza faza dwuetapowej kampanii szczepień zakończyła się sukcesem, a szczepionkę otrzymało ponad 187 000 dzieci poniżej dziesiątego roku życia. Dwa dni później natomiast Ministerstwo Zdrowia Strefy Gazy podało, że Izrael utrudnia dostarczanie szczepionek przeciwko polio, ponieważ jego wojsko odmawia koordynacji wjazdu zespołów medycznych do południowej części Strefy Gazy. 9 września podano, że druga faza kampanii szczepień przeciwko polio została przedłużona w południowej części Strefy Gazy o jeden dzień. 16 września komisarz generalny Agencji Narodów Zjednoczonych dla Pomocy Uchodźcom Palestyńskim na Bliskim Wschodzie (UNRWA) Philippe Lazzarini powiedział, że pierwsza faza szczepień zakończyła się sukcesem i objęła 90% dzieci ze Strefy Gazy.
31 sierpnia izraelska armia odnalazła w tunelu w rejonie Rafah ciała sześciu izraelskich zakładników, a następnego dnia poinformowała o ich zidentyfikowaniu. Odnalezione ciała należały do: Aleksandra Lobanowa (32 lata), Edena Jeruszalmiego (24), Almoga Sarusiego (27), Oriego Danino (25) i Hersza Goldberga-Polina (23; posiadacz podwójnego izraelsko-amerykańskiego obywatelstwa), porwanych przez Hamas z terenu festiwalu Supernova niedaleko kibucu Re’im, oraz Carmel Gat (40), uprowadzonej z kibucu Be’eri. W komunikacie od wojska znalazła się też informacja, że ciała znaleziono podczas walk z bojownikami Hamasu na powierzchni (w tunelu do nich nie doszło) i że „brutalnego zamordowania” zakładników Hamas dokonał na krótko przed przybyciem żołnierzy.
10 września w nocy doszło do izraelskiego ataku na położony w Al-Mawasi obszar, który Izrael wcześniej sam wyznaczył jako strefę humanitarną dla przesiedleńców. Według palestyńskich urzędników w ataku życie straciło co najmniej 19 osób, a ponad 60 zostało rannych. Tegoż dnia dwukrotnie w temacie toczonej przez Izrael wojny wypowiedział się minister obrony tego kraju Jo’aw Galant. Najpierw w rozmowie z zagranicznymi dziennikarzami w swoim biurze stwierdził, że Hamas nie jest już w stanie utrzymać zorganizowanej siły bojowej w Strefie Gazy, że de facto jako formacja militarna już „nie istnieje” i że prowadzi wojnę partyzancką, a Izrael nadal z nim walczy i ściga jego przywódców. Później, rozmawiając z rezerwistami Brygady Oded służącymi na północy kraju, Galant powiedział, że Izrael planuje skupić się na działaniach militarnych przy granicy z Libanem, ponieważ intensywne walki w Strefie Gazy dobiegają końca. Skupienie się Izraela na kierunku libańskim znalazło swój wyraz 23 września, kiedy to zapoczątkowana została operacja „Północne Strzały”, czyli seria nalotów wymierzonych w tysiące celów Hezbollahu w Libanie. Następnie 1 października 2024 roku izraelskie wojska lądowe rozpoczęły inwazję na południowy Liban. Działania Izraela względem Libanu uchodzą za „drugi front” wojny w Strefie Gazy, jak i jeden z najpoważniejszych skutków tego konfliktu.
11 września w godzinach porannych na południu Strefy Gazy miała miejsce katastrofa śmigłowca UH-60 Black Hawk należącego do Sił Powietrznych Izraela, w której zginęło dwóch żołnierzy, a kilku zostało rannych. Według wstępnego dochodzenia wojskowego do zaklasyfikowanego jako wypadek zdarzenia doszło, kiedy śmigłowiec poleciał do Rafah z zespołem medycznym poprzedniego dnia wieczorem, aby ewakuować inżyniera wojskowego, który został poważnie ranny w walkach w tym rejonie. Tego samego dnia doszło też do powietrznego ataku Izraela na położoną w obozie uchodźców palestyńskich an-Nusajrat, prowadzoną przez UNRWA szkołę Al-Jawni, służącą za miejsce schronienia dla około 12 000 przesiedleńców. W ataku zginęło co najmniej 18 ludzi (w tym sześciu pracowników UNRWA), zaś co najmniej 44 zostało rannych. Po tym ataku Siły Obronne Izraela stwierdziły, że przeprowadziły „precyzyjny atak na terrorystów” działających na terenie szkoły, która rzekomo była „wykorzystywana przez Hamas do planowania i przeprowadzania ataków terrorystycznych przeciwko izraelskim żołnierzom i Państwu Izrael”.
12 września Siły Obronne Izraela twierdziły, że całkowicie rozbiły Brygadę Rafah Hamasu jednocześnie podkreślając, że 2308 bojowników działającej w najdalej na południe położonym mieście Strefy Gazy brygady zostało zabitych, a ponad 13 km wykorzystywanych przez bojowników tuneli zostało zniszczonych. Ten stan rzeczy oznaczałby faktyczne utrzymywanie przez siły izraelskie kontroli nad tym miastem i obszarem przy granicy z Egiptem, znanym jako Korytarz Filadelfijski.
15 września wieczorem i 16 września rano miały miejsce izraelskie naloty na środkową część Strefy Gazy (w tym ponownie na obóz uchodźców an-Nusajrat), w których, według palestyńskich urzędników do spraw zdrowia, zginęło co najmniej 16 osób, a 13 zostało rannych.
21 września doszło do izraelskiego ataku na służącą za miejsce schronienia dla przesiedlonych Palestyńczyków szkołę Zajtun we wschodniej części miasta Gaza, w którym według Ministerstwa Zdrowia Strefy Gazy zginęły co najmniej 22 osoby, a co najmniej 30 zostało rannych.
26 września izraelski atak na szkołę w Dżabalii, przekształconą w miejsce schronienia dla przesiedlonych Palestyńczyków zabił co najmniej 15 osób, a wielu innych ranił.
W nocy z 30 września na 1 października Izrael zaatakował dwa domy w obozie dla uchodźców an-Nusajrat, w którym, jak podała agencja prasowa Wafa, potwierdzono śmierć 13 osób, ponadto rannych zostało kilkadziesiąt osób. Później 1 października izraelskie wojsko przeprowadziło serię nalotów w Strefie Gazy, w których zgodnie z informacjami lokalnych władz zginęło co najmniej 21 osób. 3 października izraelski myśliwiec F-16 ostrzelał kawiarnię w trzypiętrowym budynku w obozie uchodźców Tulkarm; w „najkrwawszym od lat” nalocie w Zachodnim Brzegu, wymierzonym według IDF w miejscowego działacza Hamasu, zginęło 18 osób.

###### Oblężenie Dżabalii, ataki w środkowej Strefie Gazy i zabicie Jahji Sinwara
6 października 2024 roku izraelskie wojsko przeprowadziło intensywne bombardowania obozu uchodźców Dżabalija, zabijając co najmniej 17 osób, w tym 9 dzieci, oraz zbombardowanie zamienionego na schron dla przesiedleńców meczetu Szuhada al-Aksa w Dajr al-Balah, przez co zginęło 26 Palestyńczyków, a kolejnych 93 zostało rannych.
Począwszy od 6 października oddziały 162 Dywizji Sił Obronnych Izraela, w tym 401 Brygada Pancerna, wjechały do miasta Dżabalija. 100 tysięcy ludzi zostało odciętych na północy Strefy bez dostępu do opieki medycznej i żywności; doniesienia mówiły o burzeniu budynków, ostrzale artyleryjskim i zwłokach leżących na ulicach. 9 października Ministerstwo Zdrowia poinformowało, że w ciągu poprzednich 24 godzin w Strefie Gazy odnotowano 45 zabitych i 130 rannych. Dzień później w izraelskim ataku na obóz namiotowy przesiedlonych Palestyńczyków obok szpitala al-Jemen as-Sajid w Dżabalii zginęło co najmniej 15 ludzi. 15 października kolejnych 12 ciał odnaleziono po izraelskim ataku w pobliżu Al-Faludża. Dwa dni później w wyniku izraelskiego nalotu na zamienioną w miejsce schronienia dla przesiedleńców szkołę Abu Husajn zginęło 28 osób (według Izraela 12 z nich było bojownikami), a 160 zostało rannych.
16 października w walkach w północnej części Rafah IDF zabiły Jahję Sinwara. Informacja o śmierci przywódcy Hamasu została potwierdzona na następny dzień, 17 października. Natomiast 20 października bojownicy w mieście Dżabalija zabili dowódcę izraelskiej 401 Brygady Pancernej pułkownika Ehsana Daksę. 29 października 2024 w ataku na pięciopiętrowy blok mieszkalny w Bajt Lahija zginęły 93 osoby. Dzień później wojsko izraelskie ponownie zbombardowało budynki mieszkalne w Bajt Lahija, zabijając kolejnych 19 Palestyńczyków.
1 listopada co najmniej 95 Palestyńczyków zginęło w izraelskich nalotach głównie na północy Strefy Gazy, gdzie zaatakowany został m.in. szpital. Tego samego dnia ONZ ostrzegła, że sytuacja w północnej Strefie Gazy jest „apokaliptyczna”, gdyż „cała populacja północnej części Strefy Gazy jest w nieuchronnym niebezpieczeństwie śmierci z powodu chorób, głodu i przemocy”. 2 listopada UNICEF poinformował, że w ciągu ostatnich 48 godzin w Dżabalii zginęło ponad 50 dzieci.
5 listopada Al-Dżazira informowała, powołując się na źródła medyczne, że tego dnia Izraelczycy zabili co najmniej 54 Palestyńczyków w atakach w Strefie Gazy, z czego co najmniej 39 ofiar śmiertelnych miało miejsce w północnej części tego terytorium. Tego samego dnia dowódca 162 Dywizji gen. bryg. Icik Kohen oświadczył na konferencji prasowej, że siły Izraela są bliskie „całkowitej ewakuacji” północnej Strefy Gazy, a palestyńscy mieszkańcy nie będą mogli wrócić do domów, a także twierdził, że jego dywizja dostarcza pomoc humanitarną do południowej części północy terytorium, ale nie do północnej części, gdzie „pozostało już niewiele osób”. Później armia izraelska zdystansowała się od oświadczenia generała. Także 5 listopada premier Izraela Binjamin Netanjahu zdymisjonował ministra obrony Jo’awa Galanta, co w nagranym oświadczeniu dla mediów uzasadnił tym, że „zaufanie między nim a ministrem obrony pękło”.

###### Dalsze walki na północy Strefy Gazy i negocjacje w sprawie II zawieszenia broni
Według stanu na drugą połowę 2024 roku duża część obszaru wokół północnych miast Dżabalija, Bajt Hanun i Bajt Lahija została wyludniona i systematycznie zrównana z ziemią, co wywołało spekulacje, że Izrael zamierza przekształcić ten obszar w zamkniętą strefę buforową.
6 listopada co najmniej 15 osób zginęło w izraelskim ataku lotniczym na zamieszkały przez przesiedleńców budynek na osiedlu Al-Manszijja w Bajt Lahija. 11 listopada, zgodnie z oficjalnymi danymi izraelskimi, ilość pomocy humanitarnej docierającej do Strefy Gazy spadła do najniższego poziomu od 11 miesięcy, pomimo wydania w przez Stany Zjednoczone w październiku 2024 roku 30-dniowego ultimatum grożącego nałożeniem sankcji na Izrael w razie nie nastąpienia wzrostu dostaw pomocy na terytorium. 16 listopada w nocy grupa uzbrojonych szabrowników rozkradła zawartość 98 ciężarówek z liczącego 109 pojazdów konwoju z pomocą humanitarną na przejściu granicznym Kerem Szalom, w pobliżu izraelskich instalacji wojskowych. Hamas twierdzi, że zwalcza takie gangi, a w przeprowadzonej po tym incydencie operacji rozbicia gangu 20 szabrowników zostało zabitych.
17 listopada „dziesiątki” Palestyńczyków zginęło lub zostało rannych wskutek kolejnego już izraelskiego nalotu na wielopiętrowy budynek mieszkalny w Bajt Lahija. Dzień później nalot IAF na budynek mieszkalny w sąsiedztwie szpitala Kamal Adwan zabił co najmniej 17 Palestyńczyków. 21 listopada co najmniej 66 osób zginęło kolejnym w ataku na dzielnice mieszkalne w Bajt Lahija, a także co najmniej 22 osoby, w tym 10 dzieci, w przeprowadzonym później przez Izrael bombardowaniu Szejch Radwan, dzielnicy miasta Gaza. 24 listopada izraelskie wojsko nakazało ewakuację nowych obszarów północnej części Strefy Gazy, co wywołało nową falę przesiedleń cywilów, podczas gdy trwały intensywne naloty nad większą częścią terytorium. Siły Obronne Izraela poinformowały, że wydały nakazy ewakuacji m.in. dzielnicy Szudżaija w mieście Gaza po tym, jak palestyńscy bojownicy dzień wcześniej wystrzelili rakiety w kierunku Izraela z miejsca w gęsto zaludnionym dystrykcie. Zbrojne skrzydło Hamasu podało, że ostrzelało bazę wojskową za granicą Strefy. 30 listopada Obrona Cywilna Gazy poinformowała, że ponad 40 Palestyńczyków zginęło w izraelskim ataku lotniczym, którego celem był dom w obozie dla uchodźców Dżabalija na północy Strefy Gazy.
W grudniu trwały negocjacje rozejmowe z udziałem Hamasu, Palestyńskiego Dżihadu i LFWP.
1 grudnia Izraelczycy znów dokonali bombardowania domu w Bajt Lahija, w którym według Al-Jazeera Arabic zginęło 25 osób. Tego samego dnia w izraelskim ataku zginął kucharz Mahmoud Almadhoun, współzałożyciel działającej w Strefie Gazy organizacji pomocowej Gaza Soup Kitchen. 3 grudnia w kolejnym ataku izraelskiego wojska na budynek mieszkalny w Bajt Lahija śmierć poniosło 12 osób. 4 grudnia w wyniku dwóch kolejnych izraelskich ataków na wyznaczoną wcześniej przez Izrael „strefę bezpieczeństwa” w Al-Mawasi (dzielnicy Rafah) zginęło co najmniej 21 Palestyńczyków, a co najmniej 28 zostało rannych. Później IDF podały, że w jednym z tych ataków zabitych zostało kilku bojowników Hamasu, w tym wysoki rangą dowódca wewnętrznych sił bezpieczeństwa tej organizacji. 6 grudnia doszło do serii nalotów na północną i zachodnią stronę szpitala Kamal Adwan w Bajt Lahija, podczas której, zgodnie ze słowami dyrektora szpitala Hossama Abu Safieha, zginęło czterech pracowników placówki. Z kolei Mahmud Bassal, rzecznik agencji obrony cywilnej, powiedział, że co najmniej 29 osób zginęło, a dziesiątki zostało rannych w wyniku trwającego izraelskiego ostrzału wokół szpitala Kamal Adwan. Szpital ten od początku wojny był celem kilku izraelskich szturmów. 9 grudnia Ministerstwo Zdrowia Strefy Gazy poinformowało, że poprzedniego dnia zginęło 50 osób, a 84 zostały ranne, gdy siły izraelskie dokonały trzech „masakr” na tym terytorium.
10 grudnia co najmniej 13 osób zginęło w izraelskich atakach – siedem w środkowej Strefie Gazy i sześć w jej południowej części. 15 grudnia izraelskie ataki w Strefie Gazy, w tym na centrum reagowania kryzysowego na obszarze targowiska w obozie an-Nusajrat i budynek mieszkalny w tymże obozie, zabiły co najmniej 53 Palestyńczyków, w tym dziennikarza i ratowników medycznych. Izraelskie wojsko podało przy tym, że siły powietrzne i lądowe na północy enklawy zabiły „dziesiątki” bojowników i schwytały innych.
27 grudnia izraelscy żołnierze szturmowali oblężony od tygodni szpital Kamal Adwan, ostatni pozostały ośrodek medyczny w północnej części Strefy Gazy, podpalając jego duże sekcje oraz nakazując setkom ludzi opuszczenie budynku i udanie się do pobliskiej szkoły, w której schronienie znalazły przesiedlone palestyńskie rodziny. Atak na szpital został przez Izraelczyków opisany jako „jedna z największych operacji” przeprowadzonych od wybuchu wojny w Strefie Gazy. Ministerstwo Zdrowia Strefy Gazy poinformowało, że kontakt z personelem szpitala został utracony, a także dodało, że nie ma informacji o losie pacjentów placówki. W następnym dniu atak na szpital zakończył się, a IDF ogłosiły, że zabito ponad 20 bojowników i aresztowano ponad 240, w tym dyrektora placówki Abu Safiyeha pod zarzutem bycia „agentem Hamasu” – od tego czasu miejsce pobytu dyrektora było nieznane. Światowa Organizacja Zdrowia stwierdziła, że szpital Kamal Adwan stał się od tego czasu wyłączony z użytku, co było ogromnym ciosem dla systemu opieki zdrowotnej w północnej części Strefy Gazy, gdzie dziesiątki tysięcy ludzi żyło pod ciągłym izraelskim bombardowaniem.
1 stycznia 2025 roku Agencja Obrony Cywilnej Strefy Gazy poinformowała, że w nocnym nalocie izraelskiego lotnictwa na dom w Dżabalii zginęło co najmniej 15 osób. Z kolei w nocy z 1 na 2 stycznia, zgodnie z oświadczeniem lokalnych urzędników, izraelski atak w Al-Mawasi w południowej części enklawy zabił co najmniej 11 Palestyńczyków, w tym dyrektora generalnego policji Strefy Gazy i jego zastępcę. 2 i 3 stycznia trwały izraelskie naloty w centralnej i południowej części Strefy Gazy, w tym na rozległy obóz namiotowy, który Izrael już wielokrotnie bombardował, mimo że został wyznaczony jako strefa bezpieczeństwa humanitarnego. Naloty zabiły co najmniej 50 osób, zaś Izraelczycy oznajmili, że jeden z nalotów był wymierzony w wysokiego rangą oficera policji i obwinili Hamas za śmierć cywilów. W tym czasie biuro premiera Izraela Binjamina Netanjahu informowało, że upoważniło delegację służb wywiadowczych i wojska do kontynuowania negocjacji w Katarze w sprawie porozumienia o zawieszeniu broni w Strefie Gazy.
4 stycznia co najmniej 11 cywilów zginęło w wyniku izraelskiego bombardowania domu w Szudżaji, dzielnicy miasta Gaza. 5 stycznia Izraelczycy zabili co najmniej 14 Palestyńczyków w trzech oddzielnych atakach powietrznych w Strefie Gazy, w tym pięć osób w domu w obozie an-Nusajrat w centralnej części enklawy i cztery inne w Dżabalii na północnym krańcu terytorium. Wówczas też amerykańscy i arabscy mediatorzy zintensyfikowali wysiłki na rzecz zawarcia umowy o zawieszeniu broni. 7 stycznia izraelskie naloty zabiły według palestyńskich służb medycznych co najmniej 24 Palestyńczyków w całej Strefie Gazy, przy czym dwa samoloty uderzyły w obozowiska namiotowe w Al-Mawasi, zabijając 18 osób. 8 stycznia w kolejnych nalotach na enklawę zginęły co najmniej 22 osoby – jeden z ataków zabił kilkanaście osób w wielopiętrowym budynku w Szejch Radwan, dzielnicy Gazy. Ponadto Palestyńczycy ogłosili 13 stycznia, że w ciągu poprzednich 72 h w starciach w północnej części Strefy zginęło 10 izraelskich żołnierzy (Izrael informował o pięciu).

##### II zawieszenie broni w Strefie Gazy
15 stycznia 2025 roku prezydent Stanów Zjednoczonych Joe Biden i premier Kataru Muhammad ibn Abdul Rahman Al Sani ogłosili w oświadczeniach zawarcie przez Izrael i Hamas porozumienia o zawieszeniu broni w wojnie w Strefie Gazy, które negocjowane było od maja poprzedniego roku w stolicy Kataru, Dosze, przy udziale mediatorów z USA, Egiptu i Kataru. Jeszcze tego samego dnia prezydent Izraela Jicchak Herzog w przemówieniu do Izraelczyków poparł zawarcie porozumienia i zaapelował do rządu o jego zatwierdzenie oraz poddanie go pod głosowanie w Knesecie.
Uzgodnione porozumienie miało wejść w życie 19 stycznia i być nadzorowane pod kątem przestrzegania przez wszystkie trzy mediujące kraje. Składało się z trzech etapów. Pierwszy etap miał potrwać 42 dni i obejmować wstrzymanie walk oraz stopniowe wycofanie się sił izraelskich ze Strefy Gazy. Oprócz tego Hamas i sprzymierzeni z nim bojownicy mieli uwolnić 33 zakładników pojmanych podczas ataku na Izrael 7 października 2023 roku: wszystkie kobiety, dzieci i mężczyzn powyżej 50. roku życia, zaś Izrael miał zwolnić 737 palestyńskich więźniów. Najpóźniej 16 dni od wejścia w życie zawieszenia broni mają rozpocząć się negocjacje w sprawie drugiego etapu, mającego objąć uwolnienie wszystkich pozostałych zakładników, stałe zawieszenie broni i całkowite wycofanie żołnierzy izraelskich ze Strefy Gazy. W ramach trzeciego natomiast zwrócone miały zostać przez Hamas ciała wszystkich nieżyjących zakładników i rozpoczęcie odbudowy Strefy Gazy pod nadzorem Egiptu, Kataru i ONZ.
18 stycznia wieczorem izraelski rząd stosunkiem 24 głosy za 8 przeciw ratyfikował porozumienie z Hamasem w sprawie zawieszenia broni w Strefie Gazy. 19 stycznia o godzinie 11:15 czasu lokalnego zawieszenie broni weszło w życie; odbyło się to z kilkugodzinnym opóźnieniem, gdyż, zgodnie z wypowiedzią Dani’ela Hagariego, rzecznika Sił Obronnych Izraela, do pierwotnie wyznaczonego terminu „Hamas nie wypełnił swoich zobowiązań i wbrew porozumieniu nie podał Izraelowi nazwisk zakładników, których uwolnienie zaplanowano na ten dzień”. Po południu tego dnia Hamas przekazał Międzynarodowemu Komitetowi Czerwonego Krzyża trzy pierwsze przeznaczone do uwolnienia izraelskie zakładniczki, 24-letnią Romi Gonen, 28-letnią Emily Damari i 31-letnią Doron Steinbrecher, a do poranka 20 stycznia Izrael zwolnił z zakładów karnych pierwszych 90 palestyńskich więźniów.
25 stycznia doszło do drugiej wymiany przetrzymywanych osób między Hamasem a Izraelem. Hamas uwolnił cztery kobiety: 20-letnie Karinę Ariev, Daniellę Gilboę i Naamę Levy oraz 19-letnią Liri Albag, wszystkie służące w Siłach Obronnych Izraela, zaś Izrael zwolnił z więzień 200 Palestyńczyków, z których ponad połowa odsiadywała wyroki dożywocia, m.in. za wielokrotne zabójstwa, jednak byli też tacy, którzy nigdy nie zostali oskarżeni o popełnienie przestępstwa.

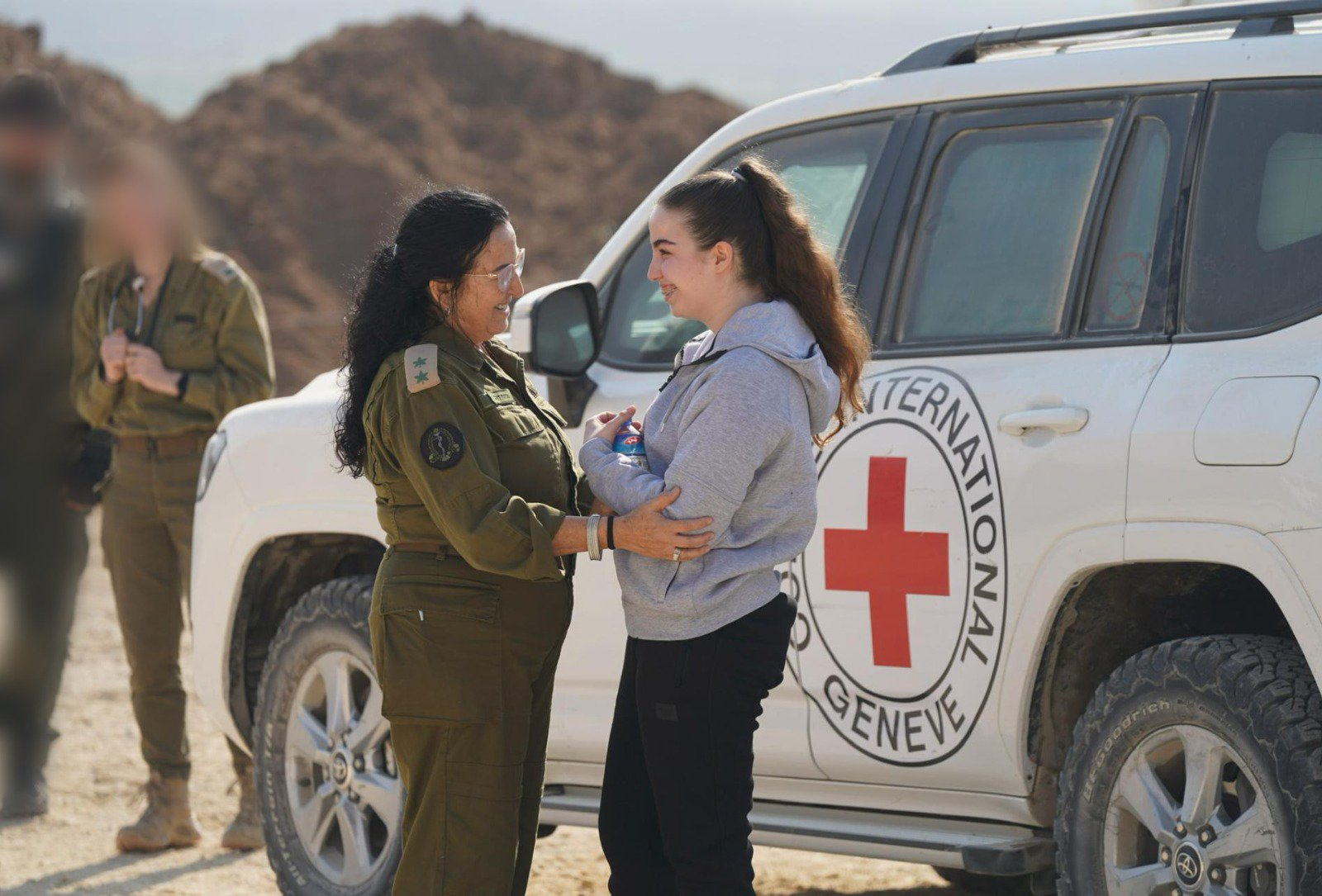
Uwolnienie Agam Berger 30 stycznia 2025 roku

30 stycznia bojownicy wypuścili na wolność trójkę Izraelczyków: żołnierkę Agam Berger i cywilów Arbela Yehouda i Gadiego Mozesa, oraz pięciu obywateli Tajlandii, którzy w momencie porwania 7 października 2023 roku pracowali w jednym z kibuców jako robotnicy rolni: Pongsaka Thennę, Sathiana Suwannakhama, Watcharę Sriaouna, Bannawata Seathao i Surasaka Lamnaua. W zamian Izrael zwolnił z więzień 110 Palestyńczyków, w tym 32 skazanych na dożywocie i 30 niepełnoletnich. Wśród uwolnionych znalazł się również Zakaria Zubeidi, były przywódca Brygad Męczenników Al-Aksa w Dżaninie, postrzegany przez wielu swoich rodaków jako bohater oporu przeciwko Izraelczykom i ważna postać drugiej intifady. Został skazany m.in. za zorganizowanie zamachów terrorystycznych, skutkujących ofiarami śmiertelnymi.
1 lutego miała miejsce czwarta wymiana przetrzymywanych osób: Hamas zwolnił troje Izraelczyków: obywatela izraelsko-francuskiego Ofera Kalderona (54 lata), obywatela izraelsko-amerykańskiego Keitha Siegela (65 lat) i obywatela izraelsko-argentyńskiego Jardena Bibasa (35 lat), a w zamian strona izraelska wypuściła 183 palestyńskich więźniów, w tym osiemnastu odsiadujących dożywocie oraz 111 osób zatrzymanych podczas wojny w Strefie Gazy.
8 lutego doszło do piątej wymiany przetrzymywanych osób: bojownicy Hamasu podczas propagandowej uroczystości na scenie zwrócili wolność trzem Izraelczykom: Eliemu Szarabiemu (52 lata), Orowi Lewiemu (34 lata) i Ohadowi Ben Amiemu (56 lat), zaś Państwo Izrael zwolniło z więzień 183 Palestyńczyków. Osiemnastu z uwolnionych więźniów było skazanych na dożywocie (m.in. Ijad Abu-Szchejdem, odsiadujący tę karę za zorganizowanie w 2004 roku dwóch ataków samobójczych w Beer Szewie, w których zginęło 16 Izraelczyków, a ponad 100 zostało rannych oraz Hatem al-Dżajusi, jeden z założycieli Brygad Męczenników Al-Aksa, siedzący za zabicie sześciu Izraelczyków w okresie drugiej intifady), a 54 odsiadywało długoletnie wyroki za zaangażowanie w śmiertelne ataki na Izraelczyków.
15 lutego zrealizowano szóstą wymianę: bojownicy Hamasu i Palestyńskiego Islamskiego Dżihadu w pokazowy sposób uwolnili w Chan Junus trzech Izraelczyków: obywatela izraelsko-amerykańskiego Saguiego Dekela Chena (36 lat), obywatela izraelsko-argentyńskiego Jaira Horna (46 lat) i obywatela izraelsko-rosyjskiego Aleksandra Trufanowa (29 lat), a w zamian z izraelskich więzień wypuszczonych zostało 369 Palestyńczyków.
20 lutego bojownicy Hamasu podczas uroczystości w Chan Junus przekazali Izraelowi za pośrednictwem Czerwonego Krzyża ciała czterech zakładników: Odeda Lifszitza, obywatela izraelsko-polskiego, w momencie porwania 83-latka, oraz Sziri Bibas (w momencie porwania 32-latki) i jej dwóch synów, Ariela i Kfira (w momencie porwania mających, odpowiednio, 4 lata i 9 miesięcy).

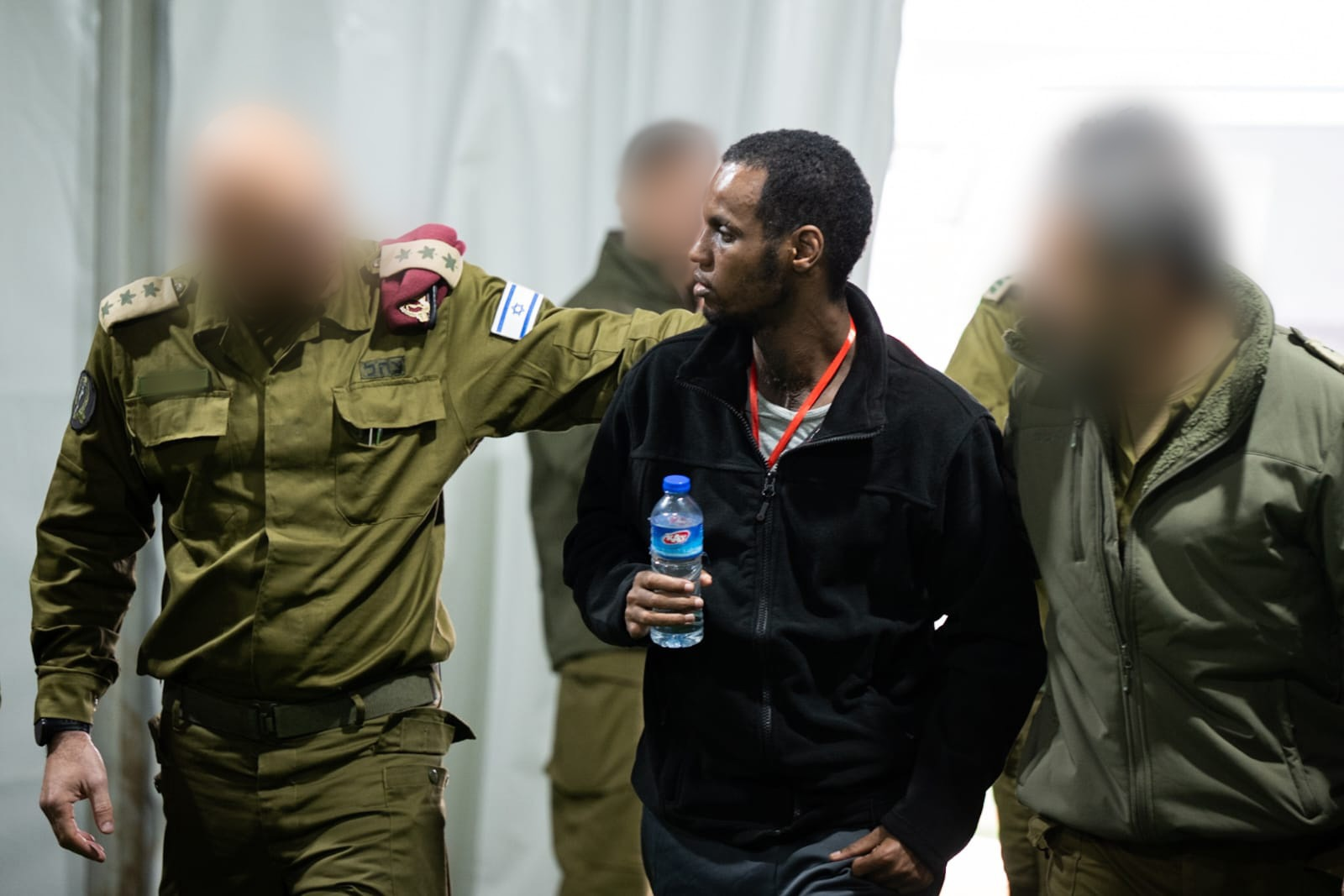
Awera Mengistu w otoczeniu izraelskich żołnierzy po uwolnieniu 22 lutego 2025 roku

22 lutego Hamas uwolnił sześciu zakładników, w tym dwóch, którzy przebywali w niewoli od ponad dekady: etiopskiego Żyda Awerę Mengistu, który został porwany po wejściu na teren Strefy Gazy w 2014 roku i będącego z pochodzenia Beduinem Hiszama al-Sajeda, schwytanego przez Hamas po wejściu do Strefy Gazy w 2015 roku. Izraelskie władze w zamian miały zwolnić z więzień ponad 600 Palestyńczyków, jednak zawiesiły wykonanie tej decyzji z powodu oskarżeń Hamasu o powtarzające się naruszenia umowy o zawieszeniu broni, przede wszystkim poprzez organizowanie propagandowych ceremonii przy okazji uwalniania zakładników.
25 lutego przedstawiciele Izraela i Hamasu poinformowali, że osiągnęli porozumienie w sprawie wydania ciał martwych zakładników w zamian za uwolnienie setek palestyńskich więźniów. Jak wówczas podał serwis internetowy Ynet, ciała miały zostać przekazane władzom Egiptu bez żadnej publicznej ceremonii. Rano 27 lutego Hamas przekazał ciała czterech zakładników Czerwonemu Krzyżowi, a Izrael wypuścił na wolność ponad 600 więźniów, w tym ponad 100 sprawców morderstw i skazanych na dożywocie oraz 445 mieszkańców Strefy Gazy zatrzymanych po 7 października 2023 roku; wśród uwolnionych było także wielu zasłużonych terorystów Hamasu, których po zwolnieniu deportowano do Egiptu. Przy okazji zwalniania więźniów Izrael wysłał także ciało niezidentyfikowanej kobiety z Gazy, które Hamas przez pomyłkę wydał w miejsce zabitej zakładniczki Sziri Bibas, do szpitala w Strefie Gazy, w następstwie zwrócenia zwłok Bibas w ostatni weekend. 27 lutego Izrael uwolnił kolejnych 46 więźniów, w tym kobiety i dzieci. Wieczorem tego dnia Egipt poinformował, że w Kairze rozpoczęły się „intensywne dyskusje” między Izraelem a Hamasem na temat kolejnej fazy zawieszenia broni w Strefie Gazy.
W nocy z 17 na 18 marca 2025 roku izraelska armia dokonała serii ataków lotniczych na Strefę Gazy, w których, według komunikatu Ministerstwa Zdrowia Strefy Gazy, zginęły co najmniej 404 osoby, a ponad 560 zostało rannych. Zgodnie z późniejszymi oświadczeniami izraelskiego premiera Binjamina Netanjahu i ministra obrony Jisra’ela Kaca powodem podjęcia dezyzji o atakach było odrzucenie przez Hamas żądań Izraela dotyczących zmiany porozumienia o zawieszeniu broni i wielokrotne odmawianie uwolnienia zakładników. Dodano także, że ataki były „dopiero początkiem”. Biały Dom natomiast poinformował, że ataki zostały skonsultowane z władzami USA i wyraził poparcie dla działań Izraela.
13 maja 2025 roku portal Times of Israel poinformował o śmierci Muhammada Sinwara, brata przywódcy Hamasu Jahji Sinwara. Jego urząd zastąpił prawdopodobnie Izz al-Din al-Haddad.

## Ofiary
Według statystyk Biura ds. Koordynacji Pomocy Humanitarnej (OCHA) na dzień 30 lipca 2025 liczba ofiar śmiertelnych wojny Izraela z Hamasem wynosi ponad 62 tysiące osób (60 131 Palestyńczyków i ponad 1706 Izraelczyków). Wśród nich znalazło się 116–134 dziennikarzy i pracowników mediów (zgodnie z różnymi źródłami: 111–127 Palestyńczyków, 2–4 Izraelczyków i 3 Libańczyków) oraz ponad 224 pracowników organizacji humanitarnych, w tym 179 pracowników UNRWA. Straty Hamasu szacowano w maju 2024 roku na 30–35% jego bojowników. Ponadto zginęło co najmniej 37 bojowników DFWP.
Zdecydowana większość ofiar zginęła w Strefie Gazy, gdzie według raportu PCPSR od 7 października 2023 ponad 60% mieszkańców Strefy Gazy straciło kogoś z rodziny. 17 września 2024 Ministerstwo Zdrowia Strefy Gazy opublikowało listę zawierającą nazwiska, płeć i datę urodzenia 34 344 Palestyńczyków, których tożsamość została potwierdzona. Odzwierciedla to ponad 80% ofiar zgłoszonych do tej pory; spośród nich 60% nie było mężczyznami w wieku poborowym. Dane Ministerstwa nie obejmują osób, które zmarły z powodu „możliwych do uniknięcia chorób, niedożywienia i innych skutków wojny”. Analiza przeprowadzona przez Grupę Roboczą ds. Prognoz Zdrowotnych w Strefie Gazy przewiduje tysiące zgonów z powodu chorób i powikłań przy porodach. Według UNICEF w Strefie Gazy zginęło ponad 13 000 dzieci, co zdaniem dyrektor Catherine Russell stanowi liczbę niespotykaną „w żadnym innym konflikcie”.
W atakach z 7 października zginęło 1195 osób, w tym 815 cywilów. Ponadto 251 osób zostało pojmanych jako zakładnicy do Strefy Gazy. Natomiast na okupowanych terenach Zachodniego Brzegu (w tym we Wschodniej Jerozolimie) zginęło ponad 479 Palestyńczyków, w tym 116 dzieci, oraz 9 Izraelczyków. Ofiary śmiertelne miały również miejsce w innych częściach Izraela, a także w południowym Libanie, Syrii, Jemenie (operacja „Długie Ramię”) i Iranie.
Strona izraelska potwierdza utratę ponad 730 zabitych żołnierzy i 68 policjantów. Według Wydziału Rehabilitacji Ministerstwa Obrony Izraela rannych zostało ponad 10 056 żołnierzy. 14 sierpnia 2024 ministerstwo przewidywało, że do 2030 roku będzie musiało zadbać o utrzymanie 100 000 weteranów IDF niepełnosprawnych z powodu wojny.

## Kryzys humanitarny

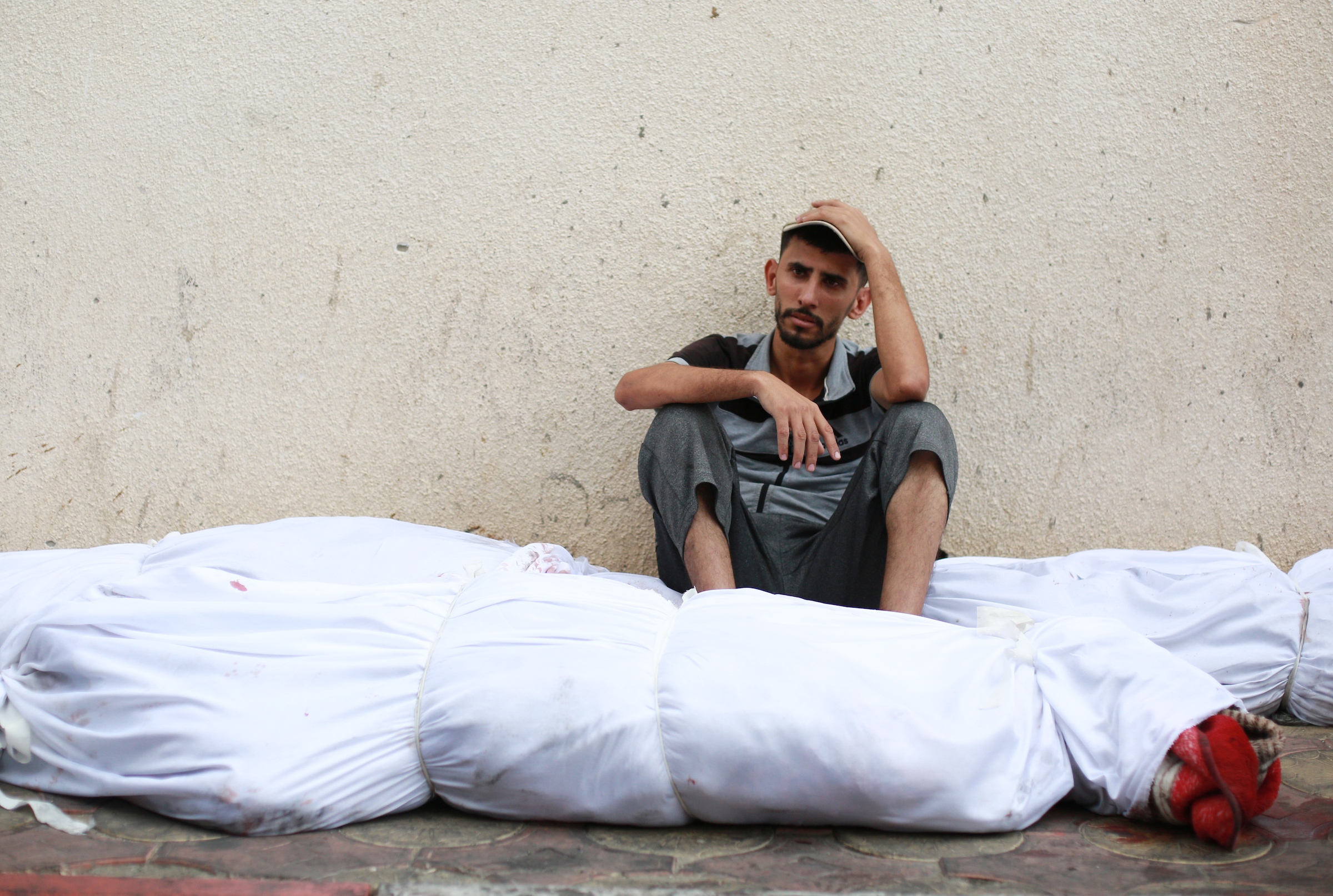
Palestyńczyk otoczony workami z ciałami w obozie dla uchodźców Dżabalija

Strefa Gazy doświadcza w wyniku wojny głębokiego kryzysu humanitarnego. Kryzys obejmuje zarówno klęskę głodu, jak i załamanie systemu opieki zdrowotnej. Od początku wojny Izrael zaostrzył blokadę Strefy Gazy, co doprowadziło do znacznych niedoborów paliwa, żywności, leków, wody i niezbędnych artykułów medycznych. Również Egipt całkowicie zablokował na kilka tygodni przejście w Rafah, a następnie otwierał je tylko częściowo. Efektem oblężenia był ponad 90% spadek dostępności energii elektrycznej, co wpłynęło na zasilanie szpitali, oczyszczalni ścieków i spowodowało wyłączenie zakładów odsalania, które dostarczały wodę pitną. Na terenie Strefy doszło też do wybuchu licznych epidemii. W ocenie przedstawicielki UNDP Strefa Gazy została „cofnięta” o 70 lat rozwoju.
Od marca 2025 IDF na zlecenie rządu wstrzymał transport wszelkich towarów do Strefy Gazy, w tym pomocy humanitarnej. Decyzja ta została podjęta po wygaśnięciu pierwszej fazy zawarowanego z Hamasem rozejmu, co spotkało się z międzynarodową krytyką. W wyniku blokady jeszcze bardziej pogłębił się kryzys żywnościowy i zdrowotny w Gazie

## Skala zniszczeń

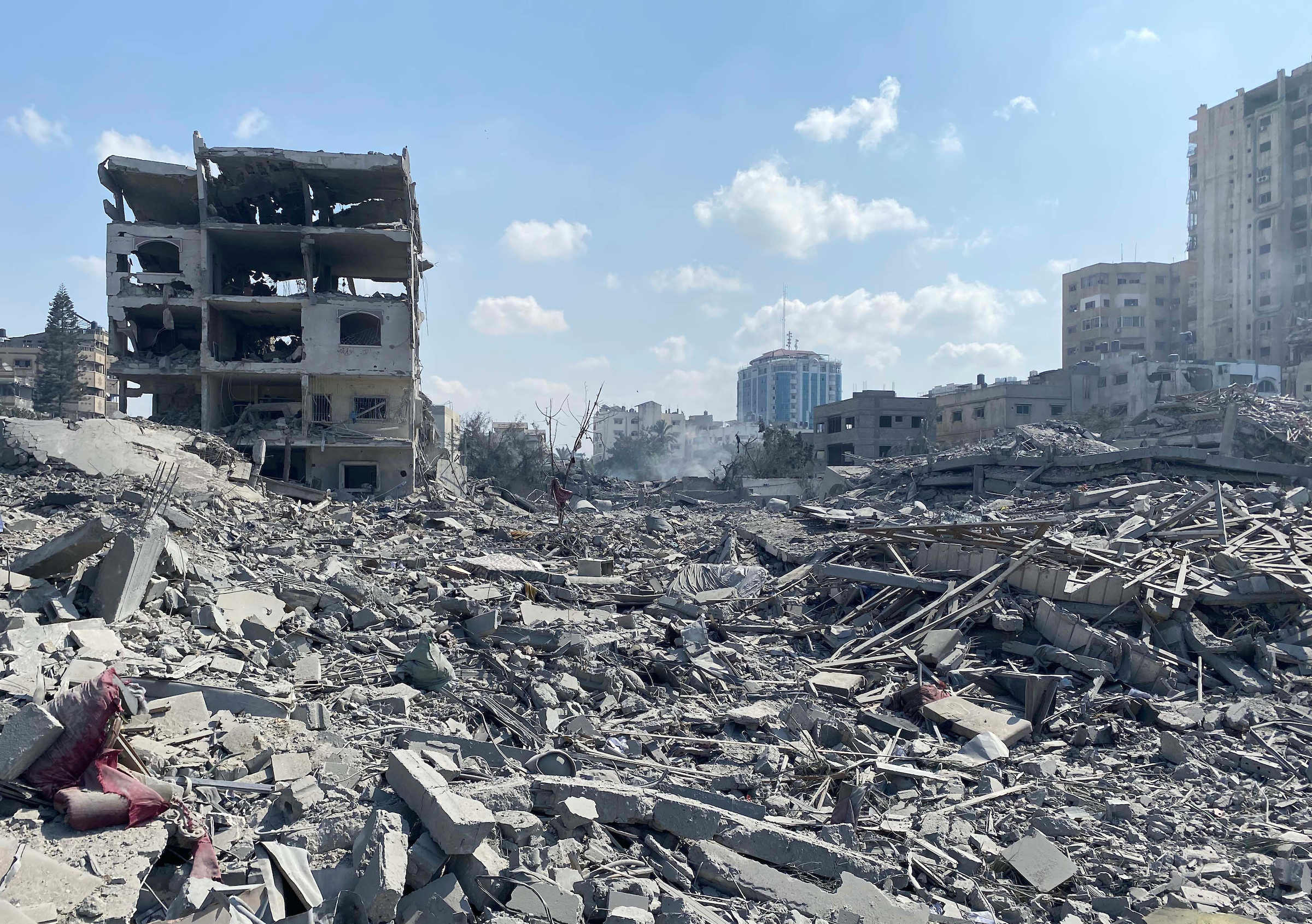
Zniszczenia w Strefie Gazy, 10 października 2023.

Pod względem skali, zasięgu i tempa proces niszczenia budynków w Strefie Gazy zalicza się do największych w historii, przewyższając łącznie bombardowania Drezna, Hamburga i Londynu podczas II wojny światowej. Łączna liczba 29 000 pocisków i bomb, które Izrael zrzucił na Strefę Gazy w ciągu trzech miesięcy, znacznie przekracza ilość (3678) zrzuconą przez Stany Zjednoczone podczas inwazji na Irak w 2003 roku.
Według UNICEF i UNRWA do 27 marca 2024 bezpośrednio trafionych (direct hits) zostało 212 z 563 budynków szkół w Strefie. W różnym stopniu zniszczonych zostało zaś 67% wszystkich szkół w Strefie, w tym 57% placówek UNRWA.
Po siedmiu miesiącach izraelskiego bombardowania pozostało 37 milionów ton odpadów, z których większość to niewybuchy i średnio 300 kg gruzu na metr kwadratowy Strefy Gazy. Szacowany czas usunięcia tych odpadów to około 14 lat.

## Zbrodnie wojenne
Komisja ONZ ds. konfliktu izraelsko-palestyńskiego stwierdziła, że istnieją „wyraźne dowody na to, że podczas ostatniej eksplozji przemocy w Izraelu i Strefie Gazy doszło do zbrodni wojennych, a wszyscy, którzy naruszyli prawo międzynarodowe i obrali sobie za cel ludność cywilną, muszą zostać pociągnięci do odpowiedzialności”. 27 października 2023 roku przedstawiciel biura Wysokiego Komisarza Narodów Zjednoczonych ds. Praw Człowieka (OHCHR) wezwał do powołania niezależnego sądu w celu zbadania potencjalnych zbrodni wojennych popełnionych przez obie strony.
Według obserwatorów z ramienia ONZ zbrodnią wojenną są wielokrotne ataki Izraela na obozy uchodźców. Także według Amnesty International działania Sił Powietrznych Izraela w Strefie Gazy stanowią zbrodnię wojenną.

### Oskarżenia o ludobójstwo
Przedstawiciele niektórych państw (m.in. Południowej Afryki, Irlandii), agencje ONZ i organizacje pozarządowe (Euro-Med Monitor, IADL, Amnesty International) oskarżyły Izrael o popełnianie ludobójstwa na ludności palestyńskiej podczas inwazji i bombardowania Strefy Gazy. Wiele osób, w tym specjalna sprawozdawczyni ONZ Francesca Albanese, przytoczyło wypowiedzi izraelskich urzędników wyższego szczebla, które mogą wskazywać na „zamiar zniszczenia” (ang. genocidal intent) względem ludności Strefy Gazy, co jest warunkiem koniecznym do spełnienia prawnego kryterium ludobójstwa. Już w październiku 2023 ponad 800 prawników, znawców prawa międzynarodowego oraz naukowców badających ludobójstwa (włącznie z ok. dwudziestoma izraelskimi badaczami Holocaustu) opublikowało list otwarty, w którym ostrzegano o potencjalnym ludobójstwie w Gazie.

## Reakcje międzynarodowe

### Polityczne

#### Organizacje

##### Organizacja Narodów Zjednoczonych

W dniu 27 października 2023 r. Zgromadzenie Ogólne ONZ przyjęło Rezolucja ES-10/21 wzywającą do „natychmiastowego i trwałego” rozejmu humanitarnego i potępiło „wszelkie akty przemocy wymierzone w palestyńskich i izraelskich cywilów”.

Organizacja Narodów Zjednoczonych krótko po ataku Hamasu na Izrael z 7 października 2023 roku skrytykowała zalecenia Izraela dla mieszkańców Strefy Gazy, by ci się ewakuowali, wskazując iż ewakuacja 1,1 miliona ludzi w tak krótkim czasie jest niemożliwa. 27 października Zgromadzenie Ogólne ONZ przyjęło rezolucję wzywającą do natychmiastowego i trwałego rozejmu humanitarnego prowadzącego do zaprzestania działań wojennych między Izraelem a Hamasem, żądając jednocześnie niezakłóconego dostarczania niezbędnej pomocy ludności cywilnej w całej Strefie Gazy, w ramach kontynuowania nadzwyczajnej sesji organu poświęconej sytuacji na Bliskim Wschodzie. Zgromadzeniu nie udało się przy tym jednoznacznie odrzucić i potępić ataku Hamasu z 7 października. Rezolucję przyjęto przy 120 głosach za, 14 przeciw (m.in. Stanów Zjednoczonych, Czech i Austrii) i 45 wstrzymujących się (m.in. Polski, Finlandii i Japonii).

12 grudnia Zgromadzenie Ogólne ONZ przyjęło Rezolucja ES-10/22 wzywającą do natychmiastowego zawieszenia broni oraz „natychmiastowego i bezwarunkowego” uwolnienia zakładników.

26 stycznia 2024 roku Międzynarodowy Trybunał Sprawiedliwości w Hadze, główny organ sądowy ONZ, wydał orzeczenie nakazujące Izraelowi podjęcie wszelkich możliwych środków w celu zapobiegania aktom ludobójstwa wobec narodu palestyńskiego w Strefie Gazy, jednak bez jednoczesnego nakazania natychmiastowego przerwania ognia na tym obszarze. Orzeczenie MTS zostało wydane w odpowiedzi na sprawę złożoną przez rząd Południowej Afryki 29 grudnia 2023 roku, w której oskarżono Izrael o ludobójstwo na Palestyńczykach ze Strefy Gazy i domagano się podjęcia wobec Izraela środków nadzwyczajnych, m.in. ostatecznie nienakazanego Izraelowi przerwania operacji wojennych w Strefie Gazy. Trybunał wysłuchał zarzutów Południowej Afryki 11 stycznia 2024 roku oraz odpowiedzi Izraela 12 stycznia tego roku. 24 maja 2024 roku MTS nakazał Izraelowi natychmiastowe wstrzymanie ofensywy wojskowej w Rafah, a także zobowiązał go do złożenia przed Trybunałem w ciągu miesiąca raportu na temat postępów w stosowaniu środków zarządzonych przez tę instytucję.

##### Unia Europejska
Komisja Europejska, organ wykonawczy Unii Europejskiej, na wieść o wybuchu konfliktu Izrael–Hamas zadecydowała o wstrzymaniu dofinansowywania Palestyny. Ursula von der Leyen, przewodnicząca KE i Roberta Metsola, przewodnicząca Parlamentu Europejskiego, w pierwszych dniach po ataku Hamasu na Izrael z 7 października 2023 roku przyleciały do Izraela i wyraziły solidarność z izraelskimi ofiarami konfliktu.

##### Międzynarodowy Trybunał Karny
20 maja 2024 roku Karim Ahmad Khan, prokurator Międzynarodowego Trybunału Karnego w Hadze zwrócił się do Trybunału z wnioskiem o wydanie nakazów aresztowania przywódców Izraela: premiera Binjamina Netanjahu i ministra obrony Jo’awa Galanta, oraz Hamasu: Jahji Sinwara (szef Hamasu w Strefie Gazy), Isma’ila Hanijji (szef biura politycznego Hamasu) i Muhammada Dajfa (dowódca zbrojnego skrzydła Hamasu) w związku z działaniami podjętymi zarówno przez Izrael, jak i przez Hamas podczas toczonej przez nich wojny. Khan oskarżył całą piątkę o popełnienie zbrodni wojennych i zbrodni przeciwko ludzkości w Strefie Gazy i w Izraelu.
26 września 2024 roku Państwo Izrael złożyło do Międzynarodowego Trybunału Karnego dwa wnioski: w pierwszym z nich zakwestionowało jurysdykcję Trybunału nad sytuacją w Państwie Palestyna w znaczeniu ogólnym, a w szczególności nad obywatelami izraelskimi, zaś w drugim zażądało, aby Izba Przedprocesowa MTK nakazała Prokuraturze MTK dostarczenie jego władzom nowego powiadomienia o wszczęciu dochodzenia. 21 listopada 2024 roku Izba Przedprocesowa MTK odrzuciła oba wnioski Izraela i wydała nakazy aresztowania Binjamina Netanjahu oraz Jo’awa Galanta, a ponadto Muhammada Dajfa z Hamasu mimo twierdzeń Izraela, że zginął on w lipcu tego roku w ataku lotniczym.

#### Państwa
- Belize – 15 listopada 2023 roku rząd Belize ogłosił, że odwołuje ambasadora tego państwa w Izraelu i wycofuje wniosek o akredytację dla belizeńskiego konsula honorowego w Tel Awiwie, zawieszając tym samym stosunki dyplomatyczne z państwem izraelskim w związku z „chaotycznym bombardowaniem” Strefy Gazy[442].
- Boliwia – 31 października María Nela Prada(inne języki), minister w administracji prezydenta Boliwii Luisa Arce ogłosiła na konferencji prasowej, że boliwijski rząd całkowicie zerwał stosunki dyplomatyczne z Izraelem motywując tę decyzję zbrodniami wojennymi i łamaniem praw człowieka przez Izrael w Strefie Gazy[443].
- Chiny – Rząd Chin wezwał obie strony do „powściągliwości” i rozpoczęcia rozmów pokojowych, zaś minister spraw zagranicznych ChRL wydał oświadczenie potępiające brak humanitaryzmu obu stron konfliktu[444].
- Czechy – Petr Pavel, prezydent Czech, powiedział, że Czechy wzywają do obcięcia unijnego dofinansowywania Palestyny i popierają działania obronne Izraela[445].
- Egipt zamknął swoje granice po ataku Hamasu na Izrael i odmówił przyjęcia uchodźców z przygranicznej Strefy Gazy[446]. Egipt wystosował też apel o zaprzestanie izraelskich ataków na Rafah[447]. 1 listopada Egipt przyjął pierwszą grupę cywilów ewakuowanych ze Strefy Gazy przez przejście graniczne w Rafah na mocy porozumienia zawartego z Izraelem i Hamasem za pośrednictwem Kataru. Porozumienie zakładało, że pewna liczba cudzoziemców i osób ciężko rannych będzie mogła przedostać się do Egiptu z oblężonego przez Izrael terytorium Strefy Gazy[143].
- Francja – Po ataku Hamasu na Izrael we Francji wzrosła gwałtownie liczba aktów antysemickich, a rząd Francji wyraził sprzeciw decyzji Komisji Europejskiej mówiącej o wstrzymaniu dofinansowywania Palestyny[448][435].
- Indie – Narendra Modi, premier Indii, wyraził zaskoczenie atakami terrorystycznymi na Izrael. 13 października odbył też rozmowę telefoniczną z premierem Binjaminem Netanjahu, w której wyraził solidarność z Izraelem[444].
- Indonezja – Joko Widodo, prezydent Indonezji, wezwał 10 października do rozwiązania konfliktu zgodnie z wytycznymi ONZ oraz wezwał do zakończenia konfliktu, wskazując na jego negatywne konsekwencje humanitarne[449][450].
- Iran – według amerykańskiego wywiadu przywódcy Iranu byli zaskoczeni wybuchem konfliktu[451]. Część publicystów[kto?] twierdzi jednak, iż odpowiedzialność za wybuch konfliktu ponosi Iran[452]. 13–14 kwietnia i 1 października 2024 Irańczycy przeprowadzili odwetowe ataki przeciw Izraelowi (operacja Dotrzymana Obietnica i operacja Dotrzymana Obietnica 2).
- Japonia – Waleed Siam(inne języki), palestyński dyplomata, 13 października wezwał Japonię do kontynuacji humanitarnego wspierania Palestyny[453]. Tego samego dnia japońska minister spraw zagranicznych Yōko Kamikawa(inne języki) potępiła atak Hamasu[454].
- Kolumbia – 31 października 2023 roku prezydent Kolumbii Gustavo Petro poinformował za pośrednictwem Twittera (X), że zdecydował o odwołaniu kolumbijskiego ambasadora w Izraelu, dodając, że „skoro Izrael nie powstrzymuje masakry narodu palestyńskiego, nie możemy tam pozostać”[455]. 1 maja 2024 roku, podczas przemówienia w Bogocie z okazji Święta Pracy, Gustavo Petro zapowiedział zerwanie przez Kolumbię stosunków dyplomatycznych z Izraelem ze skutkiem na następny dzień, motywując tę decyzję twierdzeniem, że Izrael ma „ludobójczy rząd”[456].
- Litwa – po wybuchu konfliktu parlament litewski zdecydował się na potępienie ataku Hamasu, a minister spraw zagranicznych Litwy poparł wysiłki Izraela mające na celu odparcie ataku Hamasu[457].
- Malezja poparła apel Egiptu o zaprzestanie ataków izraelskich na Rafah[447][450].
- Niemcy zaoferowały wsparcie wojskowe Izraelowi, a Boris Pistorius, minister obrony Niemiec, zgodził się na wsparcie Izraela niewielką ilością amunicji i dronów. Kanclerz Olaf Scholz podkreślił zaś odpowiedzialność Niemiec za bezpieczeństwo Izraela[458].
- Polska – zaraz po wybuchu konfliktu Ministerstwo Spraw Zagranicznych w wydanym przez siebie komunikacie odradzało loty do Izraela[459]. Następnie Polska rozpoczęła ewakuację swoich obywateli z Izraela, która zakończyła się 14 października[460]. W rozmowie z prezydentem Izraela Jicchakiem Herzogiem prezydent RP Andrzej Duda przekazał mu kondolencje i zaoferował pomoc humanitarną[461]. Wizytę w Izraelu złożyli poseł Paweł Kowal (KO) i posłanka Anna Maria Żukowska[462][463]. Według oświadczenia MSZ z sierpnia 2025 roku Polska „uznaje prawo Izraela do obrony”, nie akceptuje jednak liczby ofiar cywilnych i nie zgadza się na „wykorzystywanie głodu jako broni”[464].
- Południowa Afryka – 29 grudnia 2023 roku władze Południowej Afryki wniosły do Międzynarodowego Trybunału Sprawiedliwości w Hadze sprawę(inne języki) przeciwko Izraelowi w związku z oskarżeniem tego państwa o ludobójstwo na Palestyńczykach w Strefie Gazy. Z południowoafrykańskiego stanowiska przed haskim trybunałem wynika, że „działania i zaniechania Izraela (…) mają charakter ludobójczy”, ponieważ zostały popełnione z zamiarem „zniszczenia Palestyńczyków w Gazie” jako części szerszej palestyńskiej grupy narodowej i etnicznej[465]. Południowa Afryka zwróciła się do także sądu w Hadze o wydanie tymczasowego nakazu natychmiastowego zawieszenia przez Izrael operacji wojskowych w Gazie[465][416].
- Rosja – Wasilij Nebenzia(inne języki), przedstawiciel Rosji w ONZ wezwał do wstrzymania walk oraz stwierdził iż Rada Bezpieczeństwa ONZ powinna zająć się kwestią Palestyny[466]. Prezydent Rosji Władimir Putin stwierdził w przemówieniu, że odpowiedzialność za ten konflikt ponoszą USA[467].
- Stany Zjednoczone – Antony Blinken, sekretarz stanu, złożył po wybuchu konfliktu wizytę w Izraelu. Później zaś USA wysłało lotniskowce na wschodnią część Morza Śródziemnego[468][469]. 5 maja 2024 roku Stany Zjednoczone wstrzymały dostawy amunicji do Izraela, co było pierwszym takim przypadkiem od czasu ataku Hamasu na Izrael w październiku poprzedniego roku. Powodem takiego kroku ze strony amerykańskiej administracji było jej coraz większe niezadowolenie z działań militarnych Izraela w Strefie Gazy[470]. 8 maja prezydent USA Joe Biden powiedział, że ograniczy dostawy broni do Izraela jeśli premier Binjamin Netanjahu zarządzi „poważną inwazję na Rafah”[471]. Agencja Reuters informowała, że od października 2023 do czerwca 2024 roku USA dostarczyły Izraelowi ponad 14 000 bomb Mk-84, używanych przez IAF do bombardowania Gazy[6].
- Turcja – w kwietniu 2024 roku władze Turcji poinformowały o objęciu restrykcjami handlu z Izraelem w odpowiedzi na wojnę prowadzoną przez Izrael z Hamasem w Strefie Gazy. Restrykcje dotyczyły 54 produktów, w tym cementu, stali, aluminium i konstrukcji żelaznych. 2 maja 2024 roku turecki rząd podjął decyzję o wstrzymaniu wymiany handlowej z Izraelem, zawieszając cały eksport i import[472].
- Ukraina – po ataku Hamasu na Izrael z 7 października 2023 roku prezydent Wołodymyr Zełenski odbył z izraelskim premierem Binjaminem Netanjahu rozmowę, w której poparł izraelską politykę wobec Hamasu i prawo Izraela do obrony własnych granic terytorialnych. Oprócz tego na swoim kanale w komunikatorze Telegram ukraiński przywódca potępił terroryzm „niezależnie od tego, w której części świata ma miejsce”[473].
- Wielka Brytania – Biuro Spraw Zagranicznych Wielkiej Brytanii poinformowało, iż organizuje loty ewakuacyjne z Izraela dla Brytyjczyków[474].

### Społeczne
Wojna Izraela z Hamasem na całym świecie spotkała się ze społecznymi reakcjami, mającymi postać publicznych demonstracji zorientowanych na wsparcie zarówno Palestyny, jak i rzadziej Izraela, a także wyrażających wściekłość, żal z powodu ofiar i sprzeciw wobec przemocy i działań wojennych.

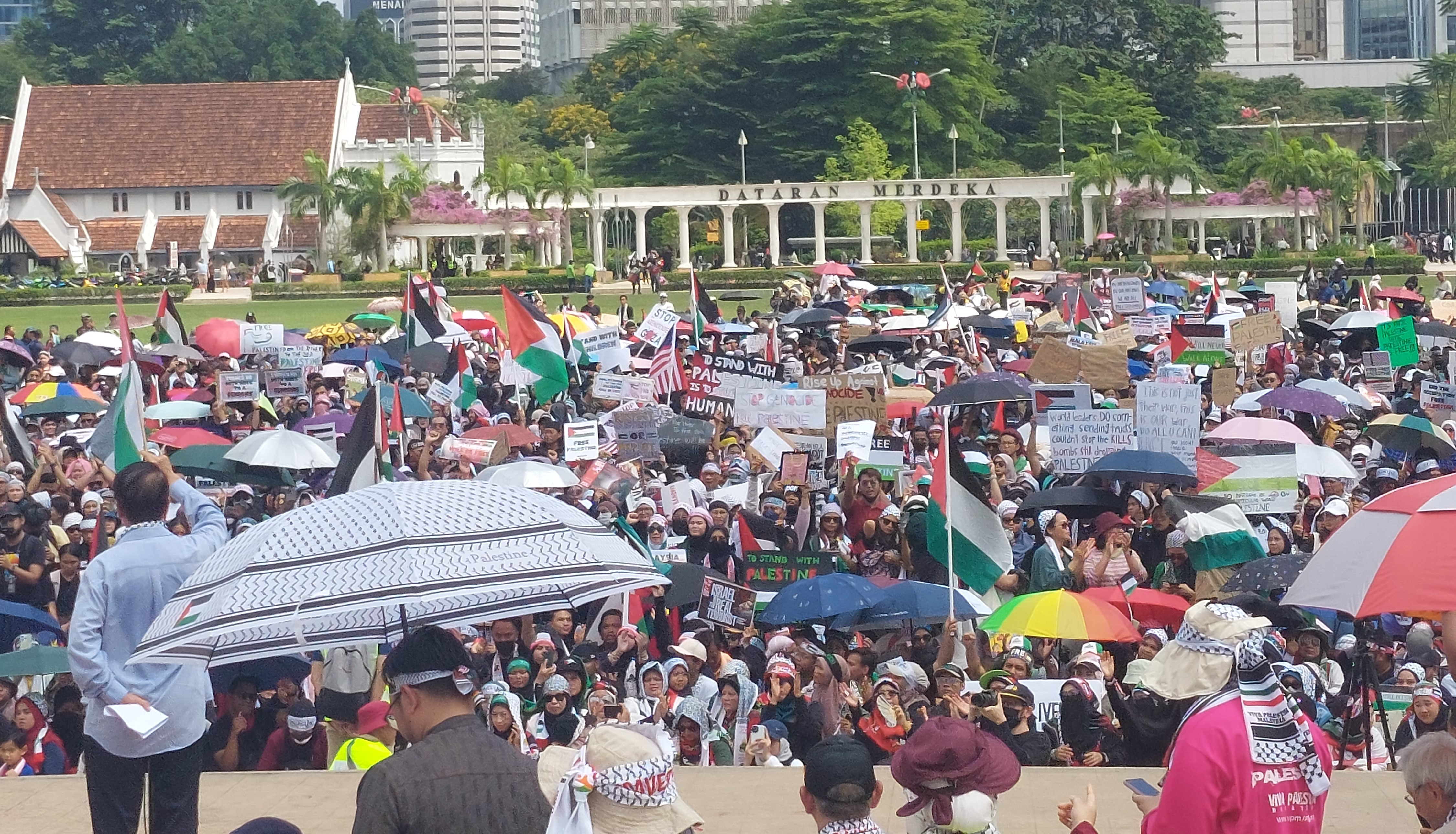
Protest poparcia dla Palestyny w Kuala Lumpur; październik 2023 roku

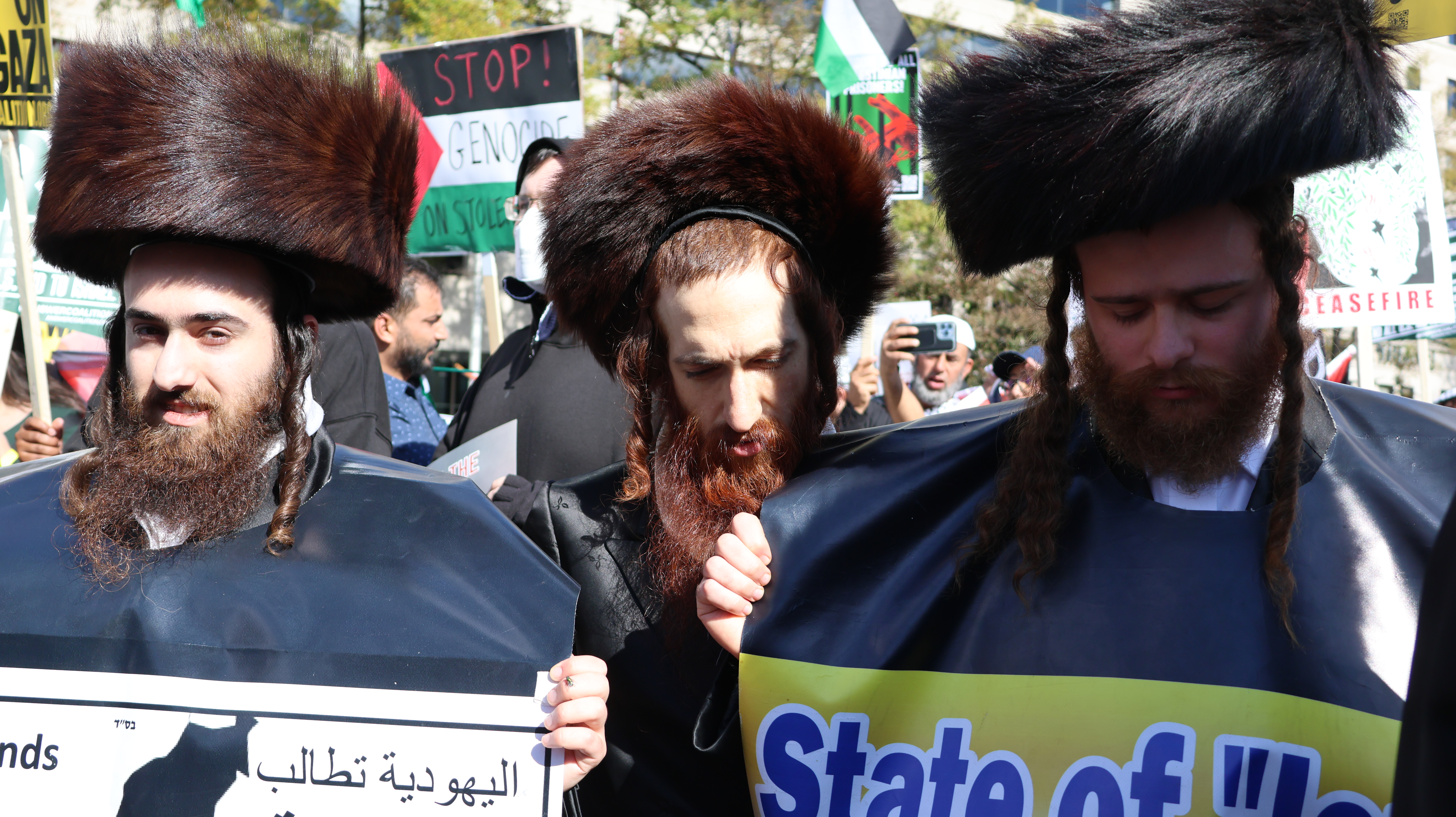
Ultraortodoksyjni Żydzi (Neturei Karta) podczas pro-palestyńskiego protestu w Waszyngtonie 4 listopada 2023 roku

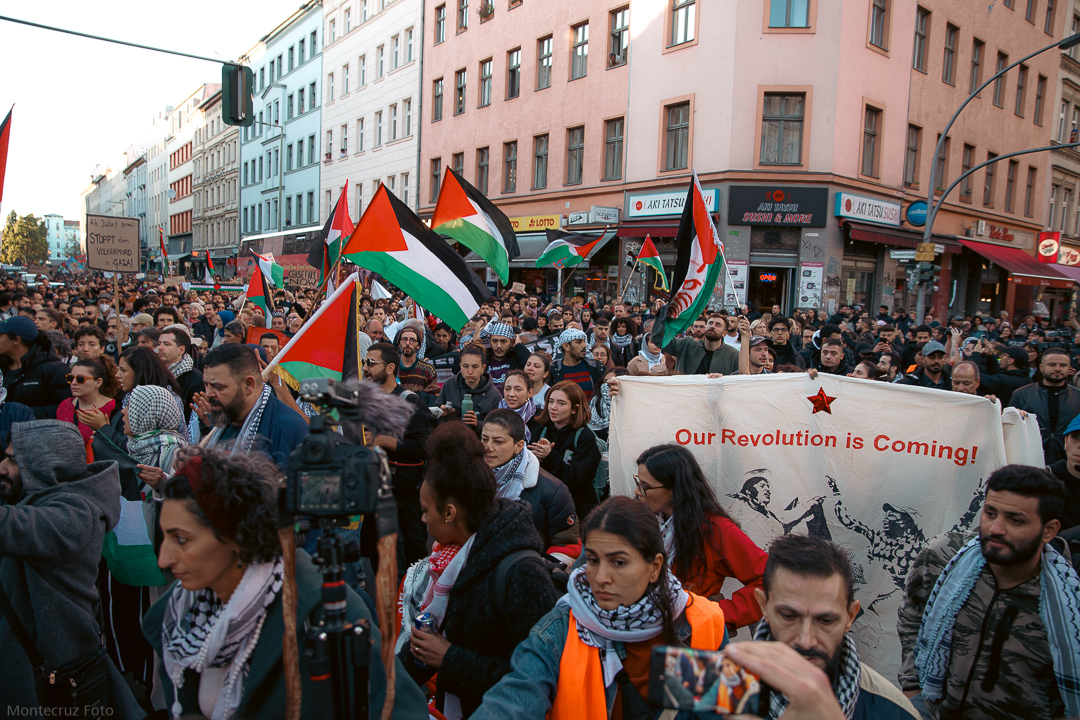
Demonstracja propalestyńska w Berlinie w dzielnicy Kreuzberg 21 października 2023 roku

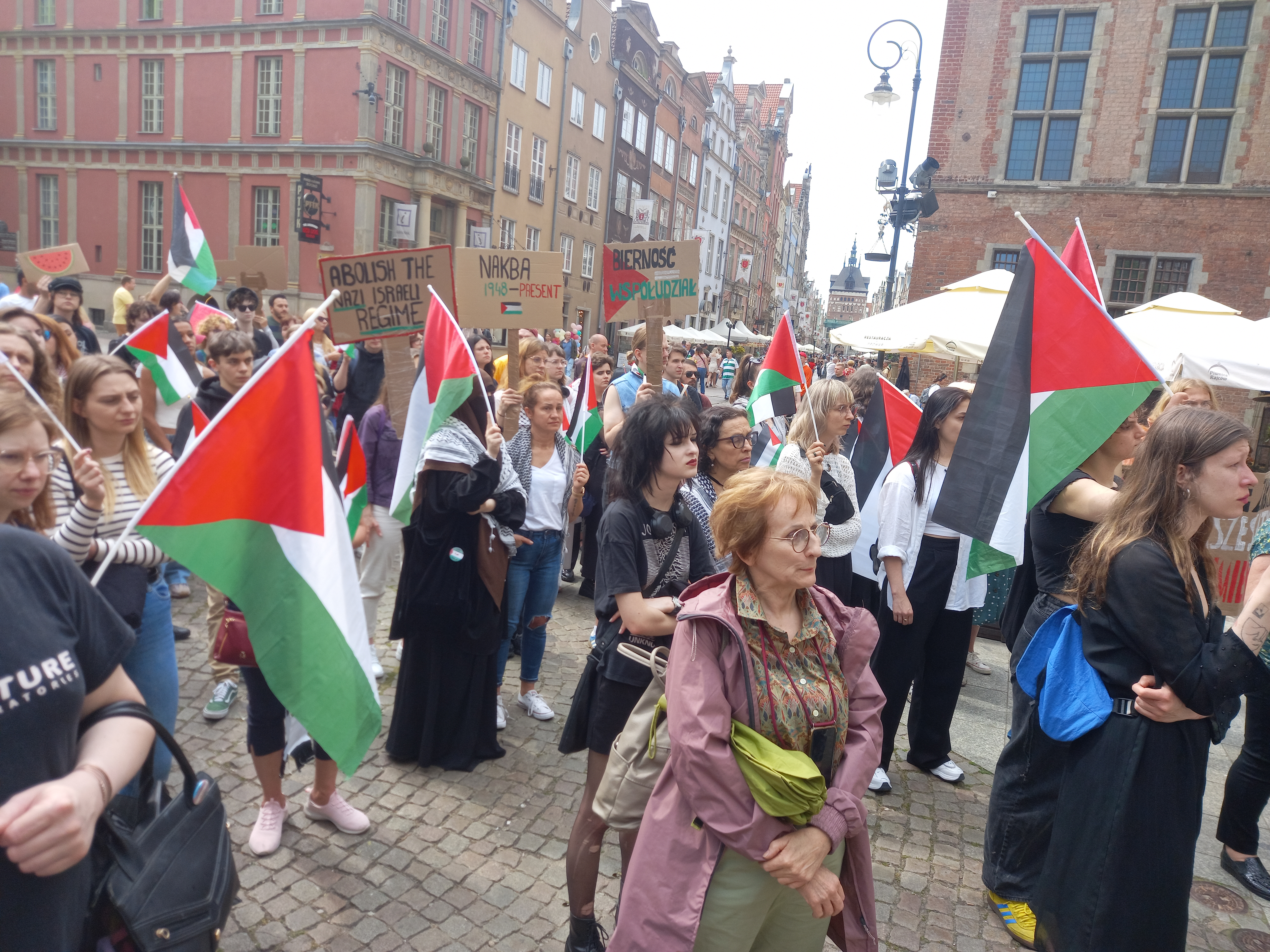
Demonstracja w obronie Palestyny w Gdańsku na Długim Targu. Zdjęcie wykonano obok Fontanny Neptuna 19 maja 2024 roku

Propalestyńskie demonstracje odbywały się m.in. w:
- Afryce:
  - Algierii (Algier[478]),
  - Ghanie (Akra[479], Kumasi[480], Tamale[480]),
  - Kenii (Nairobi[481], Mombasa[482]),
  - Maroku (Rabat[476], Casablanca[483], Tanger[484], Fez, Meknes, Kenitra, Agadir, Barkan, Wadżda, Dżarada[485]),
  - Nigerii (Lagos[486], Kaduna[487]),
  - Południowej Afryce (Kapsztad[488]),
  - Senegalu (Dakar[489]),
  - Tunezji (Tunis[476]),
- Ameryce Północnej:
  - Kanadzie (Ottawa[490], Calgary[490], Edmonton[475], Montreal[490], Toronto[490], Vancouver[475]),
  - Kubie (Hawana[491]),
  - Meksyku (Meksyk[492]),
  - Stanach Zjednoczonych (Waszyngton[476], Los Angeles[476], Nowy Jork[476], Chicago[493], San Francisco[475]),
- Ameryce Południowej:
  - Brazylii (Brasília[475], São Paulo[494]),
  - Chile (Santiago[495]),
  - Kolumbii (Bogota[496])
  - Wenezueli (Caracas[492]),
- Australii i Oceanii:
  - Australii (Canberra[492], Melbourne[497], Sydney[498]),
  - Nowej Zelandii (Wellington[499], Auckland[500], Christchurch[499], Hamilton[499], New Plymouth[499], Palmerston North[499], Wanganui[499]),
- Azji:
  - Afganistanie (Kabul[501]),
  - Bangladeszu (Dhaka[475]),
  - Filipinach (Marawi[502], Cotabato[503]),
  - Indiach (Hajdarabad[504], Dżammu i Kaszmir[504], Lucknow[504], Kozhikode[505]),
  - Indonezji (Dżakarta[506], Palu[507], Bekasi, Cimahi, Pekalongan, Surabaja, Surakarta[508]),
  - Iraku (Bagdad[476][493]),
  - Iranie (Teheran[476]),
  - Japonii (Tokio[509], Hiroszima[510]),
  - Jemenie (Sana[492]),
  - Jordanii (Amman[492]),
  - Malezji (Kuala Lumpur[476]),
  - Pakistanie (Islamabad[511], Karaczi[475], Lahaur[511], Peszawar[501]),
  - Sri Lance (Kolombo[492]),
  - Tajlandii (Bangkok[512]),
  - Turcji (Ankara[476][492]),
- Europie:
  - Albanii (Tirana[513]),
  - Austrii (Wiedeń[514]),
  - Belgii (Bruksela[515]),
  - Bośni i Hercegowinie (Sarajewo[516]),
  - Cyprze (Larnaka[517], Nikozja[518]),
  - Francji (Paryż[519], Lyon[493], Marsylia[520], Strasburg[520]),
  - Grecji (Ateny[521]),
  - Hiszpanii (Madryt[475], Barcelona[475]),
  - Holandii (Amsterdam[522], Haga[492]),
  - Irlandii (Dublin[523], Carlow[524], Cork[524], Ennis[524], Galway[524], Limerick[524]),
  - Islandii (Reykjavík[525]),
  - Macedonii Północnej (Skopje[526]),
  - Niemczech (Berlin[527], Duisburg[527], Düsseldorf[528], Stuttgart[529]),
  - Polsce (Warszawa[530][531], Gdańsk[532], Poznań[533], Wrocław[534][535], Rzeszów[536], Katowice[537][538], Łódź[539], Kraków[540], Bielsko-Biała[541]),
  - Rumunii (Bukareszt[542]),
  - Szwajcarii (Genewa[492]),
  - Wielkiej Brytanii (Londyn[475][476], Glasgow[476], Sheffield[543], Oksford[493]),
  - Włoszech (Rzym[544]).

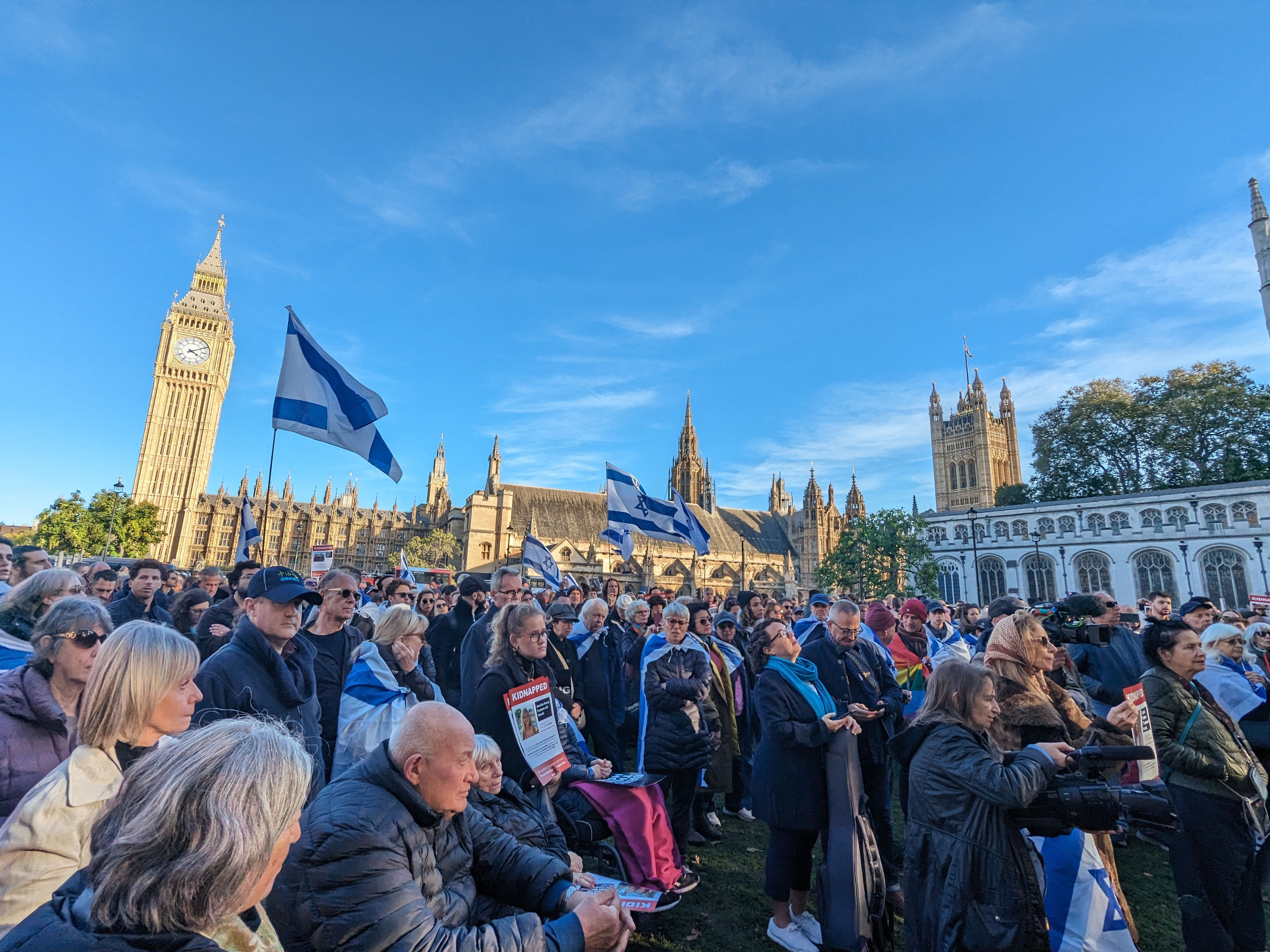
Demonstracja proizraelska w Londynie na placu Parliament Square 15 października 2023 roku

Natomiast proizraelskie demonstracje miały miejsce m.in. w Argentynie (Buenos Aires), Brazylii (Rio de Janeiro), Cyprze (Larnaka), Francji (Paryż, Lyon), Holandii (Amsterdam), Kolumbii (Bogota), Niemczech (Berlin, Frankfurt nad Menem), Polsce (Warszawa), Rumunii (Bukareszt), Serbii (Belgrad), Stanach Zjednoczonych (Las Vegas, Los Angeles, Miami Beach, Nowy Jork, San Francisco), Urugwaju (Montevideo, Punta del Este), Węgrzech (Budapeszt), Wielkiej Brytanii (Londyn) i Włoszech (Rzym).
W reakcji na działania Izraela wobec Strefy Gazy na całym świecie pojawiły się także liczne przypadki antysemickich incydentów. Do najpoważniejszych z nich doszło w położonych na Kaukazie Północnym rosyjskich republikach – pod koniec października 2023 roku miały tam miejsce antysemickie zamieszki, w tym szturm na lotnisko w Machaczkale w następstwie wylądowania na nim samolotu lecącego z Tel Awiwu.